# Lista odcinków serialu Ojciec Mateusz
Ten artykuł prezentuje listę wszystkich odcinków serialu Ojciec Mateusz.

## Przegląd sezonów
Uwaga: tabela zawiera daty odnoszące się wyłącznie do pierwszej emisji telewizyjnej; nie uwzględniono w niej ewentualnych prapremier w serwisach internetowych (np. TVP VOD).
| Seria              | Odcinki            | Pierwsza emisja telewizyjna (TVP1) | Pierwsza emisja telewizyjna (TVP1) | Pierwsza emisja telewizyjna (TVP1) | Pierwsza emisja telewizyjna (TVP1) | Pierwsza emisja telewizyjna (TVP1) |
| Seria              | Odcinki            | Sezon                              | Początek emisji                    | Koniec emisji                      | Pora emisji                        | Średnia oglądalność                |
| ------------------ | ------------------ | ---------------------------------- | ---------------------------------- | ---------------------------------- | ---------------------------------- | ---------------------------------- |
| Odcinek Pilotażowy | Odcinek Pilotażowy | jesień 2008                        | 11 listopada 2008                  | 11 listopada 2008                  | niedziela 17.20                    | 6,65 mln                           |
| 1.                 | 1–13 (13)          | zima 2008/2009                     | 7 grudnia 2008                     | 22 lutego 2009                     | niedziela 17.20                    | 6,65 mln                           |
| 2.                 | 14–30 (17)         | jesień 2009                        | 6 września 2009                    | 27 grudnia 2009                    | niedziela 17.20                    | 5,52 mln                           |
| 3.                 | 31–44 (14)         | wiosna-lato 2010                   | 4 marca 2010                       | 3 czerwca 2010                     | czwartek 20.35                     | 4,37 mln                           |
| 4.                 | 45–56 (12)         | jesień 2010                        | 9 września 2010                    | 25 listopada 2010                  | czwartek 20.35                     | 4,5 mln                            |
| 5.                 | 57–69 (13)         | wiosna 2011                        | 3 marca 2011                       | 26 maja 2011                       | czwartek 20.35                     | 5 mln                              |
| 6.                 | 70–82 (13)         | jesień 2011                        | 8 września 2011                    | 1 grudnia 2011                     | czwartek 20.35                     | 5,2 mln                            |
| 7.                 | 83–95 (13)         | wiosna 2012                        | 8 marca 2012                       | 31 maja 2012                       | czwartek 20.35                     | 4,71 mln                           |
| 8.                 | 96–108 (13)        | jesień 2012                        | 6 września 2012                    | 29 listopada 2012                  | czwartek 20.35                     | 5,05 mln                           |
| 9.                 | 109–121 (13)       | wiosna 2013                        | 28 lutego 2013                     | 23 maja 2013                       | czwartek 20.35                     | 4,67 mln                           |
| 10.                | 122–134 (13)       | jesień 2013                        | 5 września 2013                    | 28 listopada 2013                  | czwartek 20.35                     | 4,66 mln                           |
| 11.                | 135–147 (13)       | wiosna-lato 2014                   | 6 marca 2014                       | 5 czerwca 2014                     | czwartek 20.35                     | 4,35 mln                           |
| 12.                | 148–160 (13)       | jesień 2014                        | 4 września 2014                    | 27 listopada 2014                  | czwartek 20.35                     | 4,61 mln                           |
| 13.                | 161–173 (13)       | wiosna-lato 2015                   | 5 marca 2015                       | 11 czerwca 2015                    | czwartek 20.35                     | 4,4 mln                            |
| 14.                | 174–186 (13)       | jesień 2015                        | 3 września 2015                    | 26 listopada 2015                  | czwartek 20.35                     | 4,31 mln                           |
| 15.                | 187–199 (13)       | wiosna-lato 2016                   | 3 marca 2016                       | 2 czerwca 2016                     | czwartek 20.35                     | 4,06 mln                           |
| 16.                | 200–212 (13)       | jesień 2016                        | 1 września 2016                    | 24 listopada 2016                  | czwartek 20.35                     | 4,04 mln                           |
| 17.                | 213–225 (13)       | wiosna-lato 2017                   | 2 marca 2017                       | 1 czerwca 2017                     | czwartek 20.35                     | 3,44 mln                           |
| 18.                | 226–238 (13)       | jesień 2017                        | 31 sierpnia 2017                   | 23 listopada 2017                  | czwartek 20.35                     | 3,02 mln                           |
| 19.                | 239–251 (13)       | wiosna 2018                        | 1 marca 2018                       | 31 maja 2018                       | czwartek 20.35                     | 3,11 mln                           |
| 20.                | 252–264 (13)       | jesień 2018                        | 6 września 2018                    | 6 grudnia 2018                     | czwartek 20.35                     | 3,01 mln                           |
| 21.                | 265–277 (13)       | wiosna-lato 2019                   | 28 lutego 2019                     | 13 czerwca 2019                    | czwartek 20.35                     | 2,97 mln                           |
| 22.                | 278–290 (13)       | jesień 2019                        | 12 września 2019                   | 26 grudnia 2019                    | czwartek 20.35                     | 2,82 mln                           |
| 23.                | 291–303 (13)       | wiosna 2020                        | 27 lutego 2020                     | 14 maja 2020                       | czwartek 20.35                     | 3,03 mln                           |
| 23.                | 291–303 (13)       | jesień 2020                        | 10 września 2020                   | 10 września 2020                   | czwartek 20.55                     | 2,35 mln                           |
| 24.                | 304–316 (13)       | jesień 2020                        | 17 września 2020                   | 10 grudnia 2020                    | czwartek 20.55                     | 2,35 mln                           |
| 25.                | 317–329 (13)       | wiosna-lato 2021                   | 12 marca 2021                      | 4 czerwca 2021                     | piątek 21.00                       | 1,85 mln                           |
| 25.                | 317–329 (13)       | jesień 2021                        | 10 września 2021                   | 10 września 2021                   | piątek 20.35                       | 2,04 mln                           |
| 26.                | 330–342 (13)       | jesień 2021                        | 17 września 2021                   | 17 grudnia 2021                    | piątek 20.35                       | 2,04 mln                           |
| 27.                | 343–355 (13)       | wiosna 2022                        | 4 marca 2022                       | 27 maja 2022                       | piątek 20.35                       | 1,77 mln                           |
| 28.                | 356–368 (13)       | jesień 2022                        | 9 września 2022                    | 30 grudnia 2022                    | piątek 20.35                       | 1,72 mln                           |
| 29.                | 369–381 (13)       | wiosna 2023                        | 2 marca 2023                       | 18 maja 2023                       | czwartek 20.35                     | 1,78 mln                           |
| 29.                | 369–381 (13)       | jesień 2023                        | 14 września 2023                   | 21 września 2023                   | czwartek 20.35                     | 1,46 mln                           |
| 30.                | 382–394 (13)       | jesień 2023                        | 28 września 2023                   | 23 listopada 2023                  | czwartek 20.35                     | bd.                                |
| 30.                | 382–394 (13)       | wiosna 2024                        | 7 marca 2024                       | 11 kwietnia 2024                   | czwartek 20.35                     | bd.                                |
| 31.                | 395–407 (13)       | wiosna 2024                        | 18 kwietnia 2024                   | 30 maja 2024                       | czwartek 20.35                     | bd.                                |
| 31.                | 395–407 (13)       | jesień 2024                        | 12 września 2024                   | 24 października 2024               | czwartek 21.05                     | bd.                                |
| 32.                | 408–420 (13)       | jesień 2024                        | 31 października 2024               | 5 grudnia 2024                     | czwartek 21.05                     | bd.                                |
| 32.                | 408–420 (13)       | wiosna 2025                        | 6 marca 2025                       | 17 kwietnia 2025                   | czwartek 21.05                     | 1,3 mln                            |
| 33.                | 421–433? (13)      | wiosna 2025                        | 24 kwietnia 2025                   | 5 czerwca 2025                     | czwartek 21.05                     | 1,3 mln                            |
| 33.                | 421–433? (13)      | jesień 2025                        | bd.                                | bd.                                | bd.                                | bd.                                |

## Seria 1 (zima 2008/2009)
| Nr | Data pierwszej emisji            | Tytuł odcinka                   | Aktorzy gościnni |                                 |
| SERIA PIERWSZA (zima 2008/2009) | SERIA PIERWSZA (zima 2008/2009)  | SERIA PIERWSZA (zima 2008/2009) | SERIA PIERWSZA (zima 2008/2009) | SERIA PIERWSZA (zima 2008/2009) |
| --- | -------------------------------- | ------------------------------- | --- | ------------------------------- |
| 1 | 7 grudnia 2008                   | Obcy                            | Marek Frąckowiak, Adam Bauman, Mariusz Ostrowski, Beata Deskur, Barbara Kurzaj, Jarosław Gruda, Ewa Pająk                                                                                              |                                 |
| Na pierwszej mszy odprawianej przez nowego księdza poznajemy barwne grono jego parafian. Szybko ujawnia się również talent detektywistyczny księdza. Przypomnij sobie pierwszą sprawę „Ojca Mateusza”. |                                  |                                 | |                                 |
| 2 | 14 grudnia 2008                  | Eksperyment                     | Andrzej Deskur, Adam Woronowicz, Barbara Kałużna, Leszek Piskorz, Barbara Babilińska, Anna Żytka, Grzegorz Woś, Joanna Gryga, Sławomir Głazek, Ewa Pająk, Włodzimierz Midak, Magdalena Gnatowska       |                                 |
| W Sandomierzu zostaje zamordowany doktor Nowak, miejscowy anestezjolog. Policja podejrzewa o zabójstwo ojca operowanej dziewczynki, który odgrażał się lekarzowi, przekonany, że to z jego winy dziecko zapadło w śpiączkę. |                                  |                                 | |                                 |
| 3 | 21 grudnia 2008                  | Dług                            | Marek Włodarczyk, Robert Czebotar, Julita Kożuszek-Borsuk, Grzegorz Artman, Bartosz Dziedzic, Bohdan Łazuka, Elżbieta Jarosik, Jarosław Gruda, Maciej Kowalik, Jan Heba                                |                                 |
| Właściciel i jego żona, Ukrainka, nie chcą złożyć doniesienia o włamaniu do sklepu. Są w sidłach wierzycieli, którzy teraz grożą im śmiercią. Mateusz podejrzewa, iż wicedyrektor banku ma szczególny udział w tej sprawie... |                                  |                                 | |                                 |
| 4 | 25 grudnia 2008                  | Narkotyk                        | Michał Filipiak, Stefan Popkowski, Hubert Zduniak, Sławomir Głazek, Karina Szafrańska, Jan Heba |                                 |
| Aspirant Nocul obawia się, że któryś z jego ludzi może być zamieszany w udaremnienie policyjnej akcji wymierzonej przeciw handlarzom narkotyków. W tej szczególnie trudnej i przykrej sytuacji, pod nieobecność swojego zwierzchnika oddelegowanego na szkolenie, Nocul szuka rady i wsparcia u księdza Mateusza.                                                                    |                                  |                                 | |                                 |
| 5 | 11 listopada 200828 grudnia 2008 | Róża                            | Radosław Pazura, Monika Kwiatkowska-Dejczer, Wojciech Mecwaldowski, Grzegorz Małecki, Katarzyna Jamróz, Barbara Kurzaj                                                                                 |                                 |
| Do księdza Mateusza zwraca się o pomoc piękna Joanna Orska, żona miejscowego hodowcy róż, właściciela ogromnej szklarni. Kobieta zwierza się księdzu, że chociaż jej małżeństwo było dotąd bardzo udane, mąż kochał ją i szanował, to ona nieoczekiwanie zapałała uczuciem do innego mężczyzny. Wkrótce zostaje ona zamordowana, a głównym podejrzanym o zbrodnię staje się jej mąż. |                                  |                                 | |                                 |
| 6 | 4 stycznia 2009                  | Anna                            | Katarzyna Kołeczek, Joanna Sienkiewicz, Marek Żerański, Georgi Angiełow, Tomasz Olejarczyk |                                 |
| Okradziono dom pewnego bogatego małżeństwa, u którego służy polecona przez proboszcza dziewczyna ze Wschodu, Anna. I to ona staje się główną podejrzaną w tej sprawie. Niegdyś była zmuszana do prostytucji, a teraz jest szantażowana przez dawnych kumpli. |                                  |                                 | |                                 |
| 7 | 11 stycznia 2009                 | Pomyłka                         | Anna Milewska, Jacek Borkowski, Marek Siudym, Andrzej Gawroński, Roman Kłosowski |                                 |
| Zginął jeden z pensjonariuszy miejscowego domu starców – Falkiewicz, przyjaciel pani Zofii, osoby niezwykle zamożnej i wpływowej. Podejrzany jest syn Zofii, który nie krył swego niezadowolenia z romansu matki. |                                  |                                 | |                                 |
| 8 | 18 stycznia 2009                 | Wyrok                           | Ewa Bukowska, Henryk Gołębiewski, Krzysztof Janczar, Stefan Knothe |                                 |
| Tym razem ksiądz Mateusz musi rozwiązać sprawę zabójstwa, o które sam jest podejrzany. Zastrzelono znanego adwokata, mecenasa Stawickiego. Obok jego martwego ciała znaleziono ogłuszonego księdza Mateusza, z bronią w ręku. |                                  |                                 | |                                 |
| 9 | 25 stycznia 2009                 | Aktor                           | Magdalena Różczka, Krzysztof Wakuliński, Jarosław Boberek, Patrycja Szczepanowska, Dariusz Kordek |                                 |
| Przed kościołem realizowane są zdjęcia do filmu. Podczas kręcenia sceny strzelaniny ginie aktor. Policja szybko aresztuje podejrzanego, który zwraca się o pomoc do księdza Mateusza. |                                  |                                 | |                                 |
| 10 | 1 lutego 2009                    | Szantaż                         | Magdalena Warzecha, Artur Dziurman, Olga Bołądź, Waldemar Czyszak, Agnieszka Kawiorska, Wojciech Machnicki, Stefan Knothe                                                                              |                                 |
| Rolnik Ciechan przegrywa sprawę o odszkodowanie za zatruwanie rzeki przez zakład inżyniera Napierskiego. Młoda pani mecenas, która działa w fundacji ekologicznej, wzywa mieszkańców do protestu. |                                  |                                 | |                                 |
| 11 | 8 lutego 2009                    | Zemsta                          | Piotr Prokop, Jan Wieczorkowski, Elżbieta Romanowska, Jan Jankowski, Agnieszka Michalska, Lech Dyblik, Danuta Borsuk, Andrzej Szopa, Piotr Żurawski                                                    |                                 |
| Ojciec Mateusz zastępuje innego duchownego w posłudze duszpasterskiej w więzieniu, gdzie siedzi Włodek, ojciec Michała. Jeden z więźniów, gangster Seweryński, ginie od ciosu nożem zrobionym z kawałka blachy. |                                  |                                 | |                                 |
| 12 | 15 lutego 2009                   | Aniołek                         | Mariusz Drężek, Katarzyna Ankudowicz, Lucyna Malec, Krzysztof Stelmaszyk, Lidia Bogaczówna, Zofia Czerwińska, Izabela Dąbrowska, Katarzyna Bargiełowska, Krzysztof Szekalski, Beata Fido, Maria Mamona |                                 |
| Niejaki Ruciński, pracujący w Niemczech, przyjeżdża w rodzinne strony, gdzie dowiaduje się, że jest ojcem właśnie narodzonego syna Kryśki. Wypiera się tego dziecka, choć przyznaje, że teoretycznie mógłby być jego ojcem. |                                  |                                 | |                                 |
| 13 | 22 lutego 2009                   | Wypadek                         | Grzegorz Warchoł, Piotr Skarga, Bohdan Łazuka, Juliusz Krzysztof Warunek, Małgorzata Rudzka |                                 |
| Mateusz jedzie z pielgrzymką. Między kierowcami trzech autokarów daje się odczuć rywalizację. Jeden z nich, Małecki, jest niepijącym alkoholikiem. I oto nagle autokar prowadzony przez niego spada do rowu. |                                  |                                 | |                                 |

## Seria 2 (jesień 2009)
| Nr | Nr                        | Data pierwszej emisji     | Tytuł odcinka             | Aktorzy gościnni |
| SERIA DRUGA (jesień 2009) | SERIA DRUGA (jesień 2009) | SERIA DRUGA (jesień 2009) | SERIA DRUGA (jesień 2009) | SERIA DRUGA (jesień 2009) |
| --- | ------------------------- | ------------------------- | ------------------------- | --- |
| 14 | 1                         | 6 września 2009           | Powołanie                 | Tadeusz Paradowicz, Marcin Kwaśny, Michał Rolnicki, Rafał Szałajko, Joanna Kurowska                                                                          |
| W biały dzień sprzed siedziby firmy Pol-Fresz zostaje porwany jej właściciel Jerzy Barański. Wiele wskazuje na to, że w przestępstwo są zamieszani ludzie z najbliższego otoczenia biznesmena. |                           |                           |                           | |
| 15 | 2                         | 13 września 2009          | Piętno                    | Weronika Książkiewicz, Mariusz Kiljan, Marcin Czarnik, Tomasz Sobczak, Marcin Korcz, Klaudia Halejcio                                                        |
| Sandomierzem wstrząsa kolejna tragedia. Giną młodzi ludzie, którzy kierowali samochodem po zażyciu narkotyków. Policjanci znajdują 200 działek amfetaminy w salonie piękności prowadzonym przez Mariolę, od kilku lat przykładną obywatelkę, wcześniej jednak karaną za kradzieże, prostytucję i narkotyki.                                                              |                           |                           |                           | |
| 16 | 3                         | 20 września 2009          | Wycieczka                 | Emilia Krakowska, Bogusław Kudłek, Zdzisław Wardejn, Edward Lubaszenko, Maria Klejdysz, Zofia Saretok, Krystyna Kołodziejczyk-Szyszko, Katarzyna Skolimowska |
| Z wysokiego urwiska zostaje zepchnięta kobieta. Jedynym przypadkowym świadkiem tego zdarzenia jest ksiądz Mateusz. Okazuje się, że ofiara to znana niegdyś śpiewaczka, która przybyła do Sandomierza z wycieczką autokarową zorganizowaną przez jej młodego kuzyna. |                           |                           |                           | |
| 17 | 4                         | 27 września 2009          | Skarb                     | Robert Rozmus, Władysław Kowalski, Janusz Chabior, Joanna Sienkiewicz                                                                                        |
| Początek wakacji. Michał trafia na archeologiczny rarytas – ślady celtyckiego pochówku. Niestety, cenne znalezisko zostaje zdewastowane i rozgrabione. Głównym podejrzanym jest miejscowy poszukiwacz skarbów – Lenar. |                           |                           |                           | |
| 18 | 5                         | 4 października 2009       | Jabłka                    | Joanna Jeżewska, Witold Bieliński, Piotr Siejka, Włodzimierz Abramuszkin, Ewa Szawłowska                                                                     |
| W Sandomierzu dochodzi do epidemii ciężkich zatruć pokarmowych. Okazuje się, że wszyscy chorzy jedli jabłka z ekologicznej farmy przybysza z Warszawy, Jeżewskiego. Owoce tuż przed sprzedażą spryskano toksycznymi środkami owadobójczymi. |                           |                           |                           | |
| 19 | 6                         | 11 października 2009      | Osaczony                  | Maria Niklińska, Joachim Lamża, Jarosław Boberek, Michał Czernecki                                                                                           |
| Aspirant Nocul ma kłopoty. Dziewczyna, której policjant pomógł, gdy rozpaczała, twierdzi, że została napadnięta i okradziona. Teraz oskarża Nocula, że jest on dilerem zaopatrującym w narkotyki sandomierskie prostytutki. |                           |                           |                           | |
| 20 | 7                         | 18 października 2009      | Ukąszenie węża            | Patrycja Soliman, Wiesław Niżyński, Tomasz Dedek, Katarzyna Łukaszyńska                                                                                      |
| W kościele, w dniu Matki Boskiej Zielnej, zostaje ukąszony przez węża lokalny przedsiębiorca, Lipski. Rozpoczyna się dramatyczny wyścig z czasem. Trzeba natychmiast znaleźć serum. Ksiądz Mateusz dowiaduje się, że podejrzanym o podrzucenie węża jest Minas, Ormianin niedawno zwolniony z pracy przez Lipskiego.                                                     |                           |                           |                           | |
| 21 | 8                         | 25 października 2009      | Koncert                   | Laura Samojłowicz, Joanna Kulig, Sebastian Konrad, Aleksander Mikołajczak, Paweł Domagała                                                                    |
| Pod kołami samochodu ginie Jacek, ratujący Małgosię po upadku ze skutera. Kierowca pirat ucieka z miejsca zdarzenia. Po kilku miesiącach Małgosia powraca do parafialnego zespołu muzycznego, poznaje nowych członków grupy. Wciąż przeżywa wypadek, nie może się pogodzić ze śmiercią Jacka.                                                                            |                           |                           |                           | |
| 22 | 9                         | 1 listopada 2009          | Mag                       | Magdalena Walach, Wenanty Nosul, Adam Dzienis, Jakub Przebindowski, Marcin Błaszak, Maciej Mikołajczyk, Norbert Rakowski                                     |
| W mieście pojawia się jasnowidz-uzdrowiciel Dorian. Monika przypadkowo go spotyka. Mężczyzna diagnozuje jej chorobę – zmiany chorobowe się cofają. Wyniki badań przeprowadzonych w pracowni niejakiego Janiaka są wręcz wzorcowe. Monika zaczyna więc namawiać innych do odwiedzenia uzdrowiciela. Tymczasem jedna z byłych pacjentek Doriana zostaje znaleziona martwa. |                           |                           |                           | |
| 23 | 10                        | 8 listopada 2009          | Poza grą                  | Aleksandra Nieśpielak, Karolina Piechota, Bronisław Wrocławski, Marcin Troński, January Brunov, Piotr Nowak                                                  |
| Trwają rozgrywki ligi koszykówki kobiet. W zespole wszyscy liczą na Elę, córkę trenera. W nocy umiera Węgrzyniak, właściciel klubu sportowego i miejscowych zakładów obuwniczych. Mężczyzna miał atak serca, ale wcześniej został uderzony jakimś przedmiotem w głowę.                                                                                                   |                           |                           |                           | |
| 24 | 11                        | 11 listopada 2009         | Islamska żona             | Emilia Komarnicka, Adam Młynarczyk, Piotr Borowski, Ewa Szykulska, Sławomir Olszewski                                                                        |
| Hasan i Aziz są pochodzenia arabskiego, ale mieszkają i prowadzą interesy w Polsce. Hasan ma dwóch synów, Kamala i Raszida, Aziz – córkę Aminę. Postanawiają zaaranżować ślub swoich dzieci. Młodzi mają jednak własne plany. |                           |                           |                           | |
| 25 | 12                        | 22 listopada 2009         | Waga ciężka               | Andrzej Grabowski, Maciej Kozłowski, Robert Kuraś, Robert Ostolski, Bartłomiej Firlet, Dariusz Odija                                                         |
| W sekcji bokserskiej trwają treningi prowadzone przez trenerów Rosę i Sylwestra. Niespodziewanie dochodzi do tragedii. Umiera młody bokser Łukasz. Policja prowadzi śledztwo w tej sprawie. Dochodzenie przynosi bulwersujące odkrycie. |                           |                           |                           | |
| 26 | 13                        | 29 listopada 2009         | Łzy Ewy                   | Dorota Landowska |
| W parafii zorganizowano loterię charytatywną. W jej przygotowanie zaangażowała się żona lokalnego biznesmena. Sama na ten szczytny cel oddała między innymi lalki. Jedną z lalek udaje się wylicytować Dorocie, znajomej Natalii. Ale niespodziewanie Dorota zostaje zaatakowana w swoim mieszkaniu.                                                                     |                           |                           |                           | |
| 27 | 14                        | 6 grudnia 2009            | Spowiedź                  | Ewa Gorzelak, Marta Nieradkiewicz, Michał Żurawski, Sylwia Gliwa, Łukasz Konopka                                                                             |
| Paulina robi karierę w fabryce dziewiarskiej, prywatnie jest narzeczoną jej właściciela, Olka. Trwają przygotowania do ślubu tej pary. Ale podczas spowiedzi Paulina zwierza się księdzu Mateuszowi z dylematów związanych z zamążpójściem. |                           |                           |                           | |
| 28 | 15                        | 13 grudnia 2009           | Sekrety klasztoru         | Wiesław Komasa, Marcin Perchuć, Łukasz Garlicki, Beata Chruścińska, Jacek Kałucki, Marek Kasprzyk, Michał Lesień                                             |
| Ojciec Mateusz wyjeżdża na dni skupienia do klasztoru cystersów. W tym czasie nowicjusz Fabian odnajduje zwłoki Korycińskiego, który również brał udział w dniach skupienia. Okazuje się, że mężczyzna został zamordowany. Ksiądz detektyw wkracza do akcji. |                           |                           |                           | |
| 29 | 16                        | 20 grudnia 2009           | Egzamin                   | Natalia Rybicka, Lesław Żurek, Leon Charewicz, Marcin Rogacewicz, Andrzej Szczytko                                                                           |
| Na uczelni zostaje zamordowany jeden z asystentów. W zastępstwie zmarłego wykładowcy czasowo zajęcia prowadzi ojciec Mateusz. Rozpoczyna się śledztwo w tej ponurej sprawie. W jego trakcie do Mateusza zgłasza się studentka, dziewczyna chłopaka podejrzanego o zabójstwo. Ksiądz detektyw pomaga zastawić pułapkę na prawdziwego mordercę.                            |                           |                           |                           | |
| 30 | 17                        | 27 grudnia 2009           | Miłość Natalii            | Tomasz Karolak, Joanna Sydor, Monika Kwiatkowska-Dejczer, Marta Dąbrowska, Barbara Babilińska                                                                |
| Natalia spotyka Jerzego. Mężczyzna zaczyna ją adorować. Nawiązuje się między nimi romans. Zakochana Natalia postanawia na nowo ułożyć sobie życie i porzuca plebanię. Ojciec Mateusz jest jednak pełen obaw. Czy okażą się słuszne? |                           |                           |                           | |

## Seria 3 (wiosna 2010)
| Nr | Nr                          | Data pierwszej emisji       | Tytuł odcinka               | Aktorzy gościnni |
| SERIA TRZECIA (wiosna 2010) | SERIA TRZECIA (wiosna 2010) | SERIA TRZECIA (wiosna 2010) | SERIA TRZECIA (wiosna 2010) | SERIA TRZECIA (wiosna 2010) |
| --- | --------------------------- | --------------------------- | --------------------------- | --- |
| 31 | 1                           | 4 marca 2010                | Spa                         | Beata Poźniak-Daniels, Maja Bohosiewicz, Jerzy Schejbal, Krystyna Podleska, Barbara Kurzaj |
| W spa zostaje zamordowana piękna aktorka. Główną podejrzaną jest jej córka. Mietek i ksiądz detektyw rozpoczynają śledztwo. |                             |                             |                             | |
| 32 | 2                           | 11 marca 2010               | Pamięć                      | Magdalena Kumorek, Małgorzata Socha, Ewa Telega, Arkadiusz Janiczek, Elżbieta Jarosik |
| Jan Brylski nie stroni od pięknych młodych kobiet. Zostaje zabity. Główną podejrzaną jest jego żona. Okazuje się, że teściowa denata jest znajomą księdza detektywa z lat dziecinnych. Czy wyjawi Mateuszowi tajemnicę zbrodni?                                                                               |                             |                             |                             | |
| 33 | 3                           | 18 marca 2010               | Najpiękniejsza              | Bartłomiej Topa, Roksana Krzemińska, Natalia Walarowska |
| W Sandomierzu odbywa się sesja zdjęciowa, jedną z modelek jest muzułmanką, która prosi o rozmowę księdza Mateusza. Gdy dzwoni telefon, wybiega wzburzona. Niebawem zostaje znaleziona martwa. Kto chciał się pozbyć Maliki? Czy fotograf ma coś wspólnego z jej śmiercią?                                     |                             |                             |                             | |
| 34 | 4                           | 25 marca 2010               | Skandal                     | Katarzyna Herman, Jan Nowicki, Piotr Szwedes, Maciej Brzoska, Karolina Nolbrzak, Henryk Gołębiewski, Paweł Szczesny                                                                              |
| Zamordowany zostaje kierownik hotelu. Był szantażystą, więc podejrzanych jest wielu. Tymczasem do zabójstwa przyznaje się szanowany pisarz. Czy rzeczywiście jest winien? |                             |                             |                             | |
| 35 | 5                           | 1 kwietnia 2010             | Zakładnik                   | Natalia Rzeźniak-Pospieszalska, Mariusz Zalejski, Izabela Dąbrowska, Maciej Makowski |
| Zamordowany zostaje adwokat. Podejrzenia padają na jego dawną kochankę. Dziewczyna, by się bronić, bierze zakładnika – księdza Mateusza. |                             |                             |                             | |
| 36 | 6                           | 8 kwietnia 2010             | Świadek                     | Ireneusz Czop, Grzegorz Emanuel, Maja Hirsch, Łukasz Simlat, Paweł Ciołkosz |
| Policjanci zatrzymują pijanego mężczyznę, na komendzie pojawia się jego nastoletni syn Damian i zaczyna atakować policjantów. Chłopiec i ojciec opuszczają komendę. Syn ma pretensję do taty, że znowu zaczął pić, jednak sam utrzymuje kontakty z podejrzanymi typami, przypadkowo znajduje rannego Andrusa. |                             |                             |                             | |
| 37 | 7                           | 22 kwietnia 2010            | Zlecenie                    | Olga Frycz, Dorota Kamińska, Jan Monczka, Dariusz Wnuk, Jarosław Budnik, Maciej Wilewski |
| Podczas zawodów strzeleckich o Puchar Sandomierza ktoś próbuje zabić biznesmena – Czesława Maderę. Możejko, Nocul i Mateusz szukają poszlak zdarzenia. Kto chce zabić biznesmena? Co Madera ukrywa przed żoną i córkami?                                                                                      |                             |                             |                             | |
| 38 | 8                           | 29 kwietnia 2010            | Sprawa świętego Mikołaja    | Piotr Cyrwus, Paulina Chruściel, Wojciech Majchrzak, Bogusław Kaczmarczyk |
| W mieszkaniu państwa Jaskotów zostaje znaleziona martwa Maria Jaskot. Ktoś włamał się do mieszkania i zabił kobietę. Poszlaki wskazują na Wiesława Pawlaka, który ma już na swoim koncie włamania. Wiesław zostaje aresztowany w trakcie ślubu.                                                               |                             |                             |                             | |
| 39 | 9                           | 6 maja 2010                 | Strach na scenie            | Beata Ścibakówna, Mariusz Pujszo, Anna Rusiecka |
| Znakomita aktorka Maria Brodzka ma zagrać Annę Kareninę. Podczas próby w miejsce, gdzie miała stać na scenie, spada ciężki ekran. Brodzka uważa, że to klątwa... |                             |                             |                             | |
| 40 | 10                          | 13 maja 2010                | Wybory                      | Jacek Rozenek, Aleksander Bednarz, Mateusz Grydlik |
| Przedstawiciel mniejszości żydowskiej startuje w wyborach na burmistrza. Nieoczekiwanie Jakub Gold zostaje zamordowany. |                             |                             |                             | |
| 41 | 11                          | 20 maja 2010                | Zbrodnia w bibliotece       | Krzysztof Dutkiewicz, Justyna Grzybek, Joachim Lamża |
| W tajemniczych okolicznościach zostaje zamordowany profesor. Ginie cenny starodruk. Biskup prosi o interwencję ojca Mateusza, komendant wojewódzki – sandomierskich specjalistów. Policjanci rozpoczynają śledztwo przebrani za... księży.                                                                    |                             |                             |                             | |
| 42 | 12                          | 27 maja 2010                | Więzienna przeszłość        | Witold Oleksiak, Dariusz Biskupski, Agnieszka Wielgosz, Jan Jankowski |
| Włodek, ojciec Michała, wychodzi po trzech latach z więzienia. Prokurator i komisarz Możejko proponują mu, aby został ich wtyczką i pomógł w rozbiciu groźnego gangu. Włodek odmawia współpracy. |                             |                             |                             | |
| 43 | 13                          | 29 maja 2010                | Konkurs tańca               | Beata Kawka, Klaudia Halejcio, Jacek Lenartowicz, Sambor Czarnota |
| Magda zakochuje się w nauczycielu tańca. Rodzice nie pochwalają tego związku. Ktoś podpala mieszkanie instruktora. |                             |                             |                             | |
| 44 | 14                          | 3 czerwca 2010              | Zatrute wino                | Andrzej Mastalerz, Andrzej Mrowiec, Magdalena Smalara, Dariusz Toczek, Mieczysław Morański, Magdalena Nieć, Katarzyna Taracińska, Edyta Torhan, Ireneusz Kozioł, Klara Bielawka, Andrzej Konopka |
| W parku umiera mężczyzna. Sekcja wskazuje na zatrucie alkaloidem. Trop prowadzi do kościoła. Ktoś chciał otruć ojca Mateusza. Kim jest wróg księdza? |                             |                             |                             | |

## Seria 4 (jesień 2010)
| Nr | Nr                          | Data pierwszej emisji       | Tytuł                       | Aktorzy gościnni |
| SERIA CZWARTA (jesień 2010) | SERIA CZWARTA (jesień 2010) | SERIA CZWARTA (jesień 2010) | SERIA CZWARTA (jesień 2010) | SERIA CZWARTA (jesień 2010) |
| --- | --------------------------- | --------------------------- | --------------------------- | --- |
| 45 | 1                           | 9 września 2010             | Cena prawdy                 | Monika Kwiatkowska-Dejczer, Marek Kalita, Zdzisław Rychter, Halina Rasiakówna, Marta Alaborska, Piotr Grabowski, Tomasz Mandes |
| W klasie Zosi Nocul pojawia się nowa uczennica – Julka Winiarska. Jej rodzice właśnie wprowadzili się do Sandomierza. Okazuje się, że Winiarski jest świadkiem koronnym w bardzo ważnym procesie. Pewnego dnia Zosia i Julka znikają ze szkoły. Wkrótce odzywją się porywacze i stawiają Winiarskiemu twarde ultimatum... |                             |                             |                             | |
| 46 | 2                           | 16 września 2010            | Skradziona miłość           | Matylda Baczyńska, Antoni Królikowski, Marek Bukowski, Michał Meyer, Hanna Polk                                                |
| Uczniowie organizują przegląd teatralny. Podczas imprezy jedna z nastolatek zostaje zgwałcona. Trop prowadzi do nauczyciela, w którym dziewczynka się podkochiwała. Jednak ojciec Mateusz zaczyna wątpić w jego winę...                                                                                                   |                             |                             |                             | |
| 47 | 3                           | 23 września 2010            | Tajemnicze śledztwo         | Joachim Lamża, Grzegorz Kowalczyk, Bartosz Żukowski, Marek Prażanowski                                                         |
| Ginie wypuszczony z więzienia przestępca. Wszystkie dowody wskazują na inspektora Możejkę. Czy detektyw w sutannie udowodni jego niewinność? |                             |                             |                             | |
| 48 | 4                           | 30 września 2010            | Śmierć na żywo              | Hanna Konarowska, Piotr Ligienza, Zbigniew Lesień                                                                              |
| Biskup prosi Mateusza, żeby poprowadził kilka wieczornych audycji muzycznych w Radiu Rytm. Ksiądz detektyw się waha, jednak szybko przekonuje się pracy dziennikarza. Pewnego dnia podczas programu na żywo dochodzi do morderstwa.                                                                                       |                             |                             |                             | |
| 49 | 5                           | 7 października 2010         | Lot                         | Mikołaj Roznerski, Agnieszka Sienkiewicz, Joanna Kasperska, Mirosław Haniszewski, Sebastian Skoczeń                            |
| Festyn w aeroklubie. Podczas zawodów motolotniarzy dochodzi do tragedii. Okazuje się, że do wypadku ktoś się przyczynił, a głównym podejrzanym jest faworyt konkursu. Ksiądz Mateusz ma wątpliwości... |                             |                             |                             | |
| 50 | 6                           | 14 października 2010        | Sekrety i kłamstwa          | Dorota Deląg, Andrzej Zieliński, Andrzej Nejman, Dariusz Majchrzak                                                             |
| Podczas przejażdżki ponosi koń, na którym jedzie piękna żona właściciela stadniny. Kto spłoszył wierzchowca? Podejrzenia padają na fotografa, kochanka kobiety. Postanowiła się z nim rozstać, a on nadal ją kocha... |                             |                             |                             | |
| 51 | 7                           | 21 października 2010        | Talent                      | Agata Kulesza, Piotr Skiba, Andrzej Grabarczyk, Katarzyna Pierścionek, Leszek Zduń, Wojciech Kalarus, Marcin Korcz             |
| W Busku Zdroju odbywa się konkurs cukierników. Po skosztowaniu tortu martwy pada juror. Kto miał powód, by go otruć? |                             |                             |                             | |
| 52 | 8                           | 28 października 2010        | W kręgu podejrzeń           | Igor Michalski, Waldemar Błaszczyk, Bartłomiej Świderski, Zofia Czerwińska                                                     |
| Możejko zauważa Justynę w ramionach przystojnego bruneta, który jest podejrzany o popełnienie morderstwa. |                             |                             |                             | |
| 53 | 9                           | 4 listopada 2010            | Samotne serca               | Renata Dancewicz, Tomasz Kozłowicz, Kinga Ciesielska, Rafał Sisicki, Agata Załęcka                                             |
| Zamordowany zostaje zamożny doweloper. Poszlaki wskazują na byłą żonę, ale inny trop wiedzie do pewnej agencji matrymonialnej... |                             |                             |                             | |
| 54 | 10                          | 11 listopada 2010           | Zaklęty rewir               | Katarzyna Romańczuk, Mariusz Wojciechowski, Andrzej Piszczatowski                                                              |
| Kolega księdza detektywa spod celi zostaje głównym podejrzanym w sprawie zasztyletowania młodego lekarza. Czy naprawdę wystarczy nie lubić, by zabić? |                             |                             |                             | |
| 55 | 11                          | 18 listopada 2010           | Spływ                       | Milena Suszyńska, Maja Barełkowska, Radosław Osypiuk, Jadwiga Gryn                                                             |
| Na spływ kajakowy nad Sielpię ksiądz Mateusz wybrał się wraz z młodzieżą maturalną. Po całodniowym spływie wieczorem bawią się przy ognisku. Rano zostaje znaleziony martwy Jędrek, chłopak Oli Nocul. |                             |                             |                             | |
| 56 | 12                          | 25 listopada 2010           | Helena                      | Mariusz Jakus, Anna Grycewicz, Agata Piotrowska-Mastalerz                                                                      |
| Natalia i Możejko są świadkami napadu. Możejko próbuje interweniować i zostaje ranny. Jego stan jest bardzo ciężki, jest potrzebna krew rzadkiej grupy. O udział w napadzie jest podejrzany Kluza. Pracował w supermarkecie i miał zatarg z kierownikiem. Udaje się znaleźć krew dla Możejki.                             |                             |                             |                             | |

## Seria 5 (wiosna 2011)
| Nr | Nr                        | Data pierwszej emisji     | Tytuł                     | Aktorzy gościnni                                                                                 |
| SERIA PIĄTA (wiosna 2011) | SERIA PIĄTA (wiosna 2011) | SERIA PIĄTA (wiosna 2011) | SERIA PIĄTA (wiosna 2011) | SERIA PIĄTA (wiosna 2011)                                                                        |
| --- | ------------------------- | ------------------------- | ------------------------- | ------------------------------------------------------------------------------------------------ |
| 57 | 1                         | 3 marca 2011              | Gwiazdeczka               | Anita Jancia, Małgorzata Rożniatowska, Dorota Bierkowska, Mateusz Banasiuk                       |
| Ksiądz Mateusz znajduje w kościele porzucone niemowlę. Dziewczynka ma gorączkę, trafia do szpitala. Jej stan jest krytyczny. Dzięki troskliwej opiece lekarzy i pielęgniarek dziewczynka pokonuje kryzys i powoli wraca do zdrowia. |                           |                           |                           |                                                                                                  |
| 58 | 2                         | 10 marca 2011             | Powódź                    | Małgorzata Zajączkowska, Bartłomiej Krat, Marta Alaborska                                        |
| Sandomierz walczy ze skutkami powodzi, a w akcję zaangażowana jest cała plebania. Natalia wydaje dary przekazane przez Caritas. Tymczasem woda wyrzuca na brzeg ciało kobiety... |                           |                           |                           |                                                                                                  |
| 59 | 3                         | 17 marca 2011             | Kryminał                  | Dorota Segda, Piotr Pilitowski, Maciej Winkler                                                   |
| Ojciec Mateusz zostaje zaproszony do dworku Mikołaja Reja w Nagłowicach na spotkanie ze znaną autorką kryminałów Eweliną Lindą, promującą nową książkę. W trakcie spotkania jeden z uczestników oskarża pisarkę o kradzież pomysłu. |                           |                           |                           |                                                                                                  |
| 60 | 4                         | 24 marca 2011             | Urwisko                   | Małgorzata Buczkowska, Jolanta Żółkowska, Jacek Bursztynowicz, Krzysztof Wieszczek               |
| Nowy szef fabryki porcelany naraża się pracownikom. Gdy pod urwiskiem zostają znalezione jego zwłoki, do akcji wkracza ksiądz Mateusz. |                           |                           |                           |                                                                                                  |
| 61 | 5                         | 31 marca 2011             | Krowy tłuste, krowy chude | Grzegorz Gzyl, Agnieszka Grankowska, Mariusz Słupiński                                           |
| Policjanci otrzymują zgłoszenie o kradzieży krów w gospodarstwie Kwapisza. Rolnik podejrzewa, że ze sprawą ma coś wspólnego jego sąsiad, niejaki Pawelec. |                           |                           |                           |                                                                                                  |
| 62 | 6                         | 7 kwietnia 2011           | Paragraf 23               | Anna Korcz, Michał Sitarski, Marta Dąbrowska                                                     |
| Młodsza córka Nocula, Zosia, prysnęła sobie klejem w oko. Po konsultacjach okulistycznych jeden z lekarzy mówi o konieczności poważnego zabiegu. Okazuje się, że można czekać lub wykonać zabieg prywatnie, ale koszty są olbrzymie. |                           |                           |                           |                                                                                                  |
| 63 | 7                         | 14 kwietnia 2011          | Zdobycz                   | Julia Kijowska, Artur Łodyga, Maciej Kowalewski, Jarosław Boberek                                |
| Możejko próbuje umówić się z Justyną, jednak ona wyjeżdża za miasto. Zamierza popracować nad ważnymi dokumentami z nowym prawnikiem Markiem Podgórskim. Justyna wraca wcześniej z wyjazdu. Następnego dnia okazuje się, że Podgórski został śmiertelnie postrzelony w swojej wiejskiej posiadłości. Justyna była ostatnią osobą, która widziała go żywego... |                           |                           |                           |                                                                                                  |
| 64 | 8                         | 21 kwietnia 2011          | Aukcja                    | Anna Czartoryska, Sławomir Grzymkowski, Anna Gajewska, Roman Bugaj                               |
| W Sandomierzu ma się odbyć aukcja nieznanego obrazu Olgi Boznańskiej, który sprzedaje Mikołaj. Popadł w tarapaty finansowe i jest to jedyny sposób na pozbycie się kłopotów. |                           |                           |                           |                                                                                                  |
| 65 | 9                         | 28 kwietnia 2011          | Taka piękna niedziela     | Adam Ferency, Andrzej Andrzejewski, Elżbieta Panas, Agnieszka Żulewska                           |
| Możejko „pod przykrywką” prowadzi śledztwo dotyczące nielegalnego kasyna w zabytkowym pałacu. Niestety, zostaje zdekonspirowany przez Natalię. Oboje zostają uwięzieni. |                           |                           |                           |                                                                                                  |
| 66 | 10                        | 5 maja 2011               | Obrona konieczna          | Mariusz Bonaszewski, Monika Buchowiec, Martyna Kliszewska                                        |
| Właściciel sklepu jubilerskiego śmiertelnie postrzelił włamywacza. Policjanci jednak mają wątpliwości. Nocul zostaje wyznaczony do przeprowadzenia wnikliwego śledztwa nad przeszłością jubilera. |                           |                           |                           |                                                                                                  |
| 67 | 11                        | 12 maja 2011              | Sonata                    | Aneta Todorczuk-Perchuć, Halina Rowicka, Magdalena Smalara, Antoni Pawlicki, Włodzimierz Adamski |
| W czasie koncertu, w garderobie wirtuoza, została napadnięta i pobita do nieprzytomności Joanna. Wszystko wskazuje na Lucjana. W toku śledztwa, z udziałem Mateusza, wychodzi prawda o ojcu Lucjana. Krąg podejrzanych się powiększa. |                           |                           |                           |                                                                                                  |
| 68 | 12                        | 19 maja 2011              | Rabunek                   | Krzysztof Kiersznowski, Agnieszka Paszkowska, Paweł Szczesny                                     |
| W Sandomierzu grasują, podszywający się pod zakonnice, złodzieje. W trakcie napadu na antykwariat zostaje dotkliwie pobity właściciel. Policja nie ma żadnych śladów pomocnych do identyfikacji przestępców. Szuka osób, którym zaginęły sutanny. Możejko postanawia poprosić Mateusza o pomoc w rozmowach z prawdziwymi zakonnicami.                        |                           |                           |                           |                                                                                                  |
| 69 | 13                        | 26 maja 2011              | Ogrodnik                  | Agnieszka Mandat, Andrzej Niemyt, Andrzej Brzeski, Dariusz Siastacz                              |
| Zaginął ogrodnik pracujący w niedalekim klasztorze. Niemal jednocześnie w gliniance zostają znalezione zwłoki. Wniosek wydaje się oczywisty, ale sprawa wcale nie jest taka prosta. |                           |                           |                           |                                                                                                  |

## Seria 6 (jesień 2011)
| Nr | Nr                         | Data pierwszej emisji      | Tytuł                      | Aktorzy gościnni                                                                                |
| SERIA SZÓSTA (jesień 2011) | SERIA SZÓSTA (jesień 2011) | SERIA SZÓSTA (jesień 2011) | SERIA SZÓSTA (jesień 2011) | SERIA SZÓSTA (jesień 2011)                                                                      |
| --- | -------------------------- | -------------------------- | -------------------------- | ----------------------------------------------------------------------------------------------- |
| 70 | 1                          | 8 września 2011            | Eden                       | Aldona Orman, Stanisław Penksyk, Rafał Zawierucha, Mariusz Krzemiński, Alżbeta Lenska           |
| Na budowie osiedla dochodzi do nieszczęśliwego wypadku, szefowa firmy wypada z balkonu. Policjanci prowadzą dochodzenie. Na podstawie pewnych poszlak można przypuszczać, że nie był to nieszczęśliwy wypadek, lecz próba zabójstwa. |                            |                            |                            |                                                                                                 |
| 71 | 2                          | 15 września 2011           | Powrót Piotra              | Wiktoria Gorodecka, Eugeniusz Malinowski, Ilja Zmiejew                                          |
| W Sandomierzu na atak serca umiera ukraiński turysta. Policja musi zająć się tą sprawą. Na plebanię bez zapowiedzi wraca Piotr, któremu towarzyszy śpiewaczka z Ukrainy. Jak zareagowała na to Natalia? Jaką tajemnicę ukrywa dziewczyna? Ksiądz Mateusz i policjanci pomagają rozwiązać tę sprawę. |                            |                            |                            |                                                                                                 |
| 72 | 3                          | 22 września 2011           | Fatum                      | Marcin Jędrzejewski, Elżbieta Jędrzejewska, Jakub Wieczorek, Małgorzata Sadowska, Stefan Knothe |
| Ksiądz Mateusz jest świadkiem niebezpiecznego wypadku. Nastolatek wjeżdża rowerem pod samochód i trafia do szpitala. Dziecko leży na oddziale doktor Piotrowskiej. Następnego dnia lekarka zostaje znaleziona martwa w szpitalnej kotłowni. |                            |                            |                            |                                                                                                 |
| 73 | 4                          | 29 września 2011           | Zatruta woda               | Przemysław Bluszcz, Marek Richter, Piotr Trojan, Beata Chruścińska, Tomasz Borkowski            |
| Aspirant Nocul trafia do szpitala po zatruciu wodą. Policjanci trafiają do firmy Saturnus, która ją wyprodukowała. Głównym podejrzanym jest Tomasz, niedawno zwolniony pracownik. Sabina, żona Tomka, prosi księdza Mateusza o pomoc. Mówi, że mąż znęcał się nad nią,. Nie wierzy jednak, by mógł kogoś zabić. |                            |                            |                            |                                                                                                 |
| 74 | 5                          | 6 października 2011        | Druga szansa               | Mirosław Krawczyk, Piotr Jankowski, Ireneusz Dydliński, Małgorzata Potocka, Katarzyna Kołeczek  |
| Trwają przygotowania do ślubu Zosi. Jej ciotka – właścicielka kilku pralni w mieście, stara się dopiąć szczegóły. Tuż przed uroczystością Zosia znajduje ciotkę martwą. Rozpoczyna się śledztwo, w którym podejrzanym jest ojciec Zosi. |                            |                            |                            |                                                                                                 |
| 75 | 6                          | 13 października 2011       | Zanik pamięci              | Sylwia Juszczak, Beata Schimscheiner, Karol Stępkowski, Maciej Gąsiorek, Artur Janusiak         |
| W zaroślach zostaje znalezione ciało. Nieopodal leży nieprzytomny Możejko. Skąd na miejscu zbrodni wziął się komendant policji? |                            |                            |                            |                                                                                                 |
| 76 | 7                          | 20 października 2011       | Jacek                      | Magdalena Lamparska, Andrzej Krucz, Alan Andersz                                                |
| Mateusz postanawia przygotować kalendarz, którego sprzedaż zasili fundusz akcji charytatywnej. Chce zwrócić się o pomoc w załatwieniu sprawy do fundacji Arka. Okazuje się, że fundacja ma problemy z powodu nieobecności księdza Jacka. Okazuje się, że Jacek musi opiekować się swoją bratanicą, która jest w ciąży. Pojawia się podejrzenie, że fundacja nie zapłaciła drukarni, a tymi sprawami zajmował się ksiądz Jacek. |                            |                            |                            |                                                                                                 |
| 77 | 8                          | 27 października 2011       | Kolekcjoner                | Krzysztof Janczar, Andrzej Precigs, Andrzej Oksza-Łapicki, Anna Łopatowska                      |
| W Sandomierzu pojawiła się grupa grafficiarzy, jednak nie wszystkim podobają się ich działania. Wchodzą w zatarg z Badurą, którego ogrodzenie zostało pomalowane... |                            |                            |                            |                                                                                                 |
| 78 | 9                          | 3 listopada 2011           | Wyjazd                     | Wojciech Błach, Marta Chodorowska, Przemysław Wyszyński, Magdalena Waligórska, Wojciech Bilip   |
| Ksiądz Mateusz zostaje wysłany przez biskupa do Ostii. Pod jego nieobecność obowiązki na plebanii ma przejąć ksiądz Jacek. |                            |                            |                            |                                                                                                 |
| 79 | 10                         | 10 listopada 2011          | Rodzinne więzi             | Edyta Herbuś, Natalia Lesz, Tomasz Ciachorowski, Mariusz Zaniewski, Marian Opania, Roman Bugaj  |
| O względy szefa grupy tanecznej rywalizują dwie dziewczyny. Po wieczorze w klubie jedna z nich zostaje znaleziona martwa... |                            |                            |                            |                                                                                                 |
| 80 | 11                         | 17 listopada 2011          | Adrenalina                 | Natalia Rybicka, Mikołaj Roznerski, Bartosz Obuchowicz, Andrzej Szczytko, Ksawery Szlenkier     |
| Mateusz i Natalia też są świadkami nielegalnych wyścigów na motorach, składają zeznania na policji, jednak na podstawie ich zeznań trudno ustalić personalia ścigających się. W jednym z wyścigów ranny zostaje Jarek. |                            |                            |                            |                                                                                                 |
| 81 | 12                         | 24 listopada 2011          | Przerwany weekend          | Anna Prus, Daria Widawska, Adam Cywka, Antoni Królikowski, Paweł Orleański                      |
| Do Sandomierza przyjeżdżają dwaj biznesmeni wraz ze swoimi towarzyszkami. W nocy jeden z nich zostaje zamordowany. Podejrzenie pada na młodego Wojtka. Ksiądz Mateusz nie wierzy jednak w winę chłopaka. Czy uda mu się poznać prawdę? |                            |                            |                            |                                                                                                 |
| 82 | 13                         | 1 grudnia 2011             | Zaginiony                  | Maria Gładkowska, Dagmara Krasowska, Kazimierz Mazur, Roman Bugaj                               |
| Zbliża się Boże Narodzenie, wszędzie panuje świąteczny nastrój. Mateusz spotyka Barbarę. Wie, że znowu uciekł z domu jej syn. Barbara wierzy, że Radek wróci na święta do domu. |                            |                            |                            |                                                                                                 |

## Seria 7 (wiosna 2012)
| Nr | Nr                         | Data pierwszej emisji      | Tytuł                      | Aktorzy gościnni |
| SERIA SIÓDMA (wiosna 2012) | SERIA SIÓDMA (wiosna 2012) | SERIA SIÓDMA (wiosna 2012) | SERIA SIÓDMA (wiosna 2012) | SERIA SIÓDMA (wiosna 2012) |
| --- | -------------------------- | -------------------------- | -------------------------- | --- |
| 83 | 1                          | 8 marca 2012               | Zastępstwo                 | Katarzyna Ankudowicz, Marcel Wiercichowski, Marek Ślosarski |
| Ksiądz Mateusz wyjeżdża na dwa miesiące do Włoch. Zastępuje go ksiądz Jacek. Policjanci muszą znaleźć dilerów narkotyków. |                            |                            |                            | |
| 84 | 2                          | 15 marca 2012              | Rocznica                   | Maciej Wilewski, Mariusz Drężek, Sławomir Zapała, Zbigniew Borek |
| Nocul postanawia zaprosić Basię do restauracji na uroczystą kolację z okazji 20. rocznicy ślubu. Prosi Możejkę o pożyczkę, a Natalię o pomoc w wybraniu prezentu.                                                                  |                            |                            |                            | |
| 85 | 3                          | 22 marca 2012              | Naciągacze                 | Rafał Fudalej, Mateusz Mikołajczyk, Sebastian Skoczeń, Wojciech Skibiński |
| W Sandomierzu pojawiła się grupa naciągaczy, okradających starszych ludzi na wnuczka. Na sandomierskim rynku zagościł też Cyprian kieszonkowiec, okradający ludzi w kolejkach. Jego ofiarą padł między innymi ksiądz Jacek.        |                            |                            |                            | |
| 86 | 4                          | 29 marca 2012              | Haracz                     | Helena Sujecka, Artur Dziurman, Małgorzata Puzio-Miękus, Robert Wrzosek |
| Basia Nocul i Natalia postanawiają zapisać się do klubu fitness. Jego właścicielkę, panią Brygidę, nachodzą mężczyźni z żądaniem haraczu.                                                                                          |                            |                            |                            | |
| 87 | 5                          | 5 kwietnia 2012            | Pożyczka                   | Joanna Gryga, Anna Piróg-Karaszkiewicz, Ewa Borowik, Krzysztof Bień, Wojciech Machnicki, Danuta Borsuk, Piotr Grabowski, Marcin Czarnik |
| Na plebanii pojawia się wyndykator w sprawie niespłacanego kredytu Natalii, która jednak twierdzi, że nie brała pożyczki. Mateusz nakłania ją do szybkiego wyjaśnienia sprawy. Po wizycie w banku, postanawia powiadomić policję.  |                            |                            |                            | |
| 88 | 6                          | 12 kwietnia 2012           | Czekolada                  | Sonia Bohosiewicz, Piotr Borowski, Halina Bednarz, Paweł Burczyk, Remigiusz Jankowski, Henryk Gołębiewski |
| Ewa Falkiewicz, właścicielka nowej cukierni, przyjęła do pracy pochodzącego z Mołdawii cukiernika. Nie wszyscy są jednak zadowoleni z sukcesu nowej cukierni...                                                                    |                            |                            |                            | |
| 89 | 7                          | 19 kwietnia 2012           | Śpiewak                    | Krzysztof Stelmaszyk, Agnieszka Wosińska, Karolina Nolbrzak, Mateusz Janicki, Bogdan Kalus |
| W trakcie koncertu wielkiej gwiazdy, Witolda Lachmana, niespodziewanie zostaje wyłączony playback. Lachman jest skompromitowany. Wybiega z sali, a po chwili publiczność słyszy strzał.                                            |                            |                            |                            | |
| 90 | 8                          | 26 kwietnia 2012           | Zabawa                     | Marta Alaborska, Katarzyna Bargiełowska, Marta Chyczewska, Adriana Kalska, Stefan Pawłowski, Magdalena Smalara, Mateusz Weber, Katarzyna Żak |
| W szkole wybucha skandal związany z filmem z jedną z uczennic. W sieci pojawił się film z rozbierającą się Gosią. Dziewczyna próbuje popełnić samobójstwo.                                                                         |                            |                            |                            | |
| 91 | 9                          | 3 maja 2012                | Tango                      | Natalia Lesz, Maria Niklińska, Piotr Pręgowski, Marcin Janos Krawczyk, Żora Korolyov, Mariusz Czajka, Alżbeta Lenska |
| Julka, tancerka trenująca do mistrzostw, odnosi bardzo poważną kontuzję. Okazało się, że ktoś zadbał o to, by podłoga sali tańca była wyjątkowo śliska...                                                                          |                            |                            |                            | |
| 92 | 10                         | 10 maja 2012               | Małolata                   | Olga Kalicka, Monika Krzywkowska, Tadeusz Chudecki, Monika Świtaj |
| Nad rzeką zostają znalezione zwłoki 17-letniej Wiktorii. Billingi z jej telefonu wskazują, że wiele razy rozmawiała ze znacznie starszym, żonatym mężczyzną...                                                                     |                            |                            |                            | |
| 93 | 11                         | 17 maja 2012               | Wróżby                     | Anna Gornostaj, Monika Stefaniak, Dariusz Kordek, Dariusz Toczek, Barbara Kurzaj |
| Znika Justyna – kobieta, której wróżka Aldona przepowiedziała spotkanie z mężczyzną na koniu. Mateusz postanawia odwiedzić Aldonę. Okazuje się, że wróżka została zamordowana.                                                     |                            |                            |                            | |
| 94 | 12                         | 24 maja 2012               | Przytułek                  | Magdalena Czerwińska, Małgorzata Rożniatowska, Tomasz Sapryk, Jakub Kornacki |
| Mateusz znajduje porzuconego kilkumiesięcznego chłopca, a przy nim kartkę z prośbą o opiekę. Tymczasem policjanci odnajdują w rzece zwłoki kobiety...                                                                              |                            |                            |                            | |
| 95 | 13                         | 31 maja 2012               | Ikona                      | Artur Janusiak, Jerzy Połoński, Andrzej Zaborski, Jan Janga-Tomaszewski, Andrzej Blumenfeld, Dorota Bierkowska, Piotr Półtorak, Bernard Bania, Wojciech Stachura, Jan Heba, Franciszek Utko, Aurelia Sobczak, Ewa Kozłowska, Ryszard Doliński, Paweł Szymański, Tomasz Lipski |
| Ksiądz Mateusz razem z Natalią i Pluskwą wyjeżdżają do Drohiczyna w poszukiwaniu miejsca na zieloną szkołę dla dzieci. Miejscowy ksiądz prosi Mateusza o pomoc w odnalezieniu drogocennej ikony, która właśnie została skradziona. |                            |                            |                            | |

## Seria 8 (jesień 2012)
| Nr | Nr                       | Data pierwszej emisji    | Tytuł                    | Aktorzy gościnni |
| SERIA ÓSMA (jesień 2012) | SERIA ÓSMA (jesień 2012) | SERIA ÓSMA (jesień 2012) | SERIA ÓSMA (jesień 2012) | SERIA ÓSMA (jesień 2012) |
| --- | ------------------------ | ------------------------ | ------------------------ | --- |
| 96 | 1                        | 6 września 2012          | Wybory serca             | Marta Honzatko, Grzegorz Damięcki, Adam Nowojczyk, Ewa Wencel, Ewa Złotowska, Dariusz Wnuk |
| W Sandomierzu trwa kampania wyborcza. Relacjonujący kampanię dziennikarz otrzymuje materiały świadczące o tym, że Justyna przyjęła łapówkę. Policja rozpoczyna śledztwo. |                          |                          |                          | |
| 97 | 2                        | 13 września 2012         | Bieg                     | Artur Janusiak, Jerzy Połoński, Janusz Chabior, Krzysztof Wach, Andrzej Niemirski, Krzysztof Mateusiak, Michał Chorosiński, Aleksander Mikołajczak, Andrzej Kozłowski                                                                      |
| W Drohiczynie trwają przygotowania do maratonu dla zawodników oraz amatorów. Przy rejestracji zawodników dochodzi do szapaniny między dwoma zawodnikami – Stogą i Pawlukiem. |                          |                          |                          | |
| 98 | 3                        | 20 września 2012         | Święta Rodzina           | Artur Janusiak, Jerzy Połoński, Wojciech Brzeziński, Piotr Żukowski, Aleksander Maliszewski, Grzegorz Warchoł, Danuta Sacharczuk-Bach, Jowita Miondlikowska, Grażyna Zielińska, Aleksandra Justa, Joanna Kwiatkowska-Zduń, Krzysztof Pilat |
| Mateusz przyjeżdża do klasztoru ss. Benedyktynek odprawiać rekolekcje. Na dworcu czeka na niego siostra Paulina. W drodze do klasztoru daje się poznać jako szalona mistrzyni kierownicy. |                          |                          |                          | |
| 99 | 4                        | 27 września 2012         | Trująca orchidea         | Aleksandra Nieśpielak, Łukasz Nowicki, Maria Góralczyk, Anna Smołowik, Ewa Ampulska |
| Natalia pokazuje Mateuszowi magazyn ze zdjęciem Sylwii, która kiedyś śpiewała w kościelnym chórze. Dziewczyna niespodziewanie dzwoni do Mateusza i zaprasza go na pokaz mody znanej projektantki. |                          |                          |                          | |
| 100 | 5                        | 4 października 2012      | Sklep z zabawkami        | Marcin Rogacewicz, Piotr Rękawik, Marta Ścisłowicz, Michał Lesień, Paweł Koślik |
| W sklepie z zabawkami policja znajduje ciało zastrzelonego dyrektora banku i nieprzytomnego właściciela sklepu, Leona. Co wydarzyło się poprzedniej nocy? |                          |                          |                          | |
| 101 | 6                        | 11 października 2012     | Tajemnica cmentarza      | Jacek Radziński, Elżbieta Czerwińska, Stanisław Penksyk, Zacharjasz Muszyński |
| Mateusza zaintrygowała otwarta furtka prowadząca do wilii miejscowego polityka. W salonie widzi otwarty sejf. Nieco później na cmentarzu zostają znalezione zwłoki znajomej Pluskwy... |                          |                          |                          | |
| 102 | 7                        | 18 października 2012     | Pani sierżant            | Waldemar Barwiński, Magdalena Nieć, Andrzej Deskur, Patrycja Soliman, Joanna Zalewska |
| Na portalu randkowym grasuje złodziej. Ofiary zaprasza na kolację, usypia i okrada. Możejko angażuje do śledztwa piękną panią sierżant, która ma zwabić przestępcę w policyjne sidła. |                          |                          |                          | |
| 103 | 8                        | 25 października 2012     | Fatalna diagnoza         | Tadeusz Borowski, Mariusz Ostrowski, Krzysztof Czeczot, Mariusz Słupiński, Miłogost Reczek, Tomasz Radawiec, Ireneusz Machnicki, Jacek Kałucki                                                                                             |
| Antykwariuszowi zaoferowano rzadkie książki należące do miejscowego kolecjonera. Ich właściciel zniknął... |                          |                          |                          | |
| 104 | 9                        | 1 listopada 2012         | Komediant                | Weronika Książkiewicz, Kamil Mróz, Ireneusz Czop, Piotr Tołoczko, Norbert Kaczorowski |
| Daniel przebrany za klauna czyta dzieciom bajki w supermarkecie. Pewnego dnia zostaje zamordowany. Okazuje się, że miał romans ze swoją szefową... |                          |                          |                          | |
| 105 | 10                       | 8 listopada 2012         | Artykuł                  | Roch Siemianowski, Paweł Góralski, Grzegorz Małecki, Michał Anioł, Waldemar Czyszak |
| Mateusz wybiera się ze znajomym dziennikarzem Jurkiem Kawką na obserwację ptaków. W lesie ciszę przerywa wystrzał, który płoszy ptactwo. Po powrocie z wyprawy Kawka spotyka się z biznesmenem, na którego temat pisze artykuł. Następnego dnia Justyna, zaniepokojona brakiem kontaktu z Jurkiem, jedzie do jego domu. Znajduje tam ciało dziennikarza. |                          |                          |                          | |
| 106 | 11                       | 15 listopada 2012        | Sztuka dojrzewania       | Aleksandra Kusio, Ryszard Starosta, Maciej Kulig, Zina Kerste, Piotr Gawron-Jedlikowski |
| Podczas lekcji chemii dwóch uczniów dokucza nauczycielce. Zdenerwowana całym zajściem kobieta zażywa jakieś pastylki. Chwilę później traci przytomność... |                          |                          |                          | |
| 107 | 12                       | 22 listopada 2012        | Czarna wdowa             | Weronika Rosati, Dominika Gwit, Marek Siudym, Renata Kretówna, Stanisław Pąk, Alżbeta Lenska |
| Ginie właściciel firmy kosmetycznej. Do wdowy przychodzi matka jej pierwszego, również nieżyjącego, męża. Była teściowa jest przekonana, że śmierć obu panów nie była przypadkowa. |                          |                          |                          | |
| 108 | 13                       | 29 listopada 2012        | Obrączka                 | Krzysztof Dracz, Aleksandra Hamkało, Grażyna Laszczyk, Paweł Marczuk, Paula Bąk, Joanna Orleańska |
| Podczas spaceru Natalia znajduje obrączkę. Mateusz odczytuje wygrawerowane imiona: Anita i Maciej. Przypomina sobie, że udzielał ślubu parze. Postanawia odwiedzić małżeństwo. Na miejscu okazuje się, że policja wydobyła z rzeki auto Anity. |                          |                          |                          | |

## Seria 9 (wiosna 2013)
| Nr | Nr                            | Data pierwszej emisji         | Tytuł                         | Aktorzy gościnni |
| SERIA DZIEWIĄTA (wiosna 2013) | SERIA DZIEWIĄTA (wiosna 2013) | SERIA DZIEWIĄTA (wiosna 2013) | SERIA DZIEWIĄTA (wiosna 2013) | SERIA DZIEWIĄTA (wiosna 2013) |
| --- | ----------------------------- | ----------------------------- | ----------------------------- | --- |
| 109 | 1                             | 28 lutego 2013                | Ucieczka                      | Ada Fijał, Piotr Siwkiewicz, Michał Mikołajczak, Mateusz Grydlik |
| Gdy Emilka późnym wieczorem wraca na plebanię na rowerze, potrąca ją rozpędzony samochód. Dziewczynka trafia do szpitala, a policja rozpoczyna poszukiwania zbiegłego sprawcy.                                                |                               |                               |                               | |
| 110 | 2                             | 7 marca 2013                  | Sprawa honoru                 | Robert Gonera, Magdalena Wójcik, Bożena Stachura, Kamil Kula, Witold Wieliński |
| We własnym domu zostaje znaleziony nieprzytomny kapitan z miejscowej jednostki wojskowej. Gdy policjanci zaczynają badać sprawę, napotykają opór dowódcy. Znajomy kapitana mówi im o nieprawidłowościach w jednostce.         |                               |                               |                               | |
| 111 | 3                             | 14 marca 2013                 | Festyn                        | Łukasz Garlicki, Wojciech Duryasz, Marzena Trybała, Hubert Jarczak, Czesław Majewski |
| Ksiądz biskup namawia Mateusza, aby ten poprowadził aukcję charytatywną w ogrodach Pałacu Biskupiego. Podczas aukcji przytomność traci Jerzy Majewski. W zamieszaniu ginie kasetka z pieniędzmi...                            |                               |                               |                               | |
| 112 | 4                             | 21 marca 2013                 | Powrót po latach              | Olgierd Łukaszewicz, Lech Mackiewicz, Grzegorz Wons, Justyna Grzybek, Wojciech Urbański, Anna Korzeniecka |
| Mecenas sztuki z Londynu przyjechał do rodzinnego Sandomierza. Chce kupić prace lokalnych malarzy. Odwiedza w pracowni jednego z artystów. Wieczorem na jednej z uliczek ktoś atakuje malarza...                              |                               |                               |                               | |
| 113 | 5                             | 28 marca 2013                 | Z miłości                     | Izabela Kuna, Roman Gancarczyk, Jacek Bursztynowicz, Jakub Grzegorek, Orina Krajewska, Magdalena Kizinkiewicz, Kazimierz Nowak, Andrzej Baranowski                                                                         |
| Na salę operacyjną trafia znany adwokat Rozwenc. Został napadnięty i okradziony. Karolina i Nocul przesłuchują na komendzie Zadrę...                                                                                          |                               |                               |                               | |
| 114 | 6                             | 4 kwietnia 2013               | Zbrodnia na pierwszą stronę   | Wojciech Solarz, Bartłomiej Chowaniec, Jan Aleksandrowicz-Krasko, Paweł Ferens, Grzegorz Stelmaszewski, Janusz Onufrowicz, Łukasz Choroń                                                                                   |
| Podczas porannego treningu sierżant Górska i aspirant Nocul przypadkiem znajdują zwłoki zamordowanego mężczyzny. Okazuje się, że rozwiązania zagadki należy szukać w artykułach pisanych przez miejscowego dziennikarza.      |                               |                               |                               | |
| 115 | 7                             | 11 kwietnia 2013              | Daleki krewny                 | Waldemar Obłoza, Monika Pikuła, Igor Obłoza, Mateusz Gąsiewski, Bartłomiej Myca, Hanna Kochańska |
| Do Sandomierza przyjeżdża Konrad Partyka. 24-latek wypytuje o Nocula. Kiedy się spotykają, chłopak pokazuje zdjęcie matki i listy Mietka. Jest przekonany, że Nocul jest jego ojcem.                                          |                               |                               |                               | |
| 116 | 8                             | 18 kwietnia 2013              | Pluskwa                       | Bartosz Dziedzic, Bartosz Gelner, Krystian Biłko, Mirosław Bieliński, Aleksandra Wojtysiak |
| Dwóch zamaskowanych sprawców okrada bank. Świadkiem jest organista Piotr, któremu udaje się zobaczyć i rozpoznać twarz jednego z nich. Nie chce jednak podzielić się tą informacją z policją...                               |                               |                               |                               | |
| 117 | 9                             | 25 kwietnia 2013              | Muzycy                        | Anna Karczmarczyk-Litwin, Mateusz Banasiuk, Krzysztof Brzazgoń, Marek Kaliszuk, Przemysław Furdak, Ewa Gawryluk, Maciej Robakiewicz, Rafał Olbrychski, Mateusz Kaczmarek, Katarzyna Pierścionek, Michał Buczek, Jacek Czyż |
| W hali fabrycznej grupa muzyczna Fajfoklok odbywa próbę przed konkursem. Dochodzi do spęcia między Bartkiem a Grzegorzem, kolegami z zespołu.                                                                                 |                               |                               |                               | |
| 118 | 10                            | 2 maja 2013                   | Znikająca asystentka          | Elżbieta Romanowska, Przemysław Sadowski, Karolina Gorczyca, Jarosław Gajewski, Michał Sitarski, Justyna Kapuścińska |
| W restauracji u Góralskich trwa pokaz iluzjonisty Adamusa i jego żony Inki. Sztuczka „znikająca asystentka” nie idzie zgodnie z planem. Inka znika naprawdę.                                                                  |                               |                               |                               | |
| 119 | 11                            | 9 maja 2013                   | Laweciarze                    | Marcin Przybylski, Filip Bobek, Paweł Królikowski, Jerzy Łapiński, Lech Dyblik, Remigiusz Jankowski, Tomasz Jarosz, Mikołaj Osiński, Zbigniew Kozłowski, Magdalena Górska, Cezary Poks, Jan Wojtyński                      |
| Natalia uczestniczy w stłuczce. Na miejscu zjawia się kilka wozów pomocy drogowych. Między właścicielami holowników dochodzi do sprzeczki.                                                                                    |                               |                               |                               | |
| 120 | 12                            | 16 maja 2013                  | Niebezpieczne związki         | Agnieszka Wagner, Zofia Zborowska, Bogusław Kudłek, Robert Koszucki, Marian Krawczyk, Jarosław Dziedzic |
| Trwają Dni Sandomierza. Odbywa się konkurs kulinarny. Wygrywa Radek Strąk, właściciel nowej włoskiej restauracji w mieście. Możejko spotyka przyjaciółkę z dawnych lat, Renatę. Zaprasza ją na kolację do domu.               |                               |                               |                               | |
| 121 | 13                            | 23 maja 2013                  | Na złej drodze                | Redbad Klynstra, Ewa Tucholska, Filip Garbacz, Damian Bereda, Szymon Nygard, Konrad Łaszewski, Kamil Grenda, Wojciech Walasik, Agata Piotrowska-Mastalerz, Robert Błoński, Barbara Osóbka                                  |
| Mateusz przychodzi do niedawno otwartej żydowskiej restauracji „Pod Złotym Karpiem”. Przed lokalem grupa miejscowych chuliganów chce pobić syna właścicieli. Mateusz ich powstrzymuje, ale w nocy „Karp” zostaje podpalony... |                               |                               |                               | |

## Seria 10 (jesień 2013)
| Nr | Nr                            | Data pierwszej emisji         | Tytuł                         | Aktorzy gościnni |
| SERIA DZIESIĄTA (jesień 2013) | SERIA DZIESIĄTA (jesień 2013) | SERIA DZIESIĄTA (jesień 2013) | SERIA DZIESIĄTA (jesień 2013) | SERIA DZIESIĄTA (jesień 2013) |
| --- | ----------------------------- | ----------------------------- | ----------------------------- | --- |
| 122 | 1                             | 5 września 2013               | Wybuch                        | Marcin Tyrol, Piotr Zelt, Szymon Nowak, Magdalena Kajrowicz, Piotr Pamuła, Paweł Szczesny, Agnieszka Wielgosz, Ryszard Abraham, Jacek Pluta, Magdalena Emilianowicz |
| Przed Restauracją wybucha samochód pułapka. W trakcie poszukiwań sprawcy Gibalski zatrzaskuje się w aucie. Pod maską pulsuje kolejny ładunek wybuchowy...                                                          |                               |                               |                               | |
| 123 | 2                             | 12 września 2013              | Napad                         | Anna Cieślak, Marcin Bosak, Katarzyna Kwiatkowska, Gabriela Raczyńska, Kalina Hlimi-Pawlukiewicz, Piotr Łukaszczyk |
| Rafał wdał się w krótki romans z przygodnie poznaną kobietą. Udało mu się zachować zdradę w tajemnicy przed żoną. Nie przewidział jednego. Porzucona kochanka postanawia się zemścić...                            |                               |                               |                               | |
| 124 | 3                             | 19 września 2013              | Rezydencja                    | Zdzisław Wardejn, Agnieszka Warchulska, Olga Gontarczuk, Norbert Rakowski, Maciej Jachowski, Leszek Zduń, Monika Ordowska |
| Zabity ochroniarz, brak obrazu Kossaka i cennej biżuterii to efekt włamania do pewnej rezydencji. Przy potencjalnym sprawcy znaleziono obraz. A gdzie jest biżuteria?                                              |                               |                               |                               | |
| 125 | 4                             | 26 września 2013              | Zielony zakątek               | Anna Korzeniecka, Ryszard Ronczewski, Andrzej Konopka, Tadeusz Pluciński, Michał Gadomski, Karolina Nowakowska, Daria Woronowicz, Artur Chamski, Bartosz Głogowski, Zofia Idzikowska, Iwona Rejzner, Małgorzata Prażmowska, Konrad Rydlewski, Aleksander Zelenay-Grabny, Łukasz Szczepanik |
| Karolina zatrudnia się w domu seniora, w którym doszło do kradzieży, a obrabowana nie przeżyła zawału. Okazuje się, że właściciel „Zielonego Zakątka” zarabia też w inny sposób...                                 |                               |                               |                               | |
| 126 | 5                             | 3 października 2013           | Słowo faceta                  | Jan Rotowski, Marcin Walewski, Wojciech Starostecki, Karina Kunkiewicz, Marek Włodarczyk, Ilona Kucińska, Magdalena Kajrowicz, Jan Kochanowski, Daniel Szczypa, Karolina Muszalak, Cezary Poks, Krzysztof Swend                                                                            |
| Karol, chłopiec zarażony wirusem HIV, zwierza się swojemu kumplowi. Wiadomość ta dociera do rodziców szkolnych kolegów chłopca, którzy zaczynają domagać się usunięcia go ze szkoły.                               |                               |                               |                               | |
| 127 | 6                             | 10 października 2013          | Dzień papieski                | Marek Kalita, Dawid Pokusa, Mirosław Zbrojewicz, Artur Dziurman, Piotr Furman, Konstanty Kowalewski, Cezary Poks, Teresa Gałczyńska, Ignacy Sut, Filip Turkiewicz |
| W Sandomierzu trwają przygotowania do Dnia Papieskiego. Mateusz rezygnuje z udziału w organizacji uroczystości. Natalia uważa, że ksiądz przechodzi kryzys wieku średniego...                                      |                               |                               |                               | |
| 128 | 7                             | 17 października 2013          | Celebryta                     | Grażyna Błęcka-Kolska, Robert Czebotar, Mirosław Guzowski, Mateusz Król |
| Wiktor Rotman, właściciel księgarni, znajduje w domu zwłoki sławnego aktora, Tomasza Bizonia vel Thomasa Bisonia. Policjanci znajdują także nieprzytomną Irenę Mańkowską, nauczycielkę z gimnazjum...              |                               |                               |                               | |
| 129 | 8                             | 24 października 2013          | Układ                         | Jakub Wróblewski, Leszek Lichota, Paulina Chruściel, Tomasz Sobczak, Gizella Bortel, Jacek Radziński, Jarosław Boberek, Michał Cyndler, Ireneusz Kozioł, Jacek Dzięgiel |
| Na policję dzwoni wędkarz informując, że nad rzeką znalazł ciało mężczyzny. Ofiara nie ma dokumentów, nosi ślady walki. Ma charakterystyczne tatuaże...                                                            |                               |                               |                               | |
| 130 | 9                             | 31 października 2013          | Zakładniczka                  | Michał Podsiadło, Adrian Brząkała, Maria Maj, Dagmara Bąk, Aleksander Mikołajczak, Beata Chruścińska, Joachim Lamża, Bartosz Martyna, Kamil Dominiak |
| Natalia zgłosiła włamanie do kościoła. Karolina na gorącym uczynku zatrzymuje złodziei. Nie zauważa jednak wszystkich napastników...                                                                               |                               |                               |                               | |
| 131 | 10                            | 7 listopada 2013              | Doskonała                     | Iga Górecka, Anna Jażdżyk, Robert Jarociński, Paweł Dobek, Monika Mazur, Piotr Szwedes, Andrzej Chudy, Renata Pękul, Marta Ormaniec, Kinga Ilgner, Andżelika Piechowiak |
| Natalia znajduje ciało dziewczyny startującej w wyborach piękności. Julia ma skręcony kark. Ślady wskazują na chłopaka Julii, Witka...                                                                             |                               |                               |                               | |
| 132 | 11                            | 14 listopada 2013             | Radar                         | Justyna Sieńczyłło, Andrzej Popiel, Ilona Korycka, Aleksander Trąbczyński, Maciej Kulig, Agnieszka Skup, Mieszko Barglik, Jarosław Witaszczyk, Alżbeta Lenska |
| Na komendzie zjawia się mężczyzna ranny w głowę. Zgłasza, że został napadnięty przez dwóch policjantów z drogówki. Portret pamięciowy jednego z nich wykazuje podobieństwo do Gibalskiego.                         |                               |                               |                               | |
| 133 | 12                            | 21 listopada 2013             | Kolekcjoner                   | Sandra Staniszewska, Ewa Błaszczyk, Marek Lewandowski, Aleksander Sosiński, Robert Mika, Paweł Krucz, Olha Bosova, Philippe Tłokiński, Katarzyna Pierścionek |
| W hotelu znaleziono rannego handlarza antyków. Okazuje się, że wcześniej żona znanego kolekcjonera sprzedała mu listy Napoleona...                                                                                 |                               |                               |                               | |
| 134 | 13                            | 28 listopada 2013             | Ślepy los                     | Eryk Kulm, Maciej Marczewski, Marianna Januszewicz, Dariusz Siastacz, Zbigniew Suszyński, Katarzyna Ucherska, Paweł Paczesny, Agnieszka Czekańska, Aleksandra Godlewska, Wojciech Rotowski                                                                                                 |
| Krzysztof Waldoń, wychowawca i nauczyciel matematyki zagaduje w klubie do jednego z uczniów, Artura i pokazuje mu mini kamerki, które znalazł w pokoju nauczycielskim i u siebie w domu. Grozi chłopakowi policją. |                               |                               |                               | |

## Seria 11 (wiosna 2014)
| Nr | Nr                            | Data pierwszej emisji         | Tytuł                         | Aktorzy gościnni |
| SERIA JEDENASTA (wiosna 2014) | SERIA JEDENASTA (wiosna 2014) | SERIA JEDENASTA (wiosna 2014) | SERIA JEDENASTA (wiosna 2014) | SERIA JEDENASTA (wiosna 2014) |
| --- | ----------------------------- | ----------------------------- | ----------------------------- | --- |
| 135 | 1                             | 6 marca 2014                  | Zagadki serca                 | Julia Pietrucha, Paweł Deląg, Marieta Żukowska, Piotr Ligienza, Mikołaj Krawczyk                                                                |
| Do Sandomierza przyjeżdża ekipa popularnego serialu „Zagadki serca”. Producent wydaje kolację z udziałem gwiazd i lokalnych prominentów. Następnego dnia nikt nie może skontaktować się z głównym aktorem.                                                                                       |                               |                               |                               | |
| 136 | 2                             | 13 marca 2014                 | Siostrzeniec                  | Dorota Chotecka, Krzysztof Czapliński, Radosław Pazura, Dominik Bąk, Piotr Kondrat, Zbigniew Kaleta, Ireneusz Kozioł                            |
| Numerem jeden w drużynie siatkarzy jest Maurycy, siostrzeniec biskupa. Podczas przerwy w treningu chłopaka zaczepia agresywny kibol przeciwników. Chłopak nie wraca na boisko. Jego matka odbiera telefon z informacją, że jej syn został porwany.                                               |                               |                               |                               | |
| 137 | 3                             | 20 marca 2014                 | Tajemnica Możejki             | Krystyna Tkacz, Grażyna Marzec, Piotr Nowak, Tomasz Błasiak, Paweł Tomaszewski, Justyna Wasilewska, Anna Ilczuk                                 |
| Jeden z podopiecznych ośrodka dla uzależnionych znajduje pakunek z narkotykami. Odwiedzający ośrodek Mateusz zauważa ślady krwi na furgonetce, a w jej wnętrzu znajduje zwłoki innego podopiecznego.                                                                                             |                               |                               |                               | |
| 138 | 4                             | 27 marca 2014                 | Trefny towar                  | Jan Raubo, Jakub Mazurek, Maciej Brzoska, Roman Bugaj, Jarosław Boberek, Kamil Miondlikowski, Jakub Świderski                                   |
| Trzej młodzi mężczyźni napadają na TIR-a. Okazuje się, że okradli gangstera „Grubego”. W odwecie porwany zostaje jeden z rabusiów. Brat porwanego biegnie po pomoc do Mateusza. Pluskwa uruchamia swoje stare kontakty...                                                                        |                               |                               |                               | |
| 139 | 5                             | 3 kwietnia 2014               | Wyścig z czasem               | Katarzyna Węglicka, Marek Kasprzyk, Szymon Rząca, Amin Bensalem, Paweł Iwanicki, Jarosław Boberek, Mateusz Grydlik                              |
| Dominik – chłopiec, którym opiekuje się Możejko, z objawami zatrucia pokarmowego trafia na OIOM. Lekarz przyznaje, że to już szesnasty, podobny przypadek. Policjantom udaje się ustalić, że wszyscy jedli te same jogurty.                                                                      |                               |                               |                               | |
| 140 | 6                             | 10 kwietnia 2014              | Zagubiona                     | Adam Nawojczyk, Alina Kamińska, Maria Szafirska, Natalia Iwańska, Julian Chwalewski, Waldemar Błaszczyk, Mirosław Jękot                         |
| 16-letnia Matylda nie wraca z wakacji. Okazuje się, że wcale nie pojechała z grupą. Z konta dziewczyny zniknęły pieniądze. Rysunek motyla wśród jej rzeczy przypomina logo z ulotki salonu urody.                                                                                                |                               |                               |                               | |
| 141 | 7                             | 17 kwietnia 2014              | Wypadek                       | Zbigniew Zamachowski, Piotr Głowacki, Agnieszka Suchora, Stanisław Brudny, Elżbieta Jarosik                                                     |
| Mateusz, Roman i Antek to trzej koledzy znający się z seminarium. Spotykają się razem na jubileuszu 80 urodzin księdza Witolda Cynamonowicza. W nocy dochodzi do wypadku... |                               |                               |                               | |
| 142 | 8                             | 24 kwietnia 2014              | Cudowne dziecko               | Joanna Orleańska, Cezary Kosiński, Aleksander Maliszewski, Małgorzata Buczkowska                                                                |
| Trwa koncert Stasia Konarskiego, ucznia szkoły muzycznej. Niespodziewanie w szkole zjawia się ojciec dziecka z prezentem. Między rodzicami dochodzi do kłótni, a po koncercie chłopiec znika...                                                                                                  |                               |                               |                               | |
| 143 | 9                             | 1 maja 2014                   | Gorące rytmy                  | Marta Juras, Dorota Czaja, Katarzyna Priwieziencew, Kamil Czarnecki, Magdalena Kuta                                                             |
| Mateusz i Natalia odwiedzają salkę katechetyczną, w której para tancerzy, Wiktor i Kaja, trenuje przed castingiem do programu telewizyjnego. Uwagę Natalii zwraca napięta atmosfera między dwojgiem artystów. Gdy nazajutrz Natalia przychodzi posprzątać salkę, znajduje w niej zwłoki Wiktora. |                               |                               |                               | |
| 144 | 10                            | 15 maja 2014                  | Poker                         | Olga Serebryakova, Laura Łącz, Michał Żurawski, Maciej Szary, Leon Charewicz, Aleksandra Justa, Andrea Possenti                                 |
| W willi Janiny Popławskiej trwa pokerowy wieczór. Wśród gości jest jej przyjaciel – Franciszek Korynt. Po spotkaniu mężczyzna znika, a nazajutrz w lesie zostają odkryte jego zwłoki... |                               |                               |                               | |
| 145 | 11                            | 22 maja 2014                  | Kurtka                        | Cezary Pazura, Dorota Naruszewicz, Sławomir Grzymkowski, Maria Dębska, Vanessa Aleksander, Marcin Piętowski, Katarzyna Kołeczek, Alżbeta Lenska |
| Na plebanię przychodzi Tania, gospodyni rodziny Bogdana Wiślickiego. Kobieta żali się księdzu, że oskarżono ją o kradzież i została zwolniona. Mateusz chce wyjaśnić sprawę. Kiedy pojawia się w domu Wiślickich, w salonie znajduje zwłoki Ewy Wiślickiej...                                    |                               |                               |                               | |
| 146 | 12                            | 29 maja 2014                  | Wesele                        | Kazimierz Mazur, Magdalena Różańska, Rafał Zawierucha, Zbigniew Stryj, Dawid Zawadzki, Aleksandra Konieczna                                     |
| Trwa wesele Julity i Jarka. Natalia zauważa, że przygląda się jej świadek Robert Makowiecki. Zaczynają się tańce. Robert próbuje zbliżyć się do panny młodej, ale ta wyraźnie go unika. |                               |                               |                               | |
| 147 | 13                            | 5 czerwca 2014                | Oskarżony                     | Joanna Moro, Adam Woronowicz, Marta Mazurek, Nikodem Rozbicki, Marcin Kwaśny, Monika Krzywkowska                                                |
| Plebanię odwiedzają Magda i Jerzy Mireccy. Chcą by Mateusz namówił Olę, matkę dziecka ich syna Rafała, by dziewczyna oddała dziecko do adopcji. Nieco później na komendę zgłasza się pobita Paulina Bednarek, która zawiadamia o tym, iż ksiądz Mateusz próbował ją zgwałcić...                  |                               |                               |                               | |

## Seria 12 (jesień 2014)
| Nr | Nr                           | Data pierwszej emisji        | Tytuł                        | Aktorzy gościnni |
| SERIA DWUNASTA (jesień 2014) | SERIA DWUNASTA (jesień 2014) | SERIA DWUNASTA (jesień 2014) | SERIA DWUNASTA (jesień 2014) | SERIA DWUNASTA (jesień 2014) |
| --- | ---------------------------- | ---------------------------- | ---------------------------- | --- |
| 148 | 1                            | 4 września 2014              | Ślady przeszłości            | Bartłomiej Kasprzykowski, Andrzej Pieczyński, Anna Smołowik, Wojciech Brzeziński                                                                                    |
| Zostaje zamordowany architekt i kolekcjoner Daniel Rozen. Jego mieszkanie jest splądrowane. Policja ustala, że dwa lata wcześniej Rozen przyłapał na gorącym uczynku włamywaczy. Jeden ze sprawców właśnie odsiedział wyrok... |                              |                              |                              | |
| 149 | 2                            | 11 września 2014             | Magiczne zwierciadło         | Marta Żmuda Trzebiatowska, Bartosz Porczyk, Magdalena Pociecha, Kamil Szeptycki, Maciej Cymorek                                                                     |
| Jurek Lisiecki jest uzależniony od gier komputerowych. Rodzice po powrocie z urlopu znajdują martwego syna przy komputerze. Matka innego nastolatka – Kuby Guzowskiego prosi Mateusza o porozmawianie z synem. Okazuje się, że Jurek handlował w sieci amfetaminą, a Kuba był jednym z klientów.                                            |                              |                              |                              | |
| 150 | 3                            | 18 września 2014             | Powrót                       | Danuta Stenka, Adrian Zaremba, Grzegorz Kwiecień, Jacek Mikołajczak, Maja Barełkowska, Adam Szyszkowski, Kamila Klimczak                                            |
| Tomek i Anka przygotowują się do chrzcin syna. Ojcem chrzestnym ma zostać młodszy brat Tomka, Franek. Mateusz zaprasza braci na plebanię. Po chwili rozmowy z kuchni wychodzi Teresa, matka Tomka i Franka. Niespodziewanie zjawiła się po latach...                                                                                        |                              |                              |                              | |
| 151 | 4                            | 25 września 2014             | Zakochany Marczak            | Rafał Maćkowiak, Michał Tokaj, Anna Wojnarowska, Grzegorz Goch, Peter J. Lucas, Joanna Jeżewska, Agnieszka Sienkiewicz                                              |
| Nocul łowi ryby z Marczakiem, który przyznaje, że jest zakochany. Mateusz i Natalia goszczą u siebie w ogrodzie grupę pielgrzymów-kajakarzy. Tymczasem policjanci znajdują ciało jednej z uczestniczek pielgrzymki. |                              |                              |                              | |
| 152 | 5                            | 2 października 2014          | Niania                       | Katarzyna Zawadzka, Władysław Kowalski, Marek Probosz, Agnieszka Kawiorska, Michał Lesień, Jarosław Boberek, Natalia Iwańska, Wojciech Rotowski, Weronika Wachowska |
| Mateusz i Możejko zostają zaproszeni na zaręczynową kolację do Andrzeja Łazarka i Grażyny Wieczorek. W domu bawi się dwójka małych dzieci. Mateusz bawi się z maluchami w ogrodzie. Mały Wojtuś znajduje w krzakach zwłoki. |                              |                              |                              | |
| 153 | 6                            | 9 października 2014          | Na zakręcie                  | Ewa Audykowska, Piotr Warszawski, Arkadiusz Głogowski, Andrzej Konopka, Krzysztof Kluzik                                                                            |
| Mateusz spowiada Urszulę Kubisz. Kobieta opowiada o swoim straconym małżeństwie i o tym, że kogoś spotkała. Jest pewna, że to miłość jej życia. Chce opuścić męża. |                              |                              |                              | |
| 154 | 7                            | 16 października 2014         | Disco                        | Angelika Kurowska, Filip Pławiak, Karolina Głąb, Klementyna Szymańska, Bartosz Obuchowicz, Rafał Kosiński, Tomasz Solich, Mateusz Dobies, Sebastian Stankiewicz     |
| Natalia odbiera z dworca Agnieszkę, swoją chrześnicę. Dziewczyna wraz z koleżankami wymyka się wieczorem do dyskoteki. Spotykają tam Jarka, który mówi im, że szuka nowych twarzy do modelingu w Mediolanie. Następnego dnia dziewczyny zjawiają się w hotelu na castingu.                                                                  |                              |                              |                              | |
| 155 | 8                            | 23 października 2014         | Żart                         | Bartosz Żukowski, Adam Zdrójkowski, Katarzyna Herman, Marcin Walewski, Grzegorz Gadziomski, Arkadiusz Detmer, Wojciech Majchrzak                                    |
| Możejko odbiera przez policyjne radio komunikat o napadzie z bronią na konwój bankowy. Tymczasem trzech nastolatków wymyśla zabawę w „napad”... |                              |                              |                              | |
| 156 | 9                            | 30 października 2014         | Suknia                       | Marta Dobecka, Ewa Bakalarska, Tomasz Dedek, Kinga Suchan, Joanna Opozda, Andrzej Młynarczyk, Mariusz Ostrowski, Konrad Bugaj                                       |
| Podczas targów ślubnych jedną z sukien prezentuje Marta, miss ziemi sandomierskiej. Po pokazie dostaje przesyłkę ze zjawiskową kreacją... |                              |                              |                              | |
| 157 | 10                           | 6 listopada 2014             | Medalion                     | Maria Pakulnis, Grzegorz Małecki, Marek Nędza, Andrzej Wichrowski, Elżbieta Gaertner                                                                                |
| Zbyszek, dawny uczeń Mateusza, okrada kościół. Jeszcze tej samej nocy zjawia się w antykwariacie. Następnego dnia rano zaniepokojeni żona i wspólnik znajdują antykwariusza leżącego w kałuży krwi... Mateusz zgłasza kradzież. |                              |                              |                              | |
| 158 | 11                           | 13 listopada 2014            | Demony                       | Maria Pawłowska, Ewa Żukowska, Włodzimierz Adamski, Ewa Serwa, Daniel Misiewicz, Jacek Czyż, Joanna Sienkiewicz                                                     |
| Trwa spotkanie autorskie z Manuelą Korcz, dziennikarką i autorką książki pt. „Duchy Przeszłości”, która wyjechała z Sandomierza dziesięć lat temu. Natalia przedstawia Manuelę Mateuszowi. W nocy Manuela ma koszmarny sen. |                              |                              |                              | |
| 159 | 12                           | 20 listopada 2014            | Złoty interes                | Anna Tomaszewska, Joanna Kurowska, Jerzy Klonowski, Renata Pękul, Nam Bui Ngoc                                                                                      |
| Na komendzie zjawiają się Waleria i Bogumiła, właścicielki pensjonatu. Zostały okradzione przez jednego z gości. Zniknął razem z kasetką z pieniędzmi zanim zdążyły wpisać go do księgi meldunkowej. Na komendzie zjawia się zdenerwowana kobieta. Zgłasza zaginięcie męża, Ryszarda. Mężczyzna przyjechał do Sandomierza kupić samochód... |                              |                              |                              | |
| 160 | 13                           | 27 listopada 2014            | Jama                         | Agata Meilute, Łukasz Konopka, Magdalena Łoś, Anita Jancia, Ludmiła Witkowska                                                                                       |
| Mateusz i Natalia znajdują rano w kościele dziewczynę. Marina jest przerażona, głodna i brudna. Tłumaczy, że przyjechała do pracy i zgubiła się. Na rękach i twarzy ma ślady walki. |                              |                              |                              | |

## Seria 13 (wiosna 2015)
| Nr | Nr                            | Data pierwszej emisji         | Tytuł                         | Aktorzy gościnni |
| SERIA TRZYNASTA (wiosna 2015) | SERIA TRZYNASTA (wiosna 2015) | SERIA TRZYNASTA (wiosna 2015) | SERIA TRZYNASTA (wiosna 2015) | SERIA TRZYNASTA (wiosna 2015) |
| --- | ----------------------------- | ----------------------------- | ----------------------------- | --- |
| 161 | 1                             | 5 marca 2015                  | Insulina                      | Stefan Friedmann, Grzegorz Warchoł, Marek Frąckowiak, Włodzimierz Matuszak, Dominika Janik, Mariusz Witkowski, Bartosz Adamczyk, Nikodem Kasprowicz, Marek Kałużyński, Joanna Gleń, Ewa Złotowska |
| Mateusz odwiedza Zdzisława. Mężczyzna nie odpowiada. Na klatce schodowej spotyka pielęgniarza, który przyszedł zrobić zastrzyk starszemu panu. Otwiera drzwi własnym kluczem. Znajdują martwego mężczyznę w łóżku i dwa puste opakowania po insulinie. |                               |                               |                               | |
| 162 | 2                             | 19 marca 2015                 | Przed ślubem                  | Marcin Błaszak, Arkadiusz Janiczek, Adriana Kalska, Dorota Kamińska, Małgorzata Klara, Magdalena Lamparska, Marcin Rogacewicz, Magdalena Turczeniewicz                                            |
| Na plebanii zjawia się zdenerwowana Anka z maleńkim dzieckiem. Dzień wcześniej odwiedziła ją koleżanka z Warszawy, mówiąc że niedługo wróci po malucha, ale się nie pojawiła. |                               |                               |                               | |
| 163 | 3                             | 26 marca 2015                 | Osaczenie                     | Aleks Wieczorek, Jan Cięciara, Mateusz Grydlik, Katarzyna Galica, Gabriela Oberbek, Szymon Roszak, Sebastian Stankiewicz, Dariusz Siastacz                                                        |
| Mateusz odwiedza dom, w którym zatruło się dwóch chłopaków. Zauważa, że woda w studni jest mętna. Czy za zanieczyszczeniem wody stoją pobliskie zakłady przemysłowe? |                               |                               |                               | |
| 164 | 4                             | 2 kwietnia 2015               | Miłość po grób                | Bartosz Waga, Agnieszka Czekańska, Magdalena Czerwińska, Aleksandra Radwan, Monika Krzywkowska, Olga Omeljaniec, Tomasz Oświeciński                                                               |
| Kornel i Julia wybierają się na kolację. Przy drodze ktoś macha ręką. Julia zjeżdża na pobocze. Nagle pojawiają się zamaskowane osoby. Kornel zostaje skuty kajdankami i uprowadzony... |                               |                               |                               | |
| 165 | 5                             | 9 kwietnia 2015               | Piotruś Pan                   | Damian Ul, Bernadetta Dzierżanowska, Maciej Pośnik, Adam Cywka, Tomasz Borkowski, Krystyna Rutkowska-Ulewicz                                                                                      |
| W domu dziecka trwa próba przedstawienia „Piotruś Pan”, w którym gra kilku policjantów. Mietek Nocul chce zrezygnować z występu, więc Orest wzywa na pomoc Mateusza. Tymczasem dyrektor placówki odkrywa, że ktoś ukradł schowaną w szufladzie kopertę z pieniędzmi. Rozpoczyna się śledztwo...                                                                   |                               |                               |                               | |
| 166 | 6                             | 16 kwietnia 2015              | Pogubieni                     | Tomasz Włosok, Olga Kalicka, Wojciech Skibiński, Sylwia Juszczak, Robert Ostolski, January Brunov, Henryk Gołębiewski, Bartosz Woźny                                                              |
| W domu państwa Kwiatkowskich dochodzi do włamania. Młody chłopak plądruje szuflady w kolejnych pomieszczeniach. Nagle potyka się o nieprzytomnego Marka Kwiatkowskiego. Kradnie mu portfel i ucieka. Po chwili z domu dobiega przeraźliwy krzyk kobiety. |                               |                               |                               | |
| 167 | 7                             | 23 kwietnia 2015              | Diabelski śmiech              | Patryk Pniewski, Monika Mielnik, Tomasz Sapryk, Katarzyna Sawczuk, Filip Kosior, Piotr Seweryński                                                                                                 |
| Pod popularną kawiarnią, w której spotyka się okoliczna młodzież, dochodzi do szrpaniny pijanego ojca z synem. Zajście obserwują koledzy i koleżanki Pawła. Sytuację próbuje załagodzić koleżanka Pawła, Malwina, ale i jej się obrywa. Policjanci znajdują nieprzytomną Malwinę na bocznicy kolejowej. Paweł prosi o pomoc Mateusza. Możejko przesłuchuje Pawła. |                               |                               |                               | |
| 168 | 8                             | 30 kwietnia 2015              | Reportaż z domu               | Michał Włodarczyk, Weronika Humaj, Robert Wabich, Dominik Bąk, Mikołaj Osiński, Piotr Trojan |
| W poprawczaku wyświetlane są filmy konkursowe o jego wychowankach. Nagrodę główną wręcza znany reżyser. Michał Wolski jedzie na przepustkę, filmuje przy pracy ojczyma. Potem odwiedza starych kumpli, a po powrocie do domu zastaje nieprzytomnego ojczyma... |                               |                               |                               | |
| 169 | 9                             | 7 maja 2015                   | Portret psychologiczny        | Maja Hirsch, Tomasz Bednarek, Krzysztof Chodorowski, Natalia Zielska, Maciej Mikołajczyk, Lena Frankiewicz                                                                                        |
| Właściciel sklepu spożywczego pada ofiarą brutalnego napadu. Napastnik przypadkowo strzela i ucieka. Do kolejnego napadu dochodzi kilkanaście minut później w księgarni. Na komendzie zjawia się policyjna psycholog, która ma opracować portret psychologiczny napastnika. Według niej poszukiwani są dwaj sprawcy: seryjny przestępca i jego naśladowca.        |                               |                               |                               | |
| 170 | 10                            | 14 maja 2015                  | Stan zagrożenia               | Andrzej Mastalerz, Mieszko Barglik |
| Możejko zauważa przebite koła w swoim samochodzie. Dostaje także tajemniczego e-maila. Następnego dnia Dominika zaczepia nieznajomy mężczyzna, który przekazuje mu kartkę z wiadomością dla Możejki. Wiadomość brzmi jak groźba. |                               |                               |                               | |
| 171 | 11                            | 28 maja 2015                  | Cień podejrzeń                | Julia Konarska, Aleksandra Popławska, Jolanta Fraszyńska, Witold Dębicki, Rafał Mohr, Jakub Wieczorek                                                                                             |
| |                               |                               |                               | |
| 172 | 12                            | 4 czerwca 2015                | Złoty saganek                 | Dariusz Wiktorowicz, Hubert Urbański, Lech Dyblik, Natalia Klimas, Maciej Skuratowicz, Dariusz Wieteska, Robert Koszucki, Maciej Makowski, Rafał Szałajko                                         |
| |                               |                               |                               | |
| 173 | 13                            | 11 czerwca 2015               | Ostatnie dni                  | Agnieszka Wagner, Zuzanna Grabowska, Cezary Morawski, Michał Czernecki, Grzegorz Skrzecz |
| |                               |                               |                               | |

## Seria 14 (jesień 2015)
| Nr                             | Nr                             | Data pierwszej emisji          | Tytuł                          | Aktorzy gościnni |
| SERIA CZTERNASTA (jesień 2015) | SERIA CZTERNASTA (jesień 2015) | SERIA CZTERNASTA (jesień 2015) | SERIA CZTERNASTA (jesień 2015) | SERIA CZTERNASTA (jesień 2015) |
| ------------------------------ | ------------------------------ | ------------------------------ | ------------------------------ | --- |
| 174                            | 1                              | 3 września 2015                | Panaceum                       | Magdalena Boczarska, Wojciech Błach, Łukasz Matecki, Rafał Królikowski |
|                                |                                |                                |                                | |
| 175                            | 2                              | 10 września 2015               | Drift                          | Piotr Stramowski, Jacek Lenartowicz, Mateusz Banasiuk, Grzegorz Stosz, Jarosław Boberek |
|                                |                                |                                |                                | |
| 176                            | 3                              | 17 września 2015               | Świadek oskarżenia             | Marian Opania, Jacek Kopczyński, Aleksandra Mikołajczyk, Lili Dąbrowska, Tomasz Mandes |
|                                |                                |                                |                                | |
| 177                            | 4                              | 24 września 2015               | Amfetamina                     | Leszek Zduń, Marcin Gruszka, Kacper Krasuski, Jan Łajewski, Monika Radziwon, Wojciech Dmochowski                                                                                                 |
|                                |                                |                                |                                | |
| 178                            | 5                              | 1 października 2015            | Poza światem                   | Wojciech Mecwaldowski, Dominika Kluźniak, Julia Gawrysiak, Karolina Piechota, Anna Kerth |
|                                |                                |                                |                                | |
| 179                            | 6                              | 8 października 2015            | Geniusz                        | Andżelika Piechowiak, Joanna Drozda, Jakub Stoiński, Konrad Szymański |
|                                |                                |                                |                                | |
| 180                            | 7                              | 15 października 2015           | Życiowy rekord                 | Agnieszka Michalska, Anna Smołowik, Zbigniew Dziduch, Magdalena Żak, Patryk Cebulski, Dawid Czupryński                                                                                           |
|                                |                                |                                |                                | |
| 181                            | 8                              | 22 października 2015           | Piekło                         | Arkadiusz Nader, Piotr Rzymyszkiewicz, Ada Cyndler, Izolda Wojciechowska |
|                                |                                |                                |                                | |
| 182                            | 9                              | 29 października 2015           | Krew z krwi                    | Monika Kwiatkowska, Dorota Landowska, Ireneusz Machnicki, Wojciech Billip, Jakub Przebindowski, Szymon Malczewski, Jasper Sołtysiewicz                                                           |
|                                |                                |                                |                                | |
| 183                            | 10                             | 5 listopada 2015               | Siłownia                       | Angelika Kurowska, Łukasz Stawowczyk, Maciej Radel, Karol Górski, Piotr Mróz, Krzysztof Chromiński, Mateusz Młodzianowski, Miłosz Karbownik, Agnieszka Mrozińska-Jaszczuk, Aleksandra Posielężna |
|                                |                                |                                |                                | |
| 184                            | 11                             | 12 listopada 2015              | Sekretny układ                 | Piotr Cyrwus, Adam Fidusiewicz, Marta Klubowicz, Marta Król, Agnieszka Więdłocha, Maciej Małysa                                                                                                  |
|                                |                                |                                |                                | |
| 185                            | 12                             | 19 listopada 2015              | Rave Party                     | Sergiusz Żymełka, Bartosz Obuchowicz, Fabian Kocięcki, Adam Serowaniec, Wojciech Paszkowski, Ewa Szykulska, Magdalena Żak                                                                        |
|                                |                                |                                |                                | |
| 186                            | 13                             | 26 listopada 2015              | Złomiarze                      | Stanisław Sygitowicz, Jerzy Rogalski, Piotr Domalewski, Mariusz Saniternik, Mariusz Czajka, Kinga Kosik, Mateusz Kmiecik                                                                         |
|                                |                                |                                |                                | |

## Seria 15 (wiosna 2016)
| Nr                            | Nr                            | Data pierwszej emisji         | Tytuł                         | Aktorzy gościnni |
| SERIA PIĘTNASTA (wiosna 2016) | SERIA PIĘTNASTA (wiosna 2016) | SERIA PIĘTNASTA (wiosna 2016) | SERIA PIĘTNASTA (wiosna 2016) | SERIA PIĘTNASTA (wiosna 2016) |
| ----------------------------- | ----------------------------- | ----------------------------- | ----------------------------- | --- |
| 187                           | 1                             | 3 marca 2016                  | Uciekinier                    | Redbad Klijnstra, Sławomir Grzymek, Piotr Łukawski, Tomasz Piątkowski, Dariusz Wieteska, Maciej Kubica |
|                               |                               |                               |                               | |
| 188                           | 2                             | 10 marca 2016                 | Przeznaczenie                 | Olga Bończyk, Dariusz Kordek, Jarosław Dziedzic, Olga Frycz, Aleksander Machalica, Jerzy Łapiński, Emilia Korsak, Maria Broniewska                                                                                   |
|                               |                               |                               |                               | |
| 189                           | 3                             | 17 marca 2016                 | Przemiana                     | Jerzy Bończak, Milena Suszyńska, Rafał Kosiński, Jakub Ulewicz, Agnieszka Wielgosz, Dariusz Karpiński, Sławomir Gwizdak, Patrycja Szczepanowska                                                                      |
|                               |                               |                               |                               | |
| 190                           | 4                             | 24 marca 2016                 | Weryfikacja                   | Szymon Rząca, Zbigniew Suszyński, Joanna Derengowska, Paweł Iwanicki, Mariusz Jakus, Bartłomiej Jabłoński, Mieszko Barglik, Jakub Kotyński, Anna Falińska                                                            |
|                               |                               |                               |                               | |
| 191                           | 5                             | 31 marca 2016                 | Upadek                        | Aleksandra Domańska, Andrzej Deskur, Halina Skoczyńska, Marek Siudym, Szymon Rząca, Mieszko Barglik, Marzena Gryzińska, Tomasz Łukaszek                                                                              |
|                               |                               |                               |                               | |
| 192                           | 6                             | 7 kwietnia 2016               | Matczyne serce                | Maja Agnieszka Andrzejczuk, Eryk Kulm, Kacper Matula, Maciej Wilewski, Diana Kadłubowska, Barbara Kurzaj, Cezary Poks, Daria Brudnias, Agata Załecka                                                                 |
|                               |                               |                               |                               | |
| 193                           | 7                             | 14 kwietnia 2016              | Komornicy                     | Dariusz Toczek, Paulina Gałązka, Ewa Telega, Mirosław Kropielnicki, Rafał Kwietniewski, Jolanta Juszkiewicz, Filip Jacak, Sławomir Holland, Gizela Bortel, Natalia Skrzypek, Maria Broniewska                        |
|                               |                               |                               |                               | |
| 194                           | 8                             | 21 kwietnia 2016              | Pałac                         | Sambor Czarnota, Monika Pikuła, Joanna Smolińska, Katarzyna Solińska, Jerzy Schejbal, Rafał Zawierucha, Marek Kasprzyk, Marcin Gaweł                                                                                 |
|                               |                               |                               |                               | |
| 195                           | 9                             | 28 kwietnia 2016              | Medium                        | Lucyna Malec, Monika Mariotti, Kamilla Baar-Kochańska, Radosław Krzyżowski, Honorata Witańska, Pascal Kaczorowski, Maria Gortych, Michał Ochocki, Anna Janik, Katarzyna Lisowska, Natalia Kałbania                   |
|                               |                               |                               |                               | |
| 196                           | 10                            | 5 maja 2016                   | O mały włos                   | Sylwia Gliwa, Michał Barczak, Anna Maria Jarosik, Katarzyna Łaniewska, Mariusz Zalejski, Paweł Hajnos, Małgorzata Lipka                                                                                              |
|                               |                               |                               |                               | |
| 197                           | 11                            | 19 maja 2016                  | Bransoletka                   | Jolanta Mielech, Sławomir Fedorowicz, Piotr Pilitowski, Wiktoria Wolańska, Przemysław Furdak, Dariusz Bronowicki, Ewa Szawłowska, Stanisław Banasiuk, Beata Olga Kowalska, Danuta Borsuk, Tomasz Krzyżanowski        |
|                               |                               |                               |                               | |
| 198                           | 12                            | 26 maja 2016                  | Psina                         | Wojciech Michalak, Artur Krajewski, Grzegorz Kulikowski, Szymon Sędrowski, Amelia Radecka, Bartłomiej Krat, Przemysław Modliszewski, Grzegorz Kucias, Aleksander Milicevic                                           |
|                               |                               |                               |                               | |
| 199                           | 13                            | 2 czerwca 2016                | Manuela                       | Zuzanna Pawlak, Piotr Grabowski, Józef Pawłowski, Mariusz Pilawski, Lena Schimscheiner, Acilyz Katell Caro, Carlos Granda, Ivan Marin Rodriguez, Armando Alvarado, Beata Reykan, Krzysztof Stawowy, Maria Ciesielska |
|                               |                               |                               |                               | |

## Seria 16 (jesień 2016)
| Nr                            | Nr                            | Data pierwszej emisji         | Tytuł                         | Aktorzy gościnni |
| SERIA SZESNASTA (jesień 2016) | SERIA SZESNASTA (jesień 2016) | SERIA SZESNASTA (jesień 2016) | SERIA SZESNASTA (jesień 2016) | SERIA SZESNASTA (jesień 2016) |
| ----------------------------- | ----------------------------- | ----------------------------- | ----------------------------- | --- |
| 200                           | 1                             | 1 września 2016               | Idol                          | Paweł Stasiak, Piotr Gąsowski, Robert Rozmus, Anna Moskal, Łukasz Nowicki, Rafał Olbrychski, Marlena Durda |
|                               |                               |                               |                               | |
| 201                           | 2                             | 8 września 2016               | Myszka Miki                   | Jan Marczewski, Aleksandra Skoneczna, Tomasz Schimscheiner, Krzysztof Wach, Marcel Borowiec, Tomasz Skrzypniak, Jacek Grondowy, Piotr Gawron-Jedlikowski |
|                               |                               |                               |                               | |
| 202                           | 3                             | 15 września 2016              | Lotnisko                      | Piotr Trojan, Paweł Okoński, Maciej Mikołajczyk, Igor Michalski, Anna Gorajska, Sebastian Cybulski, Sylwia Wysocka, Anna Przygoda, Krzysztof Sztabiński, Michał Cyndler, Bartosz Pytka, Piotr Duliński                                                                                   |
|                               |                               |                               |                               | |
| 203                           | 4                             | 22 września 2016              | Antyk                         | Katarzyna Jamróz, Olgierd Łukaszewicz, Izabella Bukowska, Artur Kocięcki, Hanna Rogowska, Marta Gortych, Marlena Durda, Beata Cybula, Sławomir Głazek, Piotr Łukawski |
|                               |                               |                               |                               | |
| 204                           | 5                             | 29 września 2016              | Kometa                        | Marta Ścisłowicz, Edwin Petrykat, Piotr Ligienza, Krzysztof Kwiatkowski, Karolina Stefańska, January Brunov, Eugenia Herman, Edward Linde-Lubaszenko, Czesław Bogdański, Michał Cyndler, Jakub Grzegorek, Mirosław Rzońca                                                                |
|                               |                               |                               |                               | |
| 205                           | 6                             | 6 października 2016           | Gang                          | Delfina Wilkońska, Teresa Sawicka, Maria Maj, Grażyna Marzec, Tomasz Kozłowicz, Bernard Kierat, Wojciech Michalak, Maria Broniewska, Alicja Borkowska-Ciok, Krzysztof Artur Janczar, Karina Węgiełek, Michał Cyndler, Grzegorz Świtalski, Krystyna Rutkowska-Ulewicz, Krzysztof Podemski |
|                               |                               |                               |                               | |
| 206                           | 7                             | 13 października 2016          | Konferencja                   | Małgorzata Pieczyńska, Lesław Żurek, Katarzyna Gniewkowska, Magdalena Schejbal, Roma Gąsiorowska, Katarzyna Kołeczek, Dariusz Wnuk, Tomasz Domagała, Katarzyna Wąsik |
|                               |                               |                               |                               | |
| 207                           | 8                             | 20 października 2016          | Dębowa Górka                  | Antoni Pawlicki, Katarzyna Warnke, Szymon Mysłakowski, Mateusz Młodzianowski, Maciej Jachowski, Krzysztof Mateusiak, Artur Łodyga, Zbigniew Kozłowski, Grzegorz Jurek, Adrian Budakow, Sylwia Rybacka                                                                                    |
|                               |                               |                               |                               | |
| 208                           | 9                             | 27 października 2016          | Porzeczki                     | Dominik Mirecki, Sebastian Perdek, Sylwester Maciejewski, Gracja Niedżwedź, Elżbieta Romanowska, Robert Wabich, Grażyna Kopeć, Sławomir Holland, Małgorzata Maślanka, Beata Chruścińska, Bartosz Kopeć, Michał Cyndler, Tomasz Domagała                                                  |
|                               |                               |                               |                               | |
| 209                           | 10                            | 3 listopada 2016              | Nauczyciel                    | Dawid Zawadzki, Dominika Figurska, Michał Czachor, Robert Latusek, Halina Bednarz, Ewa Wencel, Grzegorz Wons, Andrzej Musiał, Natalia Zalewska, Marcelina Szozda |
|                               |                               |                               |                               | |
| 210                           | 11                            | 10 listopada 2016             | Reggae                        | Krzysztof Piątkowski, Jan Wieczorkowski, Joanna Kupińska, Igor Kujawski, Karolina Rosińska, Helena Chorzelska, Barbara Szcześniak-Kłosowska, Iwo Rajski, Daniel Kazimierski, Alaksandra Radzka, Magdalena Aly Amer                                                                       |
|                               |                               |                               |                               | |
| 211                           | 12                            | 17 listopada 2016             | Napad doskonały               | Tomasz Sapryk, Tomasz Radawiec, Jacek Pluta, Krzysztof Pyziak, Bartłomiej Chowaniec, Ewa Lorska, Ewa Drzymała, Jarosław Gruda, Ewa Oksza-Łapicka, Sławomir Holland, Robert Płuszka, Dariusz Dobkowski, Maciej Winkler                                                                    |
|                               |                               |                               |                               | |
| 212                           | 13                            | 24 listopada 2016             | Wahadełko                     | Joanna Żółkowska, Mariusz Jakus, Philippe Tłokiński, Anna Żytka, Aleksandra Ciejek, Mieczysław Morański, Małgorzata Ścisłowicz, Ewa Trochim, Łukasz Żurek |
|                               |                               |                               |                               | |

## Seria 17 (wiosna 2017)
| Nr                              | Nr                              | Data pierwszej emisji           | Tytuł                           | Aktorzy gościnni |
| SERIA SIEDEMNASTA (wiosna 2017) | SERIA SIEDEMNASTA (wiosna 2017) | SERIA SIEDEMNASTA (wiosna 2017) | SERIA SIEDEMNASTA (wiosna 2017) | SERIA SIEDEMNASTA (wiosna 2017) |
| ------------------------------- | ------------------------------- | ------------------------------- | ------------------------------- | --- |
| 213                             | 1                               | 2 marca 2017                    | Odkupienie                      | Janusz Chabior, Piotr Kamiński, Paweł Kamiński, Małgorzata Bogdańska, Jakub Wróblewski, Jan Monczka, Wojciech Sanejko, Józef Reguła, Tadeusz Morański, Emilia Ziemnicka, Kinga Łukasik-Głód, Piotr Kondrat |
|                                 |                                 |                                 |                                 | |
| 214                             | 2                               | 9 marca 2017                    | Igranie z ogniem                | Jan Wieteska, Piotr Nowak, Grażyna Wolszczak, Łucja Rećko - Żarnecka, Rafał Szałajko, Waldemar Czyszak, Monika Szalaty, Zbigniew Kozłowski, Grzegorz Kulikowski |
|                                 |                                 |                                 |                                 | |
| 215                             | 3                               | 16 marca 2017                   | Gwiazdor                        | Mariusz Bonaszewski, Karolina Kominek, Hanna Mikuć, Hanna Konarowska, Jan Korwin-Kochanowski, Agata Załęcka, Kinga Ciesielska, Rafał Olbrychski, Krzysztof Radkowski, Tomasz Ignaczak, Urszula Zawadzka-Wieteska |
|                                 |                                 |                                 |                                 | |
| 216                             | 4                               | 23 marca 2017                   | Sarkofag                        | Krzysztof Stelmaszyk, Krzysztof Dracz, Ireneusz Kozioł, Roman Piętakiewicz, Cezary Kruk, Jacek Ryś, Tomasz Sapryk, Karina Seweryn, Bożena Furczyk, Adam Biernat, Mirosław Rzońca, Radosław Chabowski, Jacek Reda, Agnieszka Gałęziowska, Witold Bałusz, Robert Krajewski, Franciszek Bogórski, Marcin Gosz, Łukasz Makuch, Artur Bednarek, Marcin Urzyczyn |
|                                 |                                 |                                 |                                 | |
| 217                             | 5                               | 30 marca 2017                   | Wybór                           | Katarzyna Zielińska, Mateusz Janicki, Marek Sawicki, Tomasz Sobczak, Grzegorz Kowalczyk, Marcin Błaszak, Łukasz Kornacki, Robert Buczyński, Daria Brudnias, Beata Chruścińska, Mariusz Odwarzny, Jan Heba, Tomasz Łukaszek, Marek Pietuch, Barbara Wejner, Ewelina Śliwińska                                                                               |
|                                 |                                 |                                 |                                 | |
| 218                             | 6                               | 6 kwietnia 2017                 | Zakład                          | Marian Opania, Hanna Wojak, Joanna Sydor, Matylda Paszczenko, Beata Kacprzyk, Krzysztof Konrad, Bartosz Banik, Jarosław Witaszczyk, Marta Termena-Polkowska, Natalia Jakubowska, Jacek Herba, Maksymilian Michasiów, Anna Felińska |
|                                 |                                 |                                 |                                 | |
| 219                             | 7                               | 13 kwietnia 2017                | Córka blacharza                 | Mirosław Baka, Weronika Warchoł, Marta Alaborska, Krzysztof Szczepaniak, Łukasz Dziemidok, Leszek Żukowski, Grzegorz Emanuel, Natalia Keber, Ryszard Bauman, Piotr Rzymyszkiewicz, Bogdan Mamontowicz, Michał Winiarski, Tomasz Sapryk, Karina Seweryn |
|                                 |                                 |                                 |                                 | |
| 220                             | 8                               | 20 kwietnia 2017                | Czarna peleryna                 | Jacek Kawalec, Klaudia Cygoń, Krzysztof Nowakowski, Jakub Wesołowski, Mateusz Rzeźniczak, Damian Kret, Patryk Czerniejewski, Ewa Szykulska, Agnieszka Pastuszko - Mrozawska, Marek Nowakowski, Mirosław Rzońca |
|                                 |                                 |                                 |                                 | |
| 221                             | 9                               | 27 kwietnia 2017                | Fatalne spotkanie               | Piotr Szwedes, Szymon Piotr Warszawski, Marcin Kwaśny, Michał Lewandowski, Justyna Kacprzycka, Aleksandra Justa, Hanna Chmielarz, Andrzej Niemirski, Krzysztof Bień, Marek Walczak, Łukasz Mąka, Piotr Bała, Łukasz Jarzyński, Hanna Chojnacka - Gościniak, Artur Łodyga                                                                                   |
|                                 |                                 |                                 |                                 | |
| 222                             | 10                              | 4 maja 2017                     | Pingwin                         | Mirosław Haniszewski, Barbara Kałużna, Arkadiusz Detmer, Katarzyna Ankudowicz, Jacek Rozenek, Agnieszka Warchulska, Andrzej Andrzejewski, Piotr Grabowski, Krzysztof Mateusiak, Michał Pietrzak |
|                                 |                                 |                                 |                                 | |
| 223                             | 11                              | 18 maja 2017                    | Przypadkowa druhna              | Katarzyna Dąbrowska, Katarzyna Cichopek, Piotr Zelt, Adam Adamonis, Barbara Zielińska, Emilia Krakowska, Andrzej Chichłowski, Małgorzata Lipka, Konrad Makowski, Urszula Zawadzka-Wieteska, Katarzyna Wasik, Marlena Durda, Sylwia Zawiszewska - Woźny, Remigiusz Kramek, Katarzyna Bernaś, Piotr Stopa, Hubert Jarczak                                    |
|                                 |                                 |                                 |                                 | |
| 224                             | 12                              | 25 maja 2017                    | Chłopaki                        | Adam Woronowicz, Konrad Skolimowski, Jasper Sołtysiewicz, Jakub Gola, Dominika Kryszczyńska, Jan Korwin-Kochanowski, Krzysztof Bochenek, Tomasz Borkowski, Joanna Kwiatkowska-Zduń, Rafał Sadowski, Olga Miłaszewska |
|                                 |                                 |                                 |                                 | |
| 225                             | 13                              | 1 czerwca 2017                  | Loteria                         | Arkadiusz Janiczek, Magdalena Stużyńska, Ada Fijał, Oliwier Kozłowski, Marek Zawadzki, Sebastian Stankiewicz, Maria Broniewska, Konrad Pawlicki, Bartosz Tryboń, Bartosz Adamczyk, Bartosz Gajda, Wojciech Andrzejuk, Rafał Gerlach, Bartłomiej Zdanowicz, Michał Kasprzak-Komarczewski, Witold Bałusz                                                     |
|                                 |                                 |                                 |                                 | |

## Seria 18 (jesień 2017)
| Nr                             | Nr                             | Data pierwszej emisji          | Tytuł                          | Aktorzy gościnni |
| SERIA OSIEMNASTA (jesień 2017) | SERIA OSIEMNASTA (jesień 2017) | SERIA OSIEMNASTA (jesień 2017) | SERIA OSIEMNASTA (jesień 2017) | SERIA OSIEMNASTA (jesień 2017) |
| ------------------------------ | ------------------------------ | ------------------------------ | ------------------------------ | --- |
| 226                            | 1                              | 31 sierpnia 2017               | Złote jabłko                   | Ilona Ostrowska, Marcin Bosak, Ewelina Bator, Andrzej Nejman, Małgorzata Mikołajczak, Katarzyna Skolimowska, Urszula Małecka, Beata Olga Kowalska, Andrzej Hausner, Agnieszka Majer |
|                                |                                |                                |                                | |
| 227                            | 2                              | 7 września 2017                | Feralny powrót                 | Jakub Wieczorek, Rafał Pyka, Ewa Bakalarska, Marek Ślósarski, Agata Zielińska, Janusz Onufrowicz, Aleksander Janiszewski, Kamila Kędziora, Olga Pęczak, Jan Naturski, Mateusz Mosiewicz, Sebastian Domagała, Kamil Hoda |
|                                |                                |                                |                                | |
| 228                            | 3                              | 14 września 2017               | Pożegnanie                     | Marcel Sabat, Joanna Kuberska, Ewelina Szostowa, Wojciech Kuliński, Błażej Peszek, Wojciech Czerwiński, Zacharjasz Muszyński, Anna Kłos - Kleczewska, Marta Alaborska, Dionizy Drozdowski, Tomasz Oświęcimski, Mirosław Jękot, Michał Olejnik, Wojciech Dmochowski                                                                        |
|                                |                                |                                |                                | |
| 229                            | 4                              | 21 września 2017               | Pasja                          | Miron Jagniewski, Paweł Królikowski, Zofia Schwinke, Artur Główka, Marta Alaborska, Elżbieta Czerwińska, Grzegorz Turczyński, Elżbieta Panas, Jacek Janosz, Paweł Audykowski, Dariusz Klimek, Anna Falińska, Przemysław Kozłowski, Piotr Łukawski, Tomasz Piątkowski, Sławomir Głazek                                                     |
|                                |                                |                                |                                | |
| 230                            | 5                              | 28 września 2017               | Randka                         | Anna Cieślak, Tomasz Gęsikowski, Paweł Pabisiak, Karol Pocheć, Faustyna Kazimierska, Janusz Komorowski, Jan Korwin - Kochanowski, Mariusz Drężek, Aleksandra Rydzak, Ilona Uranowska, Greta Ruta, Krzysztof Olszewski, Waldemar Chibowski, Karolina Jóźwiak, Marian Krawczyk, Ireneusz Pastuszak, Sławomir Tomczak, Kazimierz Seroczyński |
|                                |                                |                                |                                | |
| 231                            | 6                              | 5 października 2017            | Dobry mąż                      | Szymon Rząca, Katarzyna Wajda, Sebastian Konrad, Barbara Majewska, Ryszard Kluge, Tomasz Gut, Daniel Stępiński, Grzegorz Gierak, Stefan Knothe |
|                                |                                |                                |                                | |
| 232                            | 7                              | 12 października 2017           | 15:10 do Skarżyska             | Dawid Czupryński, Sergiusz Olejnik, Przemysław Bluszcz, Kamil Mróz, Jan Kozaczuk. Marcin Stec, Natasza Leśniak, Miłosz Kwiecień, Beata Chruścińska, Bogdan Ferenc, Grzegorz Ślesicki, Michał Cyndler |
|                                |                                |                                |                                | |
| 233                            | 8                              | 19 października 2017           | Zdrada                         | Ewa Gorzelak, Janusz German, Sylwia Boroń, Michał Sitarski, Wojciech Majchrzak, Paweł Ferens, Karolina Kalina Bulcewicz, Daniel Piskorz, Arkadiusz Świetlik, Paweł Jakubowski, Kamil Choda, Jan Chuchla, Jacek Reda |
|                                |                                |                                |                                | |
| 234                            | 9                              | 26 października 2017           | Mamusia                        | Jacek Kopczyński, Marcin Sianko, Witold Dębicki, Agnieszka Kawiorska, Norbert Kaczorowski, Patrycja Soliman, Marcin Sztabiński, Michał Dudziński, Maksymilian Wojciechowski, Katarzyna Kreczmer |
|                                |                                |                                |                                | |
| 235                            | 10                             | 2 listopada 2017               | Fryzjerka                      | Jakub Wesołowski, Delfina Wilkońska, Dominika Ostałowska, Katarzyna Maciąg, Mariusz Zaniewski, Anna Szczerbińska, Katarzyna Joda, Aleksandra Zawalska, Michał Cyndler, Piotr Rzymyszkiewicz |
|                                |                                |                                |                                | |
| 236                            | 11                             | 9 listopada 2017               | Smażalnia                      | Filip Krupa, Zbigniew Stryj, Anna Kaczmarczyk, Kornelia Maciejewska, Dobromir Dymecki, Marek Kossakowski, Paweł Trzciński, Bartosz Dermont |
|                                |                                |                                |                                | |
| 237                            | 12                             | 16 listopada 2017              | Wielka szansa                  | Jakub Wróblewski, Karol Biskup, Anita Jancia - Prokopowicz, Grzegorz Falkowski, Michał Szczerbiec, Piotr Kieraga, Krzysztof Chudzicki, Daria Burakowska, Gizella Bortel, Beata Chruścińska, Grzegorz Świtalski, Bartosz Krasuski, Kornel Tyszkiewicz, Daniela Połubiska, Kinga Krasuska                                                   |
|                                |                                |                                |                                | |
| 238                            | 13                             | 23 listopada 2017              | Cud                            | Tadeusz Chudecki, Andrzej Baranowski, Ryszard Chlebuś, Nikodem Rozbicki, Piotr Kaźmierczak, Adam Krawczuk, Piotr Kruszewski, Bartłomiej Krajewski, Małgorzata Rudzka, Piotr Wiszniowski, Tomasz Gut, Andrzej Popiel, Sonia Jachymiak, Grzegorz Pocanowski, Michał Cyndler                                                                 |
|                                |                                |                                |                                | |

## Seria 19 (wiosna 2018)
| Nr                                | Nr                                | Data pierwszej emisji             | Tytuł                             | Aktorzy gościnni |
| SERIA DZIEWIĘTNASTA (wiosna 2018) | SERIA DZIEWIĘTNASTA (wiosna 2018) | SERIA DZIEWIĘTNASTA (wiosna 2018) | SERIA DZIEWIĘTNASTA (wiosna 2018) | SERIA DZIEWIĘTNASTA (wiosna 2018) |
| --------------------------------- | --------------------------------- | --------------------------------- | --------------------------------- | --- |
| 239                               | 1                                 | 1 marca 2018                      | Hipisi                            | Karolina Piechota, Arkadiusz Smoleński, Piotr Więcławski, Maciej Winkler, Aleksander Kalinowski, Wojciech Cygan, Mateusz Rusin, Agata Rzeszewska, Wacław Szklarski, Mateusz Mikosza, Krzysztof Łobodziński                                                 |
|                                   |                                   |                                   |                                   | |
| 240                               | 2                                 | 25 stycznia 20188 marca 2018      | Bezpieczna odległość              | Reda Paweł Haddad, Małgorzata Klara, Barbara Lubos, Roksana Trzasko, Zuzanna Dziubałko, Hovhannes Aleksanyan, Daniel Salman, Adrianna Szymanska, Edyta Bełza, Radoslaw Gancarek, Robert Czebotar, Waldemar Chibowski, Magdalena Stolarska, Barbara Garstka |
|                                   |                                   |                                   |                                   | |
| 241                               | 3                                 | 15 marca 2018                     | Remont                            | Anna Samusionek, Grzegorz Kucias, Sławomir Pacek, Karina Seweryn, Mariusz Luszowski, Lea Oleksiak, Jacek Balinski, Sebastian Dziubiel, Michał Cyndler, Jacek Milczanowski, Szymon Kołodziej, Dionizy Drozdowski, Kamila Kędziora, Zbigniew Kozlowski       |
|                                   |                                   |                                   |                                   | |
| 242                               | 4                                 | 22 marca 2018                     | Filmowcy                          | Maciej Kowalewski, Sebastian Cybulski, Marcin Janos Krawczyk, Robert Czebotar, Jan Janga-Tomaszewski, Julia Rosnowska |
|                                   |                                   |                                   |                                   | |
| 243                               | 5                                 | 29 marca 2018                     | Narzeczona                        | Elżbieta Jarosik, Weronika Humaj, Kordian Rekowski, Łukasz Wójcik, Wiesław Cichy, Kazimierz Mazur, Krystyna Starościk - Labuda, Przemysław Kowalski, Maurycy Łyczko, Michał Nowak, Maciej Sufa, Janusz Laskowski, Radosław Zalewski                        |
|                                   |                                   |                                   |                                   | |
| 244                               | 6                                 | 5 kwietnia 2018                   | Sparring                          | Michał Włodarczyk, Artur Krajewski, Jan Domaszewski, Bartosz Dziedzic, Barbara Garstka, Michał Felczak, Roman Bugaj, Róża Klekotko, Eugeniusz Witek, Krzysztof Łobodziński, Roksana Krzemińska Samagalska                                                  |
|                                   |                                   |                                   |                                   | |
| 245                               | 7                                 | 12 kwietnia 2018                  | Salowy                            | Jowita Budnik, Marek Bogucki, Michał Szczerbiec, Sebastian Domagała, Grażyna Zielińska, Marlena Durda, Mirosław Sidler, Jarosław Budnik, Roksana Krzemińska - Samagalska, Piotr Izrailewski                                                                |
|                                   |                                   |                                   |                                   | |
| 246                               | 8                                 | 19 kwietnia 2018                  | Polowanie na jelenie              | Zdzisław Wardejn, Maciej Makowski, Maciej Konopiński, Joanna Gryga, Jarosław Borodziuk, Wojciech Michalak, Stanisław Penksyk, Andrzej Popiel, Stanisław Banasiuk, Marlena Burian, Aleksandra Anna Spyra, Milena Brzeska, Michał Cyndler                    |
|                                   |                                   |                                   |                                   | |
| 247                               | 9                                 | 26 kwietnia 2018                  | Wyzwolenie Łazarza                | Marek Barbasiewicz, Henryk Talar, Magdalena Zawadzka, Arkadiusz Bazak, Marek Okrasa, Andrzej Walden, Łukasz Garlicki, Wojciech Bilip, Magdalena Waligórska - Lisiecka, Maciej Brzoska, Katarzyna Wąsik, Rafał Ostrowski, Jan Wojtyński                     |
|                                   |                                   |                                   |                                   | |
| 248                               | 10                                | 3 maja 2018                       | Wina                              | Robert Moskwa, Ewa Bukowska, Marta Dobecka, Piotr Sękowski, Erika Karkuszewska, Piotr Wątroba, Henryk Gołębiewski, Adrianna Szymańska, Filip Kowalewicz, Marcin Gildner                                                                                    |
|                                   |                                   |                                   |                                   | |
| 249                               | 11                                | 17 maja 2018                      | Mróz                              | Dariusz Karpiński, Modest Ruciński, Katarzyna Kołeczek, Jacek Sut, Adam Bauman, Piotr Jankowski, Zuzanna Zielińska, Kamil Lipka, Mateusz Dewera, Krzysztof Grabowski, Jan Wojtyński, Joanna Majstrak                                                       |
|                                   |                                   |                                   |                                   | |
| 250                               | 12                                | 24 maja 2018                      | Nikotyna                          | Piotr Nowak, Wojciech Kalarus, Kamil Toliński, Czesław Bogdański, Marta Zgutczyńska |
|                                   |                                   |                                   |                                   | |
| 251                               | 13                                | 31 maja 2018                      | Jaki ojciec...                    | Sławomir Grzymkowski, Edyta Herbuś, Wojciech Brzeziński, Marek Kaliszuk, Leszek Piskorz, Przemysław Puchala, Mateusz Baran, Beata Olga Kowalska, Michał Jarmicki, Ewelina Ściana                                                                           |
|                                   |                                   |                                   |                                   | |

## Seria 20 (jesień 2018)
| Nr                             | Nr                             | Data pierwszej emisji          | Tytuł                          | Aktorzy gościnni |
| SERIA DWUDZIESTA (jesień 2018) | SERIA DWUDZIESTA (jesień 2018) | SERIA DWUDZIESTA (jesień 2018) | SERIA DWUDZIESTA (jesień 2018) | SERIA DWUDZIESTA (jesień 2018) |
| ------------------------------ | ------------------------------ | ------------------------------ | ------------------------------ | --- |
| 252                            | 1                              | 6 września 2018                | Vistula Beach                  | Klaudia Hałejcio, Michał Tokaj, Mirosław Zbrojewicz, Zbigniew Suszyński, Anna Dzierża, Katarzyna Nowak |
|                                |                                |                                |                                | |
| 253                            | 2                              | 13 września 2018               | Ufo                            | Mateusz Grydlik, Jędrzej Bigosiński, Krzysztof Rogucki, Maria Maj, Juliusz Chrząstowski, Michal Staszczak, Tomasz Gasparski, Małgorzata Sadowska, Dariusz Dłużewski, Sławomir Partyka, Tomasz Łukaszek, Dionizy Drozdowski, Dariusz Siastacz, Janusz Zadura                              |
|                                |                                |                                |                                | |
| 254                            | 3                              | 20 września 2018               | Gang Buciaruka                 | Bronisław Wrocławski, Witold Wieliński, Katarzyna Bujakiewicz, Dorota Pomykała, Michał Opaliński, Mariusz Korpoliński, Dariusz Karpiński, Maciej Małysa |
|                                |                                |                                |                                | |
| 255                            | 4                              | 27 września 2018               | El Greco                       | Adam Szyszkowski, Michał Filipiak, Lena Frankiewicz, Zbigniew Moskal, Krzysztof Zych, Katarzyna Lalik, Bartosz Żukowski, Dominika Buczek, Michał Barczak, Paulina Dulla |
|                                |                                |                                |                                | |
| 256                            | 5                              | 4 października 2018            | Piłkarski pasjans              | Katarzyna Bujakiewicz, Weronika Humaj, Rafał Rutkowski, Miłosz Karbownik, Andrzej Mastalerz, Dominika Kachlik, Ziemowit Wasilewski, Kamil Drążek, Kacper Młynarkiewicz, Jacek Radziński, Wojciech Asiński, Michał Wielewicki, Andrzej Mamcarz                                            |
|                                |                                |                                |                                | |
| 257                            | 6                              | 18 października 2018           | Cytryny                        | Beata Chyczewska, Sławomir Popek, Magdalena Kuta, Mirosław Guzowski, Sławomira Łozińska, Piotr Urbaniak, Mariusz Ostrowski, Dorota Gorjanow |
|                                |                                |                                |                                | |
| 258                            | 7                              | 25 października 2018           | Zabójczy instynkt              | Piotr Bondyra, Kaja Walden, Marcin Przybylski, Julia Konarska, Mariusz Jordan - Młodzianowski, Marzena Styczeń, Mateusz Baran, Zbigniew Borek, Ewa Drzymała, Joanna Pałucka |
|                                |                                |                                |                                | |
| 259                            | 8                              | 1 listopada 2018               | Zły los                        | Magdalena Warzecha, Andrzej Krucz, Mateusz Bożek, Waldemar Barwinski, Bartłomiej Krat, Tomasz Skrzypniak, Łukasz Pawłowski, Arkadiusz Krygier, Sławomir Gwizdak |
|                                |                                |                                |                                | |
| 260                            | 9                              | 8 listopada 2018               | Odpowiedni moment              | Marta Chyczewska, Sylwia Nowiczewska, Mariusz Ochociński, Weronika Humaj, Tomasz Kozłowicz, Leon Pontek, Krzysztof Plewko - Szczerbiński, Ewa Telega, Tomasz Dedek, Krzysztof Mateusiak, Anna Gigiel                                                                                     |
|                                |                                |                                |                                | |
| 261                            | 10                             | 15 listopada 2018              | Tajemnica chemika              | Aleksandra Szwed, Olga Bończyk, Bernadetta Komiago, Iwona Chołuj, Artur Kocięcki, Przemysław Kapsa, Leszek Abrahamowicz, Kamil Siegmunt, Daniel Chodyna, Danuta Nagórna, Anna Gigiel, Ireneusz Dydliński                                                                                 |
|                                |                                |                                |                                | |
| 262                            | 11                             | 22 listopada 2018              | Bez hamulców                   | Anna Mrozowska, Jakub Sasak, Barbara Bursztynowicz, Jacek Bursztynowicz, Joanna Trzepiecińska, Rafal Ostrowski, Jakub Lasota, Ewa Gapon, Maria Kowalik |
|                                |                                |                                |                                | |
| 263                            | 12                             | 29 listopada 2018              | Łopianowo                      | Jacek Lenartowicz, Paweł Wawrzecki, Joanna Fedorowicz - Żurawska, Magdalena Modra - Krupska, Jacek Baliński, Wojciech Cygan, Krzysztof Broda - Żurawski, Jarosław Gruda, Michał Cyndler, Krzysztof Ogonek, Anna Gigiel                                                                   |
|                                |                                |                                |                                | |
| 264                            | 13                             | 6 grudnia 2018                 | Powołanie                      | Marcin Wojciechowski, Zofia Domalik, Ewa Decówna, Katarzyna Walter, Maria Kowalik, Marcin Stępniak, Sławomir Gwizdak, Wiktor Korzeniowski, Łukasz Choroń, Wojciech Nowak, Julia Mikołajczyk, Robert Senetra, Gosia Moskalewicz. Jolanta Jurewicz, Arkadiusz Smoleński, Maciej Dmochowski |
|                                |                                |                                |                                | |

## Seria 21 (wiosna 2019)
| Nr                                      | Nr                                      | Data pierwszej emisji                   | Tytuł                                   | Aktorzy gościnni |
| SERIA DWUDZIESTA PIERWSZA (wiosna 2019) | SERIA DWUDZIESTA PIERWSZA (wiosna 2019) | SERIA DWUDZIESTA PIERWSZA (wiosna 2019) | SERIA DWUDZIESTA PIERWSZA (wiosna 2019) | SERIA DWUDZIESTA PIERWSZA (wiosna 2019) |
| --------------------------------------- | --------------------------------------- | --------------------------------------- | --------------------------------------- | --- |
| 265                                     | 1                                       | 28 lutego 2019                          | Bez wyjścia                             | Dariusz Kordek, Aleksandra Nieśpielak, Maciej Wilewski, Tomasz Domagała, Agnieszka Maracewicz, Andrzej Popiel, Michał Kasprzak - Komarczewski, Paweł Wiśniewski, Daniel Dombkowski, Helana Hajkowicz, Wojciech Cygan, Anna Modrzejewska |
|                                         |                                         |                                         |                                         | |
| 266                                     | 2                                       | 7 marca 2019                            | Gniew                                   | Paulina Gałązka, Izolda Wojciechowska, Marcin Januszkiewicz, Stanisław Gontarek, Łukasz Musianek, Pascal Fisher, Bruno Rajski, Norbert Janecki, Cezary Kaźmierski, Zbigniew Kozłowski, Anna Dzierża, Bartłomiej Raimiaga, Krzysztof Jaworek |
|                                         |                                         |                                         |                                         | |
| 267                                     | 3                                       | 14 marca 2019                           | Reguły gry                              | Piotr Machalica, Alan Andersz, Agnieszka Mandat, Agnieszka Wasińska, Paweł Kleszcz, Agata Rzeszewska, Bartosz Dziedzic, Jacek Kałucki, Agnieszka Wagner, Henryk Gołębiowski, Krzysztof Oleksyn, Michał Cyndler, Ryszard Abraham, Helena Hajkowicz, Waldemar Chibowski                                                                                      |
|                                         |                                         |                                         |                                         | |
| 268                                     | 4                                       | 28 marca 2019                           | Akcja                                   | Jacek Koman, Jakub Gola, Bartosz Fabisiak, Ewa Dałkowska, Joanna Kupińska, Jacek Pluta, Tadeusz Ratusznik, Anna Butrym, Wojciech Modrzejewski, Włodzimierz Bajorek, Magdalena Krasnodębska, Łukasz Brzeziński, Agnieszka Skup, Miłosz Konieczny, Jacek Gudejko, Piotr Józef Jończyk, Zbigniew Adamkiewicz, Jaroslaw Kasprzak, Piotr Bindera                |
|                                         |                                         |                                         |                                         | |
| 269                                     | 5                                       | 4 kwietnia 2019                         | Figiel                                  | Michał Malinowski, Krzysztof Janczar, Magdalena Górska, Adam Fidusiewicz, Filip Wałcerz, Aleksandra Kisio, Małgorzata Paprocka, Ryszard Chlebuś, Teresa Stępień - Nowacka, Krzysztof Stasierowski, Tomasz Majdziński, Michał Ochocki, Piotr Szejn, Mirosław Rzońca                                                                                         |
|                                         |                                         |                                         |                                         | |
| 270                                     | 6                                       | 11 kwietnia 2019                        | Iluzjonista                             | Adrianna Izydorczyk, Mariusz Urbaniec, Karol Wróblewski, Bartosz Roch Nowicki, Kacper Dziubałko, Rafał Sisicki, Jerzy Łapiński, Kamil Przystał, Kamila Giza, Weronika Jaskółka, Katarzyna Maciąg, Oliwia Ogorzelska, Jacek Domański, Zygmunt Babiak, Jacek Janosz, Michał Cyndler, Przemysław Glapiński, Dionizy Drozdowski                                |
|                                         |                                         |                                         |                                         | |
| 271                                     | 7                                       | 18 kwietnia 2019                        | Chwila nieuwagi                         | Magdalena Lamparska, Michał Lesień-Głowacki, Edyta Ostojak, Julia Pomierna, Natalia Zielska, Marcin Piętowski, Alicja Stanisławska, Wiesław Wszelaki, Beata Wójcik, Edward Blacha, Bogusław Cłapa, Dawid Reich, Beata Chruścińska, Ewa Masenek |
|                                         |                                         |                                         |                                         | |
| 272                                     | 8                                       | 25 kwietnia 2019                        | Zawód zaufania publicznego              | Agnieszka Michalska, Grzegorz Gadziomski, Weronika Lewoń-Juszczyk, Jan Zasowski, Aleksandra Pisula, Magdalena Celówna, Jerzy Pożarowski, Piotr Jończyk, Filip Zawadzki, Maja Pola Naklicka, Jan Korwin-Kochanowski, Kinga Krasuska, Barbara Dmowska, Mirosław Siedler, Jolanta Jurewicz, Hanna Rogowska, Paula Bujalska, Agnieszka Sztuk                   |
|                                         |                                         |                                         |                                         | |
| 273                                     | 9                                       | 2 maja 2019                             | Nieboszczyk na plebanii                 | Jacek Grondowy, Kinga Tuńska, Agnieszka Dulęba-Kasza, Andrzej Pankowski, Sebastian Wojdyło, Dionizy Drozdowski, Katarzyna Romańczuk, Anna Falińska, Jacek Łukowski, Jacek Kobielski, Sławomir Partyka, Dominik Szarwacki |
|                                         |                                         |                                         |                                         | |
| 274                                     | 10                                      | 9 maja 2019                             | Koński raj                              | Olga Barej, Wiktor Korzeniewski, Szymon Mysłakowski, Czesław Bogdański, Bruno Morański, Magdalena Stam-Simmons, Mateusz Grzybowski, Mirosław Siedler, Wojciech Modrzejewski, Dominik Szarwacki, Agata Falkowska, Natalia Wójcik, Maciej Jaklik, Maria Wojtyna, Michał Cyndler, Michał Olejnik, Mateusz Wądrzyk                                             |
|                                         |                                         |                                         |                                         | |
| 275                                     | 11                                      | 30 maja 2019                            | Tajemnica spowiedzi                     | Rafał Iwaniuk, Wojciech Duryasz, Barbara Mroczek, Grzegorz Dębniak, Bogdan Koca, Paweł Popis, Sława Murat, Sylwia Zawiszewska, Marcin Rybak, Aleksandra Gintrowska, Monika Kulczyk, Krzysztof Rombalski, Cezary Jakubicki, Dorota Bierkowska, Bogusław Chabowski, Maciej Gąsiorek, Rafał Olbrychski, Janusz Leśniewski, Marlena Markur                     |
|                                         |                                         |                                         |                                         | |
| 276                                     | 12                                      | 6 czerwca 2019                          | Brat                                    | Tomasz Olejnik, Beata Kawka, Karina Węgiełek, Barbara Baryżewska, Cezary Szczygielski, Bartosz Zieliński, Natalia Skrzypek, Robert Zawadzki, Piotr Szejn, Krzysztof Grabowski, Małgorzata Prażmowska, Aleksandra Kołodziej, Weronika Nawieśniak, Tymoteusz Litwiniak, Antoni Sut, Jaropełk Laskowski, Jacobina Blüm, Aleksandra Skoneczna, Julia Borkowska |
|                                         |                                         |                                         |                                         | |
| 277                                     | 13                                      | 13 czerwca 2019                         | Blondynka z Dubaju                      | Olga Barej, Dominika Kryszczyńska, Daniel Szczypa, Tadeusz Łomnicki, Monika Chrzanowska, Katarzyna Maciąg, Tatiana Sosna-Sarno, Laura Raab, Waldemar Chibowski, Grzegorz Gierak, Kamila Kędziora, Marta Marciszak, Beata Złotnik, Izabela Jarosińska, Wiesław Kowalski, Krzysztof Kalinowski                                                               |
|                                         |                                         |                                         |                                         | |

## Seria 22 (jesień 2019)
| Nr                                   | Nr                                   | Data pierwszej emisji                | Tytuł odcinka                        | Aktorzy gościnni |
| SERIA DWUDZIESTA DRUGA (jesień 2019) | SERIA DWUDZIESTA DRUGA (jesień 2019) | SERIA DWUDZIESTA DRUGA (jesień 2019) | SERIA DWUDZIESTA DRUGA (jesień 2019) | SERIA DWUDZIESTA DRUGA (jesień 2019) |
| ------------------------------------ | ------------------------------------ | ------------------------------------ | ------------------------------------ | --- |
| 278                                  | 1                                    | 12 września 2019                     | Guru                                 | Błażej Wójcik, Mikołaj Śliwa, Cezary Studniak, Julita Kożuszek-Borsuk, Zbigniew Dziduch, Karolina Gontard, Janusz Łagodziński, Jakub Zając, Natalia Sztabińska, Julianna Piotrowska, Maksymilian Zieliński, Paulina Napora, Ewa Oksza-Łapicka, Andrzej Oksza-Łapicki, Artur Główka, Teresa Stępień-Nowicka, Roch Siemianowski, Agnieszka Brzezińska, Franciszek Muła, Dagmara Chmielecka, Zofia Schwinke, Kinga Ciesielska, Michał Cyndler |
|                                      |                                      |                                      |                                      | |
| 279                                  | 2                                    | 3 października 2019                  | Przesyłka                            | Ewa Gorzelak, Dominik Mirecki, Piotr Napierała, Jan Kwapisiewicz, Maciej Musiał, Sebastian Figat, Agnieszka Cesarczyk, Piotr Zawadzki, Krzysztof Konrad, Maria Szadkowska, Damian Jankowski, Łukasz Gocławski, Andrzej Rozmus |
|                                      |                                      |                                      |                                      | |
| 280                                  | 3                                    | 17 października 2019                 | Lepsza przyszłość                    | Michał Zieliński, Magdalena Walach, Przemysław Kozłowski, Monika Świtaj, Małgorzata Bogdańska, Kuba Dyniewicz, Grażyna Rogowska, Bartosz Tryboń, Aleksander Machalica, Violeta Bogorodź, Weronika Walasiewicz, Kaj Szymanek, Przemysław Glapiński, Marta Gortych-Kosińska, Olga Barej, Maja Pankiewicz, Weronika Humaj, Maciej Sufa, Beata Chruścińska, Ada Cyndler, Magdalena Jaroszuk, Ryszard Misztela, Wojciech Modrzejewski           |
|                                      |                                      |                                      |                                      | |
| 281                                  | 4                                    | 24 października 2019                 | Piąta taryfa                         | Kajetan Wolniewicz, Wojciech Namiotko, Jacek Grondowy, Łukasz Żurek, Dariusz Bronowicki, Bogusław Kudłek, Andrzej Pieczyński, Rafał Pawłowski, Sonia Jachymiak, Kiril Denev, Konstantin Zadvorny, Ali Bahrudinov, Michał Kalicki, Robert Martyniak, Kostadin Kostow, Aleksandr Jakowlew, Kinga Zygmunt, Tomasz Tywoniuk, Filip Dziwiszek, Maksymilian Ziemian, Tomasz Mechowicki, Radosław Drożdż, Sławomir Holland, Michał Cyndler        |
|                                      |                                      |                                      |                                      | |
| 282                                  | 5                                    | 31 października 2019                 | Pokój z widokiem                     | Anna Korzeniecka, Jakub Ulewicz, Magdalena Żak, Maciej Kozakoszczak, Artur Kaźmiruk, Paulina Raczyło, Tomasz Mechowicki, Radosław Drożdż, Anna Gigiel-Biedka |
|                                      |                                      |                                      |                                      | |
| 283                                  | 6                                    | 7 listopada 2019                     | Okup                                 | Anna Dereszowska, Tomasz Borkowski, Damian Mirga, Julia Kostow, Barbara Wypych, Andrzej Szeremeta, Jakub Ziółkowski, Michał Karwowski, Nadia Kullmann, Karolina Zybert, Artur Kazimiruk, Mateusz Murański, Paweł Pliszka, Marek Pargulski, Marek Żuk Cybuchowski, Maciej Drewnik |
|                                      |                                      |                                      |                                      | |
| 284                                  | 7                                    | 14 listopada 2019                    | W zdrowym ciele                      | Edyta Jungowska, Piotr Borowski, Paulina Chruściel, Artur Gotz, Ewa Drzymała, Krzysztof Artur Janczar, Adrian Bednarz, Sławomir Partyka, Aldona Gabriet, Anna Babula, Monika Król, Waldemar Chibowski |
|                                      |                                      |                                      |                                      | |
| 285                                  | 8                                    | 21 listopada 2019                    | Panna na wydaniu                     | Marcin Rogacewicz, Marek Kałużyński, Anna Oberc, Przemysław Puchała, Dagmara Bryzek, Paweł Staliński, Natalia Lesz, Krzysztof Broda - Żurawski, Michał Ochocki, Gabriela Duszenko, Anna Szymańczyk, Łukasz Pawlak, Marcin Mazurek, Piotr Bąk, Ernestyna Winnicka, Michał Cyndler, Daniel Dobkowski, Andrzej Brydak |
|                                      |                                      |                                      |                                      | |
| 286                                  | 9                                    | 28 listopada 2019                    | Dżentelmeni                          | Paweł Królikowski, Aleksander Mikołajczak, Mateusz Mosiewicz, Grzegorz Daukszewicz, Anna Tarnowska, Jacek Patorski, Andrzej Glazer, Piotr Kamiński, Michał Ziółkowski, Beata Chruściel, Paweł Popis, Adrianna Stalewska |
|                                      |                                      |                                      |                                      | |
| 287                                  | 10                                   | 5 grudnia 2019                       | Chrzestny                            | Aleksy Komorowski, Mateusz Rzeźniczak, Wojciech Kalita, Joanna Balasz, Karolina Rzepa, Zuzanna Zielińska, Joanna Jeżewska, Barbara Dmowska, Maciej Wojciechowski, Beata Olga Kowalska, Karolina Muszalak-Buława, Wojciech Billip, Paweł Hajnos, Cezary Malczak, Krzysztof Jaworek, Krzysztof Jarota, Wiktor Rakowski, Ryszard Rzepka |
|                                      |                                      |                                      |                                      | |
| 288                                  | 11                                   | 12 grudnia 2019                      | Problemy małżeńskie                  | Katarzyna Kwiatkowska, Szymon Kuśmider, Łukasz Matecki, Adrianna Jaroszewicz-Gruszka, Aleksandra Grabowska, Olga Sarzyńska, Beata Olga Kowalska, Joanna Mądry, Iwo Rajski, Marta Wiktorowska, Jędrzej Fulara |
|                                      |                                      |                                      |                                      | |
| 289                                  | 12                                   | 19 grudnia 2019                      | Mistyfikacja                         | Maciej Luśnia, Aleksander Janiszewski, Katarzyna Joda, Ewa Telega, Marcin Styrski, Wiesława Siemianowska, Paweł Popis |
|                                      |                                      |                                      |                                      | |
| 290                                  | 13                                   | 26 grudnia 2019                      | Stalkerka                            | Piotr Miazga, Beata Olga Kowalska, Katarzyna Bujakiewicz, Olga Sarzyńska, Jakub Kamieński, Małgorzata Then-Stępień, Maja Pankiewicz, Krystyna Froelich, Jolanta Nowicka, Ewa Lorska, Michał Jurkowski, Adrianna Cyndler |
|                                      |                                      |                                      |                                      | |

## Seria 23 (wiosna 2020)
| Nr                                             | Nr                                             | Data pierwszej emisji                          | Tytuł                                          | Aktorzy gościnni |
| SERIA DWUDZIESTA TRZECIA (wiosna, jesień 2020) | SERIA DWUDZIESTA TRZECIA (wiosna, jesień 2020) | SERIA DWUDZIESTA TRZECIA (wiosna, jesień 2020) | SERIA DWUDZIESTA TRZECIA (wiosna, jesień 2020) | SERIA DWUDZIESTA TRZECIA (wiosna, jesień 2020) |
| ---------------------------------------------- | ---------------------------------------------- | ---------------------------------------------- | ---------------------------------------------- | --- |
| 291                                            | 1                                              | 27 lutego 2020                                 | Królik                                         | Marek Kossakowski, Michał Wolny, Krzysztof Ogłoza, Anna Jarosik, Tomasz Zaród, Kamil Siński, Patryk Wereszczyński, Wojciech Molski, Ewa Lorska, Michał Cyndler, Michał Kasprzak-Komarczewski, Mateusz Baran, Filip Grycmacher, Jarosław Szczepaniak, Julia Dygowska, Jakub Baranowski                                           |
|                                                |                                                |                                                |                                                | |
| 292                                            | 2                                              | 5 marca 2020                                   | Ciemny Van                                     | Honorata Witańska, Nikodem Kasprowicz, Grzegorz Czepułkowski, Monika Karaś, Karolina Nowakowska, Kacper Dyka, Mikołaj Szostek, Piotr Pamuła, Mariusz Gagatek, Małgorzata Kurmin, Artur Wower, Alicja Gwiazda, Bruno Tomczyk, Michał Przybysz, Kevin Mglej, Zdzisław Sobociński, Marek Serafin, Małgorzata Jóźwiak, Piotr Prokop |
|                                                |                                                |                                                |                                                | |
| 293                                            | 3                                              | 12 marca 2020                                  | Ryzykowna teoria                               | Anna Paliga, Mariusz Bonaszewski, Agnieszka Kawiorska, Katarzyna Żak, Tomasz Dedek, Maciej Cymorek, Katarzyna Chojnacka, Józefina Siwko, Alicja Zdrojewska, Aleksander Pryś |
|                                                |                                                |                                                |                                                | |
| 294                                            | 4                                              | 19 marca 2020                                  | Ciało                                          | Paweł Królikowski, Maria Gładkowska, Wojciech Magnuski, Paweł Caban, Rafał Rosiak, Sebastian Grygo. Ryszarda Bielicka-Celińska, Jacek Friedel, Leszek Zduń, Izabela Celińska, Daniel Roman, Paweł Pliszka, Marek Pargulski, Maciej Drewnik, Marek Żuk-Cybuchowski, Paweł Kornacki                                               |
|                                                |                                                |                                                |                                                | |
| 295                                            | 5                                              | 26 marca 2020                                  | Zamęt                                          | Justyna Kowalska, Jakub Jankiewicz, Maciej Mirgos, Jakub Zdrójkowski, Bogdan Kalus, Michał Dworczyk, Żaneta Homa, Natalia Zalega, Edward Sosna, Mateusz Dymidziuk, Michał Mostowiec, Piotr Szkutnik, Sławomir Partyka, Kamila Kędziora, Waldemar Chibowski                                                                      |
|                                                |                                                |                                                |                                                | |
| 296                                            | 6                                              | 2 kwietnia 2020                                | Tragedia w teatrze                             | Jerzy Schejbal, Joanna Orleańska, Mateusz Banasiuk, Jacek Kopczyński, Łukasz Musiał, Piotr Kruszewski, Marta Król, Adrianna Janowska-Moniuszko, Barbara Szałapek, Jarosław Lejbowicz, Anastazja Wnuczko, Patryk Janas, Sławomir Holland, Marek Bera                                                                             |
|                                                |                                                |                                                |                                                | |
| 297                                            | 7                                              | 9 kwietnia 2020                                | Mikroklimat                                    | Andrzej Musiał, Maja Pankiewicz, Olga Barej, Ksawery Szlenkier, Piotr Grabowski, Marek Kasprzyk, Piotr Dąbrowski, Krzysztof Stawowy, Paulina Komenda, Anna Bolewska, Milena Kranik, Beata Chruścińska, Paweł Popis, Anna Rucińska, Maciej Rybak                                                                                 |
|                                                |                                                |                                                |                                                | |
| 298                                            | 8                                              | 16 kwietnia 2020                               | Córeczka                                       | Maurycy Popiel, Kinga Jasik, Oliwia Bosowska, Marcin Urbanke, Michał Waleszczyński, Dariusz Klimek, Agnieszka Łopacka, Rafał Rutowicz, Wojciech Wieliczko, Andrzej Popiel, Anna Gigiel, Grzegorz Napieracz, Michał Kaźmierczuk, Ireneusz Kozioł                                                                                 |
|                                                |                                                |                                                |                                                | |
| 299                                            | 9                                              | 23 kwietnia 2020                               | Oko za oko                                     | Dariusz Biskupski, Marek Pituch, Agnieszka Przepiórska, Jerzy Słonka, Anna Bakalarska, Krzysztof Rombalski, Kacper Borowski, Krzysztof Grabowski, Kamil Masłowski |
|                                                |                                                |                                                |                                                | |
| 300                                            | 10                                             | 30 kwietnia 2020                               | To ja, Mateusz                                 | Mikołaj Roznerski, Natalia Rybicka, Michał Barczak, Paweł Bodych, Olga Barej, Alan Andersz, Ewa Decówna, Tadeusz Borowski, Michał Cyndler |
|                                                |                                                |                                                |                                                | |
| 301                                            | 11                                             | 7 maja 2020                                    | Trudny powrót                                  | Mikołaj Roznerski, Natalia Rybicka, Michał Barczak, Paweł Bodych, Ewa Decówna, Tadeusz Borowski, Kamil Szeptycki, Bartosz Gajda, Krzysztof Rojewski, Tomasz Mechowicki, Maciej Gąsiorek, Robert Martyniak, Michał Olejnik, Wojciech Dmochowski                                                                                  |
|                                                |                                                |                                                |                                                | |
| 302                                            | 12                                             | 14 maja 2020                                   | Gość w dom                                     | Maciej Musiał, Izabela Perez, Magdalena Dwurzyńska, Hubert Kułacz, Grażyna Sobocińska, Krystian Biłko, Anastazja Wnuczko, Marzena Gryzińska-Czura, Michał Cyndler, Sebastian Hiler |
|                                                |                                                |                                                |                                                | |
| 303                                            | 13                                             | 10 września 2020                               | Wokaliści                                      | Jakub Wieczorek, Robert Koszucki, Patrycja Volny, Sonia Mietielica, Piotr Duda, Andrzej Rosiewicz, Bartłomiej Nowosielski, Paweł Brandys, Bartosz Kopeć, Rafał Olbrychski, Łukasz Kaczmarek |
|                                                |                                                |                                                |                                                | |

## Seria 24 (jesień 2020)
| Nr | Nr                                     | Data pierwszej emisji                  | Tytuł odcinka                          | Aktorzy gościnni |
| SERIA DWUDZIESTA CZWARTA (jesień 2020) | SERIA DWUDZIESTA CZWARTA (jesień 2020) | SERIA DWUDZIESTA CZWARTA (jesień 2020) | SERIA DWUDZIESTA CZWARTA (jesień 2020) | SERIA DWUDZIESTA CZWARTA (jesień 2020) |
| --- | -------------------------------------- | -------------------------------------- | -------------------------------------- | --- |
| 304 | 1                                      | 17 września 2020                       | Niewidzialny                           | Marcin Stępniak, Olga Sawicka, Adrianna Chlebiska, Damian Kulec, Witold Pracuch, Filip Moroz, Krzysztof Grabowski, Paweł Wiśniewski, Remigiusz Kramek, Joanna Mądry, Wojciech Żuchowski, Michał Cyndler, Elżbieta Panas, Barbara Buksińska, Jarosław Rosiński |
| Filip Orłowski zarabia na życie jako mim, udając „żywą rzeźbę” na rynku w Sandomierzu. Ta profesja nie podoba się jednak jego dziewczynie Marceli, która w końcu zostawia go dla dużo bardziej zaradnego Radka. Ale Filip opuszcza swoje stanowisko pracy dopiero, kiedy zauważa, że jego sąsiadce, zamożnej pani Sulimowej, grozi niebezpieczeństwo. Kiedy śledztwo wokół sprawy pani Sulimowej nabiera tempa, okazuje się, że Marcela ma informacje, które mogą być decydujące dla schwytania sprawców. |                                        |                                        |                                        | |
| 305 | 2                                      | 24 września 2020                       | Matura                                 | Zuzanna Puławska, Jan Chryniewicz, Małgorzata Majerska, Patrycja Soliman, Maciej Łączyński, Maria Pakulnis, Aldona Jankowska, Ewa Bonecka, Paweł Ferens, Klaudiusz Wiciński, Michał Zbroja, Wiesław Lawoc, Joanna Falkowska, Karol Olszewski                  |
| Kiedy Tamara, jedna z uczennic sandomierskiego liceum, nie zostaje dopuszczona do matury z powodu złych ocen z biologii, wstawia się za nią cała klasa, a do młodzieży dołącza również ojciec Mateusz. Jednakże Maria Dąbala, nauczycielka biologii, wydaje się nieubłagana. Kiedy ofiarą poważnego zatrucia pada jedna z osób kierujących szkołą, podejrzenia koncentrują się wokół uczniów - zwłaszcza Tamary, która znika bez śladu. W tym samym czasie sierżant Gibalski waha się, czy wziąć udział w zjeździe klasowym, na którym ma się pojawić jego dawna miłość, Anita - dla której w młodości porzucił swoją obecną żonę. Nieoczekiwanie przeszłość i teraźniejszość spotykają się w murach szkoły, odkrywając tajemnicę, która - jak się okazuje - wciąż budzi zabójcze emocje. |                                        |                                        |                                        | |
| 306 | 3                                      | 1 października 2020                    | Na własną rękę                         | Antonima Choroszy, Wojciech Romańczyk, Mariusz Bieryt, Karolina Bruchnicka, Tomasz Oświęciński, Katarzyna Herman, Mariusz Odwarzny, Mikołaj Osiński, Jan Aleksandrowicz - Krasko, Paulina Sabiś, Jakub Lasota                                                 |
| Wypadek, który spotyka Natalię, przeorganizowuje życie na plebanii – zwłaszcza że na obiad mają przyjść Anna, znajoma ojca Mateusza i jej dorosły syn, Paweł ze swoją nową dziewczyną Mileną. Aspirant Ewa Kobylicka zmienia plany osobiste z powodu tragedii, która spotkała jej przyjaciółkę Magdę i na własną rękę zaczyna śledztwo. Śledztwo Ewy i dochodzenie w sprawie morderstwa w zaskakujący sposób splatają się ze sobą. |                                        |                                        |                                        | |
| 307 | 4                                      | 8 października 2020                    | Sprawa na gorąco                       | Adam Szczyszczaj |
| Sandomierz jako miasto z jednym z najwyższych wskaźników przestępstw, staje się bohaterem odcinka telewizyjnego programu „Sprawa na gorąco”, a komendant Morus oddelegowuje do warszawskiej telewizji ZTV inspektora Możejkę i jego zespół. Policjanci nalegają, żeby dołączył do nich ojciec Mateusz, któremu zgody na takie wystąpienie udzielić jednak musi biskup. Przy okazji okazuje się, że jest ktoś, kto zaproszenie do telewizji chce wykorzystać przeciwko ks. Mateuszowi. Funkcjonariusze z komisariatu Możejki początkowo przyjazd do ZTV traktują jak wycieczkę do Fabryki Snów, ale nastroje gwałtownie się zmieniają, kiedy nagranie w studiu przerywa śmiertelny wypadek jednego z pracowników stacji. Śledztwo szybko obnaża splątane i pełne skrajnych emocji relacje pracowników ZTV, a przesłuchania kolejnych osób poszerzają jedynie listę podejrzanych.                                                                |                                        |                                        |                                        | |
| 308 | 5                                      | 15 października 2020                   | Internetowi narzeczeni                 | Monika Krzywkowska |
| Ks. Jacek, pomocnik biskupa, realizuje się jako reżyser duszpasterskich internetowych filmików z cyklu „Nauki przedmałżeńskie dla dojrzałych singli”, w których występują narzeczeni, Jola i Przemek. Kiedy na kolejnym nagraniu nie pojawia się Przemek, okazuje się jednak, że para dużo ukrywa przed księdzem - reżyserem - m.in. trudną relację Joli z dorosłym synem Przemka, Pawłem. Ponieważ nieobecność mężczyzny przedłuża się, sprawę przejmuje policja, ale śledztwo mnoży tylko kolejne pytania. Rozczarowany załamaniem reżyserskiej kariery ks. Jacek przypadkiem nagrywa materiał, dzięki któremu na jaw wychodzą nowe fakty. Okazuje się, że za pozorną kłótnią narzeczonych, kryje się międzynarodowa afera, w której stawką są nie tylko wielkie pieniądze, ale i ludzkie życie. |                                        |                                        |                                        | |
| 309 | 6                                      | 22 października 2020                   | Pielgrzymka                            | Konrad Eleryk, Karolina Bacia, Damian Kret |
| Kiedy jak co roku młodzież sandomierska wyrusza w pielgrzymkę do Częstochowy, nieznani sprawcy włamują się do Sanktuarium Maryjnego w pobliskich Sulisławicach i okradają słynny obraz Matki Boskiej z korony. W tym samym czasie do grupy prowadzonej przez ojca Mateusza, dołącza jego dawny uczeń, Czarek (Damian Kret), dziś już student, autor pracy naukowej o sulisławickim obrazie. Chłopak szybko zaprzyjaźnia się z jedną z pielgrzymek, rezolutną Dorotą (Karolina Bacia), która jako pierwsza zauważa niepokojące sygnały w jego zachowaniu. Trasę pielgrzymki przecinają policyjne patrole, próbując zablokować ucieczkę złodziei, ks. Jacek doprowadza pielgrzymów do kresu wytrzymałości swoim nowo odkrytym muzycznym talentem, a ojciec Mateusz zaczyna składać fakty w spójną całość, która zaprowadzi nie tylko do rozwiązania zagadki okradzionego obrazu, ale także uratuje jednego z pielgrzymów od życiowej katastrofy. |                                        |                                        |                                        | |
| 310 | 7                                      | 29 października 2020                   | Lassie, zostań                         | Jakub Wesołowski, Emilia Komarnicka-Klynstra, Łukasz Konopka, Tomasz Sobczak, Stefan Każuro, Mirosław Rzewuski, Andrzej Teodorski, Patryk Bielawski, Maciej Urzyczyn                                                                                          |
| Mieszkańcy Sandomierza świętują wydanie powieści lokalnej pisarki, Dominiki Berger, na bankiecie wydanym z tej okazji w księgarni Bartka Skalskiego. Babcia Lucyna, fanka pisarki, przypadkiem podsłuchuje jej rozmowę ze Skalskim, z której wynika, że tych dwoje łączą relacje nie tylko zawodowe. Kiedy niedługo później Dominika przepada bez śladu, to właśnie Bartek wydaje się policji głównym podejrzanym. Z kolei mąż pisarki, Maciek, zwraca uwagę na jej zaburzenia psychiczne, które potwierdza tajemniczy notes, znaleziony przez ojca Mateusza. |                                        |                                        |                                        | |
| 311 | 8                                      | 5 listopada 2020                       | Ośrodek                                | |
| Dzięki zaległym środkom na szkolenie komend powiatowych, policjanci z Sandomierza mogą wybrać się na służbowy wyjazd do urokliwego ośrodka wypoczynkowego pod Starachowicami. Przypadkiem, niedaleko Starachowic weekend na zaprzyjaźnionej parafii spędza też ojciec Mateusz, co stwarza okazję na rozegranie zaległej partii szachów. Jednak pojedynki na szachownicy odchodzą na plan dalszy, kiedy w ośrodku dochodzi do brutalnej napaści na jedną z pracownic. A ponieważ wydarzenia towarzyszące wskazują nawet na seryjnego sprawcę, lokalna policja wchodzi w układ z sandomierskimi detektywami. Postępom w śledztwie towarzyszy zacieśnianie znajomości między personelem ośrodka - zwłaszcza żeńskim - a gośćmi z Sandomierza, co jednak brutalnie zakłóca niespodziewany przyjazd małżonki aspiranta Nocula. |                                        |                                        |                                        | |
| 312 | 9                                      | 12 listopada 2020                      | Certyfikat                             | |
| Na dorocznym Święcie Fasoli Sandomierskiej prym wiedzie najbardziej uznany miejscowy hodowca, odznaczony unijnym certyfikatem Kazimierz Gołębiowski, który doświadczenie i gospodarstwo pragnie przekazać ukochanej córce, Gabrysi. Ta jednak niefortunnie zakochuje się w chłopaku z miasta, w dodatku artyście, którego ojciec nie chce zaakceptować. Kiedy ktoś podnosi rękę i na uprawy, i na właściciela, okazuje się jednak, że Kazimierz mógł mieć więcej wrogów. Tymczasem nawrócony Pluskwa spotyka dawnego kolegę zza kratek, który również żywo interesuje się fasolą, a Natalia, przyglądając się też odświeżonej znajomości, obficie oblewanej alkoholem, widzi już przyszłe kłopoty. |                                        |                                        |                                        | |
| 313 | 10                                     | 19 listopada 2020                      | Klątwa                                 | |
| Aneta Dereń, archeolożka z Sandomierza, ma już na koncie kilka liczących się naukowych dokonań i właśnie szykuje się na kolejną wyprawę do Sudanu. Jej sukcesy zawodowe nie przekładają się jednak na życie prywatne – nie tylko nie układa jej się w małżeństwie z Robertem, ale ma również konflikt z dorastającą córką Julią. Kiedy w rodzinie Anety wydarzy się tragedia, okaże się, że również w środowisku zawodowym nie wszyscy życzyli jej dobrze. Tymczasem Natalia, która pomaga babci Lucynie w przygotowaniach do „Nocy grozy”, natrafia w sandomierskich podziemiach na upiorne znalezisko, które wstrząśnie całym miastem. |                                        |                                        |                                        | |
| 314 | 11                                     | 26 listopada 2020                      | Śmierć na raty                         | Cezary Żak |
| Igor Wątróbski, właściciel rozległych sandomierskich winnic i jego młoda żona, Alicja, wydają się uosobieniem sukcesu, ale ich życie notorycznie zakłóca zazdrosna matka Igora, Genowefa. Kiedy Alicja niespodziewanie traci przytomność, a lekarze odkrywają w jej organizmie podejrzane substancje, Wątróbskimi zaczyna interesować się policja. Tymczasem aspirant Dziubak boryka się z niezapowiedzianą wizytą matki i jest zmuszony przedstawić jej dziewczynę, z którą się spotyka – ekstrawagancką Karolę. To, jaki obrót przybierze relacja obu kobiet, ale także wyniki śledztwa w sprawie Wątróbskich, poświadczą, że nikt tak nie umie zaskoczyć, jak własna matka. |                                        |                                        |                                        | |
| 315 | 12                                     | 3 grudnia 2020                         | Kameleon                               | |
| Z muzeum diecezjalnego zostaje skradziony obraz słynnego włoskiego mistrza. Rabusie w sprytny sposób wyłączyli alarm, a później ogłuszyli strażnika. Zuchwała kradzież zbiega się z przyjazdem trzech zagranicznych turystek, które namiętnie zwiedzają sandomierskie muzea fotografując najcenniejsze eksponaty... |                                        |                                        |                                        | |
| 316 | 13                                     | 10 grudnia 2020                        | Fatalne zauroczenie                    | |
| Sandomierzem wstrząsa fala zuchwałych włamań z bronią w ręku, których sprawca ukrywa się za pomysłowymi maskami i zawsze wie, kiedy w kasie znajduje się wysoki utarg. Zespół inspektora Możejki wydaje się być bez szans z błyskotliwym napastnikiem, a do tego aspirant Dziubak nie może skupić się na śledztwie, borykając się z kolejną wizytą nadopiekuńczej matki. Żeby odwrócić od siebie jej uwagę, ucieka się do kłamstwa, którego ostatecznie sam staje się ofiarą. Pozbawiony dachu nad głową, przyjmuje gościnę ojca Mateusza i razem z nim wpada na pewien istotny w śledztwie trop. |                                        |                                        |                                        | |

## Seria 25 (wiosna 2021)
| Nr | Nr                                           | Data pierwszej emisji                        | Tytuł odcinka                                | Aktorzy gościnni |
| SERIA DWUDZIESTA PIĄTA (wiosna, jesień 2021) | SERIA DWUDZIESTA PIĄTA (wiosna, jesień 2021) | SERIA DWUDZIESTA PIĄTA (wiosna, jesień 2021) | SERIA DWUDZIESTA PIĄTA (wiosna, jesień 2021) | SERIA DWUDZIESTA PIĄTA (wiosna, jesień 2021) |
| --- | -------------------------------------------- | -------------------------------------------- | -------------------------------------------- | --- |
| 317 | 1                                            | 12 marca 2021                                | Szeryf                                       | Jacek Knap, Maciej Damięcki, Marcin Zarzeczny, Krystian Hołdak, Elżbieta Mrozińska, Rafał Żabiński, Piotr Wawer, Dorota Szperlak |
| Kiedy mieszkańcy plebanii próbują odnaleźć się w nowej pandemicznej rzeczywistości, na ulicach Sandomierza pojawia się tajemniczy zamaskowany Szeryf. Zaczyna na własną rękę wymierzać sprawiedliwość tym, którzy mijają się z prawem. Jego coraz brutalniejsze metody nie podobają się ani policji, ani księdzu Mateuszowi. Tymczasem wśród mieszkańców Sandomierza rośnie liczba chorych, a przemęczeni pracownicy szpitala, w tym Wojtek, narzeczony aspirant Kobylickiej, najwyższym wysiłkiem próbują sprostać potrzebom pacjentów. Babcia Lucyna zaś, izolująca się na czas pandemii od całego świata, otrzymuje tajemniczy telefon od starego przyjaciela, od lat mieszkającego za granicą. Jego przyjazd do Sandomierza wniesie dużo zamieszania nie tylko w życie uczuciowe babci, ale również w śledztwo w sprawie Szeryfa.                     |                                              |                                              |                                              | |
| 318 | 2                                            | 19 marca 2021                                | Telefon zaufania                             | Karol Dziuba, Marta Mazurek, Katarzyna Cynke, Mariusz Jakus, Agnieszka Czekańska, Monika Szalaty, Stefano Terazzino, Paulina Biernat, Sabina Głuch, Monika Ćwiertnia-Gadzina, Piotr Kieraga |
| Gdy Adam Dormut, tuż po zażądaniu rozwodu z Izą, znika bez śladu, policja podejrzewa, że w wyniku sprzeczki małżeńskiej mogło dojść do tragedii. Śledztwo prowadzi jednak w przeszłość, do rodziców Adama: przemocowego ojca byłego wojskowego i zdominowanej przez niego matki, która również zaginęła bez śladu jakiś czas temu. Sprawa komplikuje się jeszcze bardziej, kiedy na komisariat inspektora Możejki przychodzi tajemniczy donos, a poproszony o pomoc ojciec Mateusz wskazuje inny ważny trop – fundację, w której zaginiony Adam dostawał wsparcie psychologiczne. Tymczasem w wyniku intrygi babci Lucyny Natalia i Pluskwa zapisują się na konkurs tańca. Dochód ma być przeznaczony na ratowanie pszczół. |                                              |                                              |                                              | |
| 319 | 3                                            | 26 marca 2021                                | Tajemnica stroika                            | Joanna Kuberska, Grzegorz Warchoł, Jacek Bończyk, Robert Wabich, Magdalena Kizinkiewicz, Jan Bzdawka, Andrzej Kowalczyk, Witold Łuczyński, Krzysztof Chawrona |
| Występ sandomierskiej orkiestry dętej nieoczekiwanie staje się sceną zbrodni, kiedy jeden z muzyków, saksofonista Radek Walicki, pada ofiarą zatrucia tajemniczą substancją. Policja łączy to wydarzenie ze skargą na Walickiego, jaką wcześniej złożył jego sąsiad, piekarz, ale w trakcie śledztwa pojawia się inny trop, związany z rywalizacją między Walickim, a drugą saksofonistką, Moniką Drzazgą. W całą sprawę wplątany zostaje też syn inspektora Możejki, Dominik, który z sobie tylko znanych powodów pragnie dołączyć do orkiestry, a ląduje w samym środku morderczej intrygi. Nieoczekiwanie, w miarę rozwoju śledztwa, talent muzyczny odkryje w sobie jeszcze jeden bohater. A to odkrycie może być początkiem dużych zmian na sandomierskim posterunku policji                                                                         |                                              |                                              |                                              | |
| 320 | 4                                            | 9 kwietnia 2021                              | Spadek                                       | Wojciech Solarz, Piotr Nowak, Wiktoria Gorodeckaja, Waleria Gorobets, Ewa Pająk, Przemysław Cypryański, Marta Alaborska, Dorota Papis, Michał Cyndler |
| Ojciec Mateusz zostaje wezwany przez biskupa, aby doradzić w delikatnej sprawie spadku – jedna z wiernych zapisała w testamencie na rzecz kościoła należący do niej dom, ale prawa do posesji rości sobie również jej kuzyn, Robert Wagner, który do tej pory prowadził tam klub nocny. Sprawą w imieniu biskupa zajmuje się ksiądz Jacek, który przy okazji odkrywa w sobie pociąg do przedsiębiorczości. W willi dochodzi jednak do brutalnej napaści i do akcji wkracza sandomierska policja. Mateusz ma też inny problem – zaprzyjaźniona z plebanią, śmiertelnie chora pani Daniela, próbuje znaleźć bezpieczne miejsce dla swojego dorosłego syna, Ola, wybitnie uzdolnionego, ale życiowo niesamodzielnego autysty. Pomysł na rozwiązanie tego problemu pojawia się, kiedy Mateusza bliżej poznaje Walę, jedną z tancerek z klubu nocnego Wagnera. |                                              |                                              |                                              | |
| 321 | 5                                            | 16 kwietnia 2021                             | Woda sodowa                                  | Artur Dziurman, Tomasz Schimscheiner, Fred Apke, Grzegorz Ciągardlak, Hanna Kochańska, Beata Schimscheiner, Adam Krawczuk, Michał Olejnik, Michał Winiarski, Tomasz Łukaszek |
| |                                              |                                              |                                              | |
| 322 | 6                                            | 23 kwietnia 2021                             | Plan idealny                                 | Beata Olga Kowalska, Krzysztof Cybiński, Arleta Lemańska, Szymon Nygard, Marek Rudzki, Zuzanna Lit, Piotr Rogucki, Rafał Pyka, Konrad Marszałek, Grzegorz Kowalczyk, Krzysztof Szekalski, Robert Wrzosek, Małgorzata Ostrowska-Królikowska, Marta Wiśniewska, Paweł Pacyna, Błażej Chorobiński, Katarzyna Trzaskalska, Paweł Izdebski |
| |                                              |                                              |                                              | |
| 323 | 7                                            | 30 kwietnia 2021                             | Ptaki                                        | Piotr Siwkiewicz, Ewa Gawryluk, Karol Pocheć, Michał Gadomski, Katarzyna Trzaskalska, Igor Obłoza |
| |                                              |                                              |                                              | |
| 324 | 8                                            | 7 maja 2021                                  | Ostatnia akcja Szpicbródki                   | |
| |                                              |                                              |                                              | |
| 325 | 9                                            | 14 maja 2021                                 | Gambit hetmana                               | |
| |                                              |                                              |                                              | |
| 326 | 10                                           | 21 maja 2021                                 | Zadra                                        | |
| |                                              |                                              |                                              | |
| 327 | 11                                           | 28 maja 2021                                 | Dług                                         | Lucyna Malec, Joanna Jarmołowicz, Michał Milowicz, Mariusz Czajka, Karina Szafrańska, Magdalena Łoś |
| |                                              |                                              |                                              | |
| 328 | 12                                           | 4 czerwca 2021                               | Chciwość                                     | |
| |                                              |                                              |                                              | |
| 329 | 13                                           | 10 września 2021                             | Niespodzianka                                | |
| |                                              |                                              |                                              | |

## Seria 26 (jesień 2021)
| Nr                                                             | Nr                                    | Data pierwszej emisji                 | Tytuł odcinka                         | Aktorzy gościnni |
| SERIA DWUDZIESTA SZÓSTA (jesień 2021)                          | SERIA DWUDZIESTA SZÓSTA (jesień 2021) | SERIA DWUDZIESTA SZÓSTA (jesień 2021) | SERIA DWUDZIESTA SZÓSTA (jesień 2021) | SERIA DWUDZIESTA SZÓSTA (jesień 2021) |
| -------------------------------------------------------------- | ------------------------------------- | ------------------------------------- | ------------------------------------- | --- |
| 330                                                            | 1                                     | 17 września 2021                      | Krwawy debiut                         | Antonina Jarnuszkiewicz, Dorota Landowska, Filip Kempiński, Bartosz Bednarski, Agnieszka Kościelniak, Weronika Asińska, Marcin Bubółka, Michał Iwaszkiewicz, Alicja Orzeł, Daniel Skrzypczak, Katarzyna Węglicka, Andrzej Szubski, Maria Kowalik, Monika Mielnicka, Sławomir Holland, Andrzej Musiał, Jacek Schmidt |
|                                                                |                                       |                                       |                                       | |
| 331                                                            | 2                                     | 24 września 2021                      | Rosiczka                              | Kamila Urzędowska, Patryk Czerniejewski, Szymon Rząca, Olga Kalicka, Mariola Lisicka, Michał Tomala, Gracjan Kielar, Grzegorz Gromek, Sławomir Gwizdak, Joanna Kuberska |
|                                                                |                                       |                                       |                                       | |
| 332                                                            | 3                                     | 1 października 2021                   | Na psa urok                           | Laura Breszka, Marcin Sztabiński, Jadwiga Gryn, Łukasz Węgrzynowski, Tomira Kowalik, Robert Tondera |
|                                                                |                                       |                                       |                                       | |
| 333                                                            | 4                                     | 8 października 2021                   | Awans                                 | Alżbeta Lenska, Jakub Wesołowski, Łukasz Pawlak, Kacper Miciak, Marek Siudym, Piotr Miazga, Maciej Gąsiorek, Remigiusz Jankowski, Michał Sacharczuk |
|                                                                |                                       |                                       |                                       | |
| 334                                                            | 5                                     | 15 października 2021                  | Niewinna                              | |
|                                                                |                                       |                                       |                                       | |
| 335                                                            | 6                                     | 22 października 2021                  | Nowicjusz                             | |
|                                                                |                                       |                                       |                                       | |
| 336                                                            | 7                                     | 29 października 2021                  | Zmyłka                                | |
|                                                                |                                       |                                       |                                       | |
| 337                                                            | 8                                     | 5 listopada 2021                      | Przykrywkowiec                        | |
|                                                                |                                       |                                       |                                       | |
| 338                                                            | 9                                     | 19 listopada 2021                     | Strzeżonego Pan Bóg strzeże           | |
|                                                                |                                       |                                       |                                       | |
| 339                                                            | 10                                    | 26 listopada 2021                     | Jak wiatr                             | Oskar Rybaczek, Wojciech Majchrzak, Dariusz Wieteska, Dawid Dziarkowski, Bartosz Adamczyk, Iwona Sitkowska |
| Gibalski zasypia na nocnym dyżurze i budzi się 20 lat później. |                                       |                                       |                                       | |
| 340                                                            | 11                                    | 3 grudnia 2021                        | Przypadek                             | |
|                                                                |                                       |                                       |                                       | |
| 341                                                            | 12                                    | 10 grudnia 2021                       | Wycinka                               | Rafał Ostrowski, Wojciech Skibiński, Kamil Mróz, Mateusz Goławski, Karolina Charkiewicz, Wojciech Wachuda, Kinga Ciesielska, Paweł Parczewski, Bartłomiej Krat |
|                                                                |                                       |                                       |                                       | |
| 342                                                            | 13                                    | 17 grudnia 2021                       | Warszawski adres                      | |
|                                                                |                                       |                                       |                                       | |

## Seria 27 (wiosna 2022)
| Nr                                    | Nr                                    | Data pierwszej emisji                 | Tytuł odcinka                         |
| SERIA DWUDZIESTA SIÓDMA (wiosna 2022) | SERIA DWUDZIESTA SIÓDMA (wiosna 2022) | SERIA DWUDZIESTA SIÓDMA (wiosna 2022) | SERIA DWUDZIESTA SIÓDMA (wiosna 2022) |
| ------------------------------------- | ------------------------------------- | ------------------------------------- | ------------------------------------- |
| 343                                   | 1                                     | 8 kwietnia 2022                       | Honorowe zabójstwo                    |
|                                       |                                       |                                       |                                       |
| 344                                   | 2                                     | 4 marca 2022                          | Miłość to idealne alibi               |
|                                       |                                       |                                       |                                       |
| 345                                   | 3                                     | 11 marca 2022                         | Punkt dziesiąta                       |
|                                       |                                       |                                       |                                       |
| 346                                   | 4                                     | 18 marca 2022                         | Zmiana                                |
|                                       |                                       |                                       |                                       |
| 347                                   | 5                                     | 25 marca 2022                         | Pudło                                 |
|                                       |                                       |                                       |                                       |
| 348                                   | 6                                     | 1 kwietnia 2022                       | Siostrzyczki                          |
|                                       |                                       |                                       |                                       |
| 349                                   | 7                                     | 15 kwietnia 2022                      | Tanatos                               |
|                                       |                                       |                                       |                                       |
| 350                                   | 8                                     | 22 kwietnia 2022                      | La Cucaracha                          |
|                                       |                                       |                                       |                                       |
| 351                                   | 9                                     | 29 kwietnia 2022                      | Kurs na prawo                         |
|                                       |                                       |                                       |                                       |
| 352                                   | 10                                    | 6 maja 2022                           | Nadzieja umiera ostatnia              |
|                                       |                                       |                                       |                                       |
| 353                                   | 11                                    | 13 maja 2022                          | Złamane serce                         |
|                                       |                                       |                                       |                                       |
| 354                                   | 12                                    | 20 maja 2022                          | Nie sądźcie...                        |
|                                       |                                       |                                       |                                       |
| 355                                   | 13                                    | 27 maja 2022                          | Diabeł na drodze                      |
|                                       |                                       |                                       |                                       |

## Seria 28 (jesień 2022)
| Nr | Nr                                  | Data pierwszej emisji               | Tytuł odcinka                       | Aktorzy gościnni |
| SERIA DWUDZIESTA ÓSMA (jesień 2022) | SERIA DWUDZIESTA ÓSMA (jesień 2022) | SERIA DWUDZIESTA ÓSMA (jesień 2022) | SERIA DWUDZIESTA ÓSMA (jesień 2022) | SERIA DWUDZIESTA ÓSMA (jesień 2022) |
| --- | ----------------------------------- | ----------------------------------- | ----------------------------------- | --- |
| 356 | 1                                   | 9 września 2022                     | Dzień wnuczka                       | Anna Dymna, Bartłomiej Kotschedoff, Paweł Charyton, Witold Oleksiak, Kamila Kamińska, Anna Mozolanka, Wiesława Siemianowska, Marcin Januszkiewicz, Mariusz Pogonowski, Agata Salitra, Ewa Drzymała, Filip Chiniewicz-Waskowski, Maksymilian Rudnicki, Antoni Gogółka |
| |                                     |                                     |                                     | |
| 357 | 2                                   | 16 września 2022                    | Młot na czarownice                  | |
| |                                     |                                     |                                     | |
| 358 | 3                                   | 23 września 2022                    | Influencerka                        | |
| Sandra prowadzi w Internecie kanał o zdrowym odżywianiu. Gościem jednego z odcinków jest ks. Mateusz. Natalia również pragnie spróbować swoich sił jako influencerka. Odkrycie zwłok młodej kobiety odciąga uwagę od mediów społecznościowych. Policja, szukając sprawcy, dowiaduje się o kłopotach finansowych w rodzinie ofiary, o toksycznym byłym partnerze zamordowanej, a także o mężczyźnie, który jej groził. |                                     |                                     |                                     | |
| 359 | 4                                   | 30 września 2022                    | Głos                                | |
| |                                     |                                     |                                     | |
| 360 | 5                                   | 7 października 2022                 | Dolina szczęścia                    | |
| |                                     |                                     |                                     | |
| 361 | 6                                   | 14 października 2022                | Póki śmierć nas nie rozłączy        | |
| |                                     |                                     |                                     | |
| 362 | 7                                   | 21 października 2022                | Weekend z duchami                   | |
| |                                     |                                     |                                     | |
| 363 | 8                                   | 28 października 2022                | Wataha                              | |
| |                                     |                                     |                                     | |
| 364 | 9                                   | 4 listopada 2022                    | Milczenie                           | |
| |                                     |                                     |                                     | |
| 365 | 10                                  | 18 listopada 2022                   | Duplikat                            | |
| |                                     |                                     |                                     | |
| 366 | 11                                  | 16 grudnia 2022                     | Jeden pancerny                      | |
| |                                     |                                     |                                     | |
| 367 | 12                                  | 23 grudnia 2022                     | Sztuka zysku                        | |
| |                                     |                                     |                                     | |
| 368 | 13                                  | 30 grudnia 2022                     | Nigdy Cię nie opuszczę              | |
| |                                     |                                     |                                     | |

## Seria 29 (wiosna 2023)
| Nr                                               | Nr                                               | Data pierwszej emisji                            | Tytuł odcinka                                    | Aktorzy gościnni |
| SERIA DWUDZIESTA DZIEWIĄTA (wiosna, jesień 2023) | SERIA DWUDZIESTA DZIEWIĄTA (wiosna, jesień 2023) | SERIA DWUDZIESTA DZIEWIĄTA (wiosna, jesień 2023) | SERIA DWUDZIESTA DZIEWIĄTA (wiosna, jesień 2023) | SERIA DWUDZIESTA DZIEWIĄTA (wiosna, jesień 2023) |
| ------------------------------------------------ | ------------------------------------------------ | ------------------------------------------------ | ------------------------------------------------ | --- |
| 369                                              | 1                                                | 2 marca 2023                                     | Nowy dom                                         | Sonia Jachymiak, Robert Koszucki, Dariusz Jakubowski, Michał Tokarski, Przemysław Puchała, Ewa Trochim, Jadwiga Gryn, Witold Oleksiak, Sławomir Holland, Michał Cyndler |
|                                                  |                                                  |                                                  |                                                  | |
| 370                                              | 2                                                | 9 marca 2023                                     | Amnezja                                          | Sebastian Oberc, Piotr Szejn, Mariusz Gagatek, Sławomir Holland, Jadwiga Gryn, Jan Niemczyk, Hubert Kożuchowski, Kamila Molinari, Agnieszka Makowska, Wiktoria Grabowska, Dorota Gorjainow, Jagoda Małyszek                                                                      |
|                                                  |                                                  |                                                  |                                                  | |
| 371                                              | 3                                                | 16 marca 2023                                    | Ostatni dzwonek                                  | Karolina Gorczyca, Mariusz Zaniewski, Paweł Ławrynowicz, Monika Pikuła, Agata Bykowska, Sławomir Holland, Jakub Lasota, Dawid Pokusa, Jacek Sut, Monika Szczepańska, Robert Mróz, Mariusz Odwarzny, Krzysztof Grabowski, Czesław Skwarek, Katarzyna Paskuda, Arkadiusz Cesarczyk |
|                                                  |                                                  |                                                  |                                                  | |
| 372                                              | 4                                                | 23 marca 2023                                    | Beryl                                            | |
|                                                  |                                                  |                                                  |                                                  | |
| 373                                              | 5                                                | 30 marca 2023                                    | Pozory mylą                                      | |
|                                                  |                                                  |                                                  |                                                  | |
| 374                                              | 6                                                | 6 kwietnia 2023                                  | Zimna fuzja                                      | |
|                                                  |                                                  |                                                  |                                                  | |
| 375                                              | 7                                                | 13 kwietnia 2023                                 | Samospełniająca się przepowiednia                | Jędrzej Bigosiński, Maja Szopa, Dorota Chotecka, Wojciech Billip, Jakub Suwiński, Dominika Kryszczyńska, Jakub Firewicz, Monika Świtaj |
|                                                  |                                                  |                                                  |                                                  | |
| 376                                              | 8                                                | 20 kwietnia 2023                                 | Na swoim miejscu                                 | |
|                                                  |                                                  |                                                  |                                                  | |
| 377                                              | 9                                                | 27 kwietnia 2023                                 | Gorzki smak dojrzewania                          | |
|                                                  |                                                  |                                                  |                                                  | |
| 378                                              | 10                                               | 4 maja 2023                                      | Poszkodowany, poszkodowana                       | Kamil Szklany, Karol Lelek, Ivan Marin, Jakub Kotyński, Aldona Orman, Milena Suszyńska, Krzysztof Grabowski, Krzysztof Wrona, Dorota Michałowska, Maria Kowalik, Joanna Kasperek, Anna Kędziora, Kamila Matyszczak, Leszek Abrahamowicz, Dawid Kwidzyński                        |
|                                                  |                                                  |                                                  |                                                  | |
| 379                                              | 11                                               | 18 maja 2023                                     | Autoterapia                                      | Robert Gulaczyk, Ewa Bonecka, Robert Czebotar, Bartosz Martyna, Ewa Lorska, Dagna Dywicka, Adam Krawczuk, Natalia Rewieńska, Mateusz Łasowski, Magdalena Górska, Amelia Listwon, Wojciech Grochowalski                                                                           |
|                                                  |                                                  |                                                  |                                                  | |
| 380                                              | 12                                               | 14 września 2023                                 | Sąd ostateczny                                   | |
|                                                  |                                                  |                                                  |                                                  | |
| 381                                              | 13                                               | 21 września 2023                                 | Ostatni taniec                                   | Ewa Konstancja Bułhak, Alżbeta Lenska, Kamil Szklany, Karol Lelek, Amelia Radecka, Maciej Brzoska, Hubert Jaśtak, Paweł Marczuk, Kamil Mróz, Piotr Mokrzycki, Karina Rezner, Angelika Jasińska                                                                                   |
|                                                  |                                                  |                                                  |                                                  | |

## Seria 30 (jesień 2023, wiosna 2024)
| Nr                                           | Nr                                           | Data pierwszej emisji                        | Tytuł odcinka                                |
| SERIA TRZYDZIESTA (jesień 2023, wiosna 2024) | SERIA TRZYDZIESTA (jesień 2023, wiosna 2024) | SERIA TRZYDZIESTA (jesień 2023, wiosna 2024) | SERIA TRZYDZIESTA (jesień 2023, wiosna 2024) |
| -------------------------------------------- | -------------------------------------------- | -------------------------------------------- | -------------------------------------------- |
| 382                                          | 1                                            | 28 września 2023                             | Kochane pieniążki                            |
| 383                                          | 2                                            | 5 października 2023                          | Łabędzi śpiew                                |
| 384                                          | 3                                            | 19 października 2023                         | Nocny kurs                                   |
| 385                                          | 4                                            | 26 października 2023                         | Żegnaj Natalio, żegnaj Mateuszu              |
| 386                                          | 5                                            | 2 listopada 2023                             | Lot nr 772                                   |
| 387                                          | 6                                            | 9 listopada 2023                             | Upiór i zakonnica                            |
| 388                                          | 7                                            | 16 listopada 2023                            | Znikający basen i alpaka                     |
| 389                                          | 8                                            | 23 listopada 2023                            | Zodiak                                       |
| 390                                          | 9                                            | 7 marca 2024                                 | Sakrament pojednania                         |
| 391                                          | 10                                           | 14 marca 2024                                | Co Bóg daje                                  |
| 392                                          | 11                                           | 28 marca 2024                                | Błąd w sztuce                                |
| 393                                          | 12                                           | 4 kwietnia 2024                              | Cywil                                        |
| 394                                          | 13                                           | 11 kwietnia 2024                             | Wyjść z dwiema twarzami                      |

## Seria 31 (wiosna 2024, jesień 2024)
| Nr                                               | Nr                                               | Data pierwszej emisji                            | Tytuł odcinka                                    |
| SERIA TRZYDZIESTA PIERWSZA (wiosna, jesień 2024) | SERIA TRZYDZIESTA PIERWSZA (wiosna, jesień 2024) | SERIA TRZYDZIESTA PIERWSZA (wiosna, jesień 2024) | SERIA TRZYDZIESTA PIERWSZA (wiosna, jesień 2024) |
| ------------------------------------------------ | ------------------------------------------------ | ------------------------------------------------ | ------------------------------------------------ |
| 395                                              | 1                                                | 18 kwietnia 2024                                 | Nowy image                                       |
| 396                                              | 2                                                | 25 kwietnia 2024                                 | Dzień św. Huberta                                |
| 397                                              | 3                                                | 2 maja 2024                                      | Droga na skróty                                  |
| 398                                              | 4                                                | 16 maja 2024                                     | Mecz o wszystko                                  |
| 399                                              | 5                                                | 23 maja 2024                                     | Bal u Konsula                                    |
| 400                                              | 6                                                | 30 maja 2024                                     | Zamach                                           |
| 401                                              | 7                                                | 12 września 2024                                 | Karma                                            |
| 402                                              | 8                                                | 19 września 2024                                 | Konkurencja                                      |
| 403                                              | 9                                                | 26 września 2024                                 | Zagubieni w sieci                                |
| 404                                              | 10                                               | 3 października 2024                              | Kwiaty dla kosmonauty                            |
| 405                                              | 11                                               | 10 października 2024                             | Testerka wierności                               |
| 406                                              | 12                                               | 17 października 2024                             | Bracia                                           |
| 407                                              | 13                                               | 24 października 2024                             | Odwyk od kłamstwa                                |

## Seria 32 (jesień 2024, wiosna 2025)
| Nr                                    | Nr                                    | Data pierwszej emisji                 | Tytuł odcinka                         |                                       |
| SERIA TRZYDZIESTA DRUGA (jesień 2024) | SERIA TRZYDZIESTA DRUGA (jesień 2024) | SERIA TRZYDZIESTA DRUGA (jesień 2024) | SERIA TRZYDZIESTA DRUGA (jesień 2024) | SERIA TRZYDZIESTA DRUGA (jesień 2024) |
| ------------------------------------- | ------------------------------------- | ------------------------------------- | ------------------------------------- | ------------------------------------- |
| 408                                   | 1                                     | 31 października 2024                  | Witamy na pokładzie                   |                                       |
| 409                                   | 2                                     | 7 listopada 2024                      | Sukcesja                              |                                       |
| 410                                   | 3                                     | 14 listopada 2024                     | Noc wiary                             |                                       |
| 411                                   | 4                                     | 21 listopada 2024                     | Sieciówka                             |                                       |
| 412                                   | 5                                     | 28 listopada 2024                     | Bezsenność we dwoje                   |                                       |
| 413                                   | 6                                     | 5 grudnia 2024                        | Medium                                |                                       |
| 414                                   | 7                                     | 6 marca 2025                          | Polska czupakabra                     |                                       |
| 415                                   | 8                                     | 13 marca 2025                         | Zaraza                                |                                       |
| 416                                   | 9                                     | 20 marca 2025                         | Ballada o rycerzu                     |                                       |
| 417                                   | 10                                    | 27 marca 2025                         | Zagorzały czytelnik                   |                                       |
| 418                                   | 11                                    | 3 kwietnia 2025                       | Pocztówka z przeszłości               |                                       |
| 419                                   | 12                                    | 10 kwietnia 2025                      | Słodki drań                           |                                       |
| 420                                   | 13                                    | 17 kwietnia 2025                      | Pieskie życie                         |                                       |

## Seria 33 (wiosna 2025)
| Nr                                      | Nr                                      | Data pierwszej emisji                   | Tytuł odcinka                           |                                         |
| SERIA TRZYDZIESTA TRZECIA (wiosna 2025) | SERIA TRZYDZIESTA TRZECIA (wiosna 2025) | SERIA TRZYDZIESTA TRZECIA (wiosna 2025) | SERIA TRZYDZIESTA TRZECIA (wiosna 2025) | SERIA TRZYDZIESTA TRZECIA (wiosna 2025) |
| --------------------------------------- | --------------------------------------- | --------------------------------------- | --------------------------------------- | --------------------------------------- |
| 421                                     | 1                                       | 24 kwietnia 2025                        | Detektyw bez teki                       |                                         |
| 422                                     | 2                                       | 1 maja 2025                             | Prognoza pogody                         |                                         |
| 423                                     | 3                                       | 8 maja 2025                             | Śmierć in blanco                        |                                         |
| 424                                     | 4                                       | 22 maja 2025                            | Kumulacja                               |                                         |
| 425                                     | 5                                       | 29 maja 2025                            | Mały Szu                                |                                         |
| 426                                     | 6                                       | 5 czerwca 2025                          | Sprawa Kramskich                        |                                         |